# Liste der Kulturdenkmale in Loschwitz (A–L)

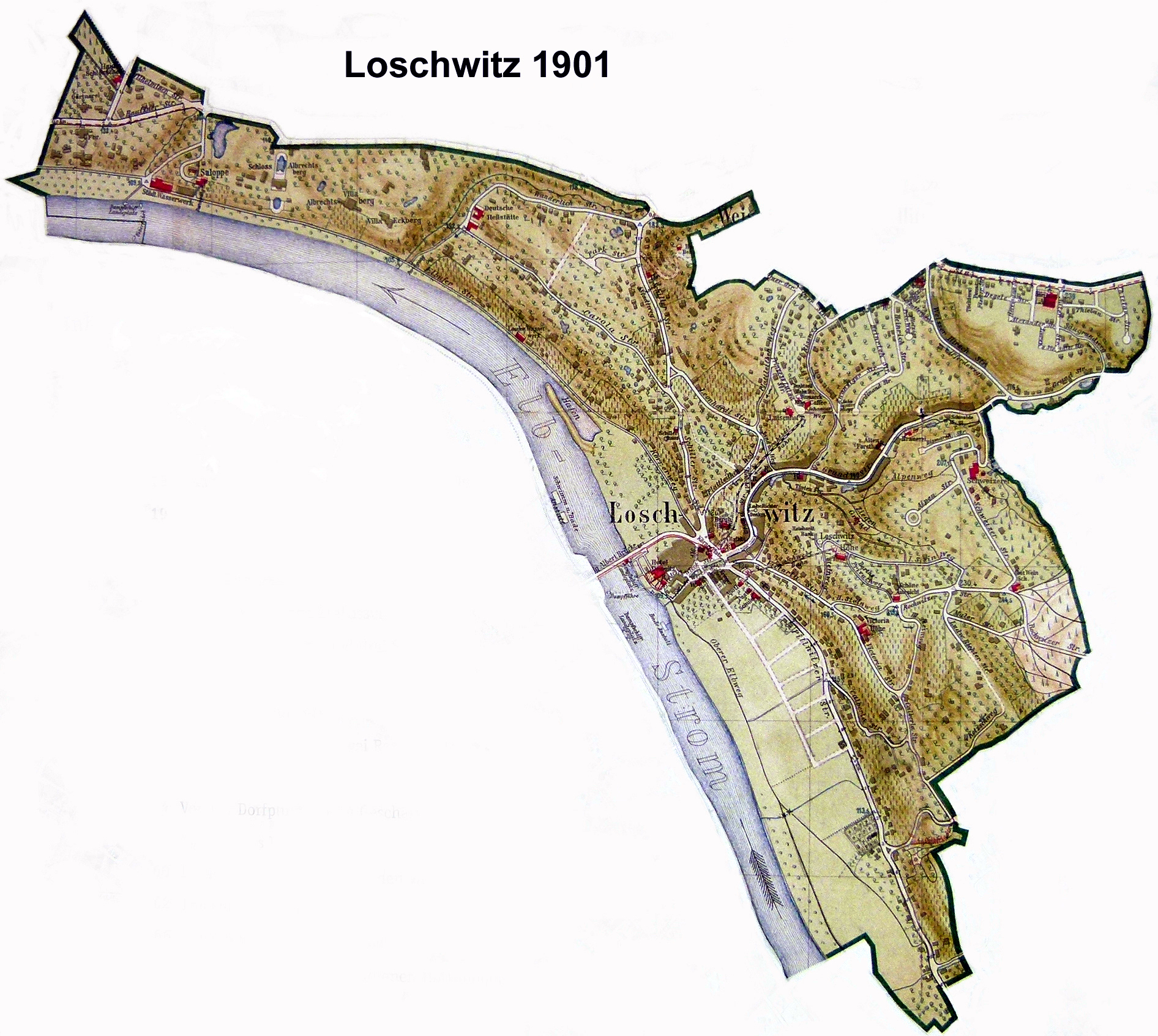
Historische Karte von Loschwitz 1901

Die Liste der Kulturdenkmale in Loschwitz umfasst sämtliche Kulturdenkmale der Dresdner Gemarkung Loschwitz. Die Anmerkungen sind zu beachten.

Diese Liste ist eine Teilliste der Liste der Kulturdenkmale in Dresden.

Diese Liste ist eine Teilliste der Liste der Kulturdenkmale in Sachsen.
Aufgrund der hohen Anzahl der Kulturdenkmale wurde die alphabetisch nach Adressen geordnete Liste in folgende zwei Teillisten untergliedert:
- Liste der Kulturdenkmale in Loschwitz (A–L)
- Liste der Kulturdenkmale in Loschwitz (M–Z)

Diese Teilliste enthält alle Kulturdenkmale von A bis L.

## Legende
- Bild: Bild des Kulturdenkmals, ggf. zusätzlich mit einem Link zu weiteren Fotos des Kulturdenkmals im Medienarchiv Wikimedia Commons. Wenn man auf das Kamerasymbol klickt, können Fotos zu Kulturdenkmalen aus dieser Liste hochgeladen werden:
- Bezeichnung: Denkmalgeschützte Objekte und ggf. Bauwerksname des Kulturdenkmals
- Lage: Straßenname und Hausnummer oder Flurstücknummer des Kulturdenkmals. Die Grundsortierung der Liste erfolgt nach dieser Adresse. Der Link (Karte) führt zu verschiedenen Kartendiensten mit der Position des Kulturdenkmals. Fehlt dieser Link, wurden die Koordinaten noch nicht eingetragen. Sind diese bekannt, können sie über ein Tool mit einer Kartenansicht einfach nachgetragen werden. In dieser Kartenansicht sind Kulturdenkmale ohne Koordinaten mit einem roten bzw. orangen Marker dargestellt und können durch Verschieben auf die richtige Position in der Karte mit Koordinaten versehen werden. Kulturdenkmale ohne Bild sind an einem blauen bzw. roten Marker erkennbar.
- Datierung: Baubeginn, Fertigstellung, Datum der Erstnennung oder grobe zeitliche Einordnung entsprechend des Eintrags in der sächsischen Denkmaldatenbank
- Beschreibung: Kurzcharakteristik des Kulturdenkmals entsprechend des Eintrags in der sächsischen Denkmaldatenbank, ggf. ergänzt durch die dort nur selten veröffentlichten Erfassungstexte oder zusätzliche Informationen
- ID: Vom Landesamt für Denkmalpflege Sachsen vergebene, das Kulturdenkmal eindeutig identifizierende Objekt-Nummer. Der Link führt zum PDF-Denkmaldokument des Landesamtes für Denkmalpflege Sachsen. Bei ehemaligen Kulturdenkmalen können die Objektnummern unbekannt sein und deshalb fehlen bzw. die Links von aus der Datenbank entfernten Objektnummern ins Leere führen. Ein ggf. vorhandenes Icon  führt zu den Angaben des Kulturdenkmals bei Wikidata.

## Liste der Kulturdenkmale in Loschwitz
| Bild                                    | Bezeichnung | Lage                                                                  | Datierung | Beschreibung | ID       |
| --------------------------------------- | --- | --------------------------------------------------------------------- | --- | --- | -------- |
|                                         | Denkmalschutzgebiet Weißer Hirsch / Oberloschwitz | (Karte)                                                               | | geschichtliche, künstlerische, städtebauliche, landschaftsgestalterische und siedlungsgeschichtliche Bedeutung (in Kraft gesetzt am 9. Mai 1996). | 09306461 |
|                                         | Denkmalschutzgebiet Elbhänge | (Karte)                                                               | | Denkmalschutzgebiet Elbhänge; von ortsbildprägender, landschaftsgestaltender Bedeutung und damit von indifikationsbildender Wirkung (in Kraft gesetzt am 28. März 1997). | 09305812 |
| Weitere Bilder                          | Villa mit Einfriedung und Torbogen | 1. Steinweg 5 (Karte)                                                 | 1899–1900 (Villa)                                                                                            | mit seinem Zierfachwerk und weiteren historisierenden Elementen typische Stilvilla des ausgehenden 19. Jahrhunderts, auffällig der zierliche, spitze Eckturm, baugeschichtlich bedeutend, als Teil des Loschwitzer Elbhanges zudem städtebaulich von Belang. | 09211228 |
| Weitere Bilder                          | Villa mit Gartenpavillon, terrassiertem Garten und Einfriedung | 1. Steinweg 17 (Karte)                                                | 1901–1904 (Villa)                                                                                            | Villa mit Gartenpavillon, terrassiertem Garten und Einfriedung sowie der auf der anderen Straßenseite gelegenen Garage; bemerkenswerter Bau aus dem Anfang des 20. Jahrhunderts mit Turmanbau und aufwendiger Fassadengestaltung zwischen Historismus und Jugendstil, im Innern fast vollständig erhaltene originale Ausstattung, Anwesen weithin sichtbar, baugeschichtlich, künstlerisch und städtebaulich bedeutend. | 09211227 |
| Weitere Bilder                          | Weinbergsmauer mit Inschriftstein | 2. Steinweg (Karte)                                                   | 18./19. Jh. (Weinbergmauer)                                                                                  | Zeugnis für den Weinanbau in Loschwitz, ortsgeschichtlich von Bedeutung, zudem landschaftsgestalterisch bedeutsames Element des Elbhangs zwischen Loschwitz und Pillnitz. | 09211483 |
| Weitere Bilder                          | Villa Ural; Villa Ronnthaler | 2. Steinweg 1 (Karte)                                                 | um 1900 (Villa)                                                                                              | Villa mit Stützmauern und Einfriedung; markantes historisierendes Gebäude mit Turmaufbau und markanter Veranda, Paradebeispiel einer Stilvilla aus dem späten 19. Jahrhundert, bemerkenswert der wehrhaft anmutende Unterbau, Anwesen baugeschichtlich, stadtentwicklungsgeschichtlich und künstlerisch bedeutend. | 09211482 |
|                                         | Villa mit Einfriedung | Alexanderstraße 3 (Karte)                                             | 1922–1923 (Villa)                                                                                            | markanter Bau der 1920er Jahre, wohlproportionierter Baukörper und weniger, akzentuierender Bauschmuck deuten auf den Reformstil, baugeschichtlich und künstlerisch bedeutend. | 09211404 |
| Weitere Bilder                          | Möllers Sanatorium (ehem.) | Alpenstraße 1 (Karte)                                                 | bezeichnet 1903–1904 (Sanatorium)                                                                            | Sanatoriumsgebäude mit Stützmauer und Einfriedung; charakteristischer Bau seiner Zeit, gehörte zudem zu den bedeutenden Kureinrichtungen am Elbhang von Dresden, baugeschichtlich und ortsgeschichtlich bedeutend. | 09211222 |
| Weitere Bilder                          | Villa Alpenruhe | Alpenstraße 7 (Karte)                                                 | 1892 (Villa)                                                                                                 | Villa; kastellartiger Bau, in seiner heutigen Form auf einen gestalterischen Umbau von 1908 zurückgehend, dabei gestalterisch markantes Beispiel der versachlichten Architektur Anfang des 20. Jahrhunderts, mit gestalterisch außergewöhnlicher Fassadengestaltung, baugeschichtlich und städtebaulich bedeutend. | 09211208 |
| Weitere Bilder                          | Villa Windhuk | Alpenstraße 14 (Karte)                                                | 1910 (Villa)                                                                                                 | Villa; im Treppenhaus originale Ausstattung, markanter versachlichter Bau aus dem Anfang des 20. Jahrhunderts mit stilisierten historisierenden Gestaltungselementen, baugeschichtlich bedeutend. | 09211223 |
| Weitere Bilder                          | Mietvilla mit Terrasse und Einfriedung | An der Berglehne 1 (Karte)                                            | 1896–1897 (bezeichnet 1897)                                                                                  | charakteristischer historisierender Wohnbau des ausgehenden 19. Jahrhunderts, gestalterisch anspruchsvoll, Teil einer Gebäudegruppe, welche die Verstädterung von Loschwitz mehr als andere Quartiere dokumentiert, bau- und stadtentwicklungsgeschichtlich sowie künstlerisch bedeutend. | 09211343 |
| Weitere Bilder                          | Villa Ferdinandshöhe | An der Berglehne 2 (Karte)                                            | 1893–1894 (Villa)                                                                                            | Villa mit Laube, wohl Waschhaus, kapellenartigem Bau im Garten, wohl Laube und Einfriedung, dazu Terrasse; charakteristischer historisierender Wohnbau des ausgehenden 19. Jahrhunderts, Teil einer Gebäudegruppe, welche die Verstädterung von Loschwitz mehr als andere Quartiere dokumentiert, baugeschichtlich und stadtentwicklungsgeschichtlich bedeutend. | 09211344 |
| Weitere Bilder                          | Villa mit rückwärtigem Anbau, Einfriedung, Terrasse und Stützmauer | An der Berglehne 4 (Karte)                                            | 1903–1904 (Villa)                                                                                            | Erinnerungsstätte Reichsparteischule der KPD, markanter Bau der Architektur nach 1900 mit hohem künstlerischen Anspruch, vor allem baugeschichtlich und künstlerisch bedeutend, zudem Zeugnis der politischen Geschichte. | 09211345 |
| Weitere Bilder                          | Villa mit Einfriedung, Terrasse und Stützmauer | An der Berglehne 6 (Karte)                                            | 1903–1904 (Villa)                                                                                            | großzügige Hallendiele aus der Entstehungszeit, typisches Beispiel der versachlichten Architektur nach 1900, vor allem baugeschichtlich bedeutend. | 09211358 |
| Weitere Bilder                          | Mietvilla mit Einfriedung | An der Berglehne 7 (Karte)                                            | 1899–1902 (Villa)                                                                                            | schlichter Bau nach 1900, der vor allem durch Zierfachwerk im Obergeschoss und im Giebeldreieck wirkt, Beispiel der versachlichten Architektur seiner Zeit, vor allem baugeschichtlich bedeutend. | 09211342 |
| Weitere Bilder                          | Villa Glück Auf | An der Berglehne 8 (Karte)                                            | 1919–1920 (Villa)                                                                                            | Villa mit Einfriedung, Eingangshalle und Veranda sowie Wintergarten, Stützmauer und Terrassierung an der Rückseite; markantes Beispiel der Reformarchitektur um 1920 mit hohem gestalterischen Anspruch, baugeschichtlich und künstlerisch bedeutend sowie stadtentwicklungsgeschichtlich von Belang. | 09211359 |
| Weitere Bilder                          | Wohnhaus Dittrich | An der Berglehne 11 (Karte)                                           | 1898–1899 (Villa), nach 1899 (Villengarten/Landhausgarten)                                                   | Mietvilla mit Verbindungstrakt zur Oskar-Pletsch-Straße 1 (ID-Nr. 09211340), Villengarten, Stützmauer mit Balustrade und Einfriedung mit zwei Pforten; malerische Stilvilla des ausgehenden 19. Jahrhunderts mit ersten Anklängen an den Jugendstil, vor allem baugeschichtlich bedeutend, darüber hinaus auch künstlerisch und stadtentwicklungsgeschichtlich von Belang, Villengarten gartengeschichtlich bedeutsam, die Einfriedung setzt sich auf dem Grundstück Oskar-Pletsch-Straße 1 fort. Die Villa wurde zusammen mit den Häusern An der Berglehne 7 und Oskar-Pletsch-Straße 1 für den Unternehmer Carl Dittrich jr. (1853–1918), Gesellschafter der Firma „Hielle & Dittrich“ in Schönlinde erbaut. | 09211341 |
| Weitere Bilder                          | Mietvilla mit Einfriedung, Stützmauer und Terrassierung | An der Berglehne 14 (Karte)                                           | 1897–1898 (Villa)                                                                                            | charakteristische Stilvilla des späten 19. Jahrhunderts mit historisierenden Fassaden, baugeschichtlich bedeutend, zudem als Teil eines markanten Straßenzuges auch stadtentwicklungsgeschichtlich von Belang. | 09211360 |
| Weitere Bilder                          | Mietvilla mit Einfriedung sowie hangseitiger Terrassierung | An der Berglehne 16 (Karte)                                           | ab 1892 (Villa)                                                                                              | Mietvilla mit Einfriedung sowie hangseitiger Terrassierung einschließlich zwei Stützmauern und Treppenanlage; charakteristische Stilvilla des späten 19. Jahrhunderts mit historisierenden Fassaden, baugeschichtlich bedeutend, zudem als Teil eines markanten Straßenzuges auch stadtentwicklungsgeschichtlich von Belang. | 09211361 |
| Weitere Bilder                          | Villa Fuchsbau | An der Berglehne 18 (Karte)                                           | 1892–1893 (Mietvilla)                                                                                        | Mietvilla mit Gartenhaus und Einfriedung sowie hangseitiger Terrassierung einschließlich drei Stützmauern und Treppenanlage; charakteristische Stilvilla des späten 19. Jahrhunderts mit historisierenden Fassaden, baugeschichtlich bedeutend, zudem als Teil eines markanten Straßenzuges auch stadtentwicklungsgeschichtlich von Belang. | 09211362 |
|                                         | Villa mit Garage und Einfriedung | Angelikastraße 10 (Karte)                                             | 1910-1912 (Villa)                                                                                            | exemplarischer und gestalterisch anspruchsvolles Gebäude der Reformarchitektur nach 1900 mit wohlproportioniertem Baukörper einschließlich hohem Dach und wenigen, aber akzentuierenden Schmuck- und Gliederungselementen, auffällig der seitliche Schiefergiebel, Zierfachwerk und Balkonvorlage, baugeschichtlich und künstlerisch bedeutend. | 09211444 |
| Weitere Bilder                          | Mietvilla | Angelikastraße 12 (Karte)                                             | 1911–1912 (Mietvilla)                                                                                        | charakteristischer, sachlicher Bau der Reformarchitektur nach 1900, geprägt durch ineinander verschränktes Sattel- und Walmdach, baugeschichtlich von Belang. | 09211445 |
| Weitere Bilder                          | Mordgrundbrücke | Bautzner Landstraße (Karte)                                           | 1825 (Straßenbrücke)                                                                                         | Brücke über das Mordgrundwasser; gestalterisch und konstruktiv bemerkenswerte Anlage, technikgeschichtlich und verkehrsgeschichtlich bedeutend. | 09217023 |
| Weitere Bilder                          | Mietvilla in Ecklage mit Laden | Bautzner Landstraße 32 (Karte)                                        | um 1910 (Villa)                                                                                              | symmetrisch gegliedertes Eckgebäude über L- förmigem Grundriss mit bewegter Dachlandschaft, dominiert von Turmtrakt und zwei Giebelfronten mit Erkern, exemplarisches Beispiel der nach 1900 vorherrschenden Reformarchitektur, Teil des Œuvres von Max Herfurt (1872–1932), baugeschichtlich und künstlerisch bedeutend. | 09211471 |
|                                         | Villa Klara | Bautzner Landstraße 34 (Karte)                                        | 1911–1913 (Villa)                                                                                            | Mietvilla; charakteristischer Bau der versachlichten Architektur nach 1900, auch als Reformarchitektur bezeichnet, dabei das hohe Mansardendach bemerkenswert, weitere Belebung durch flachen, segmentbogenförmigen Altan an der Straßenseite und seitliches Treppenhaus, Bauschmuck nur akzentuierend, Anwesen baugeschichtlich und stadtentwicklungsgeschichtlich möglicher weise auch künstlerisch bedeutend. | 09218235 |
|                                         | Villa Silvana | Bautzner Landstraße 36 (Karte)                                        | 1881 (Villa)                                                                                                 | Villa mit Einfriedung; ausgesprochen repräsentatives und typisches Beispiel einer Stilvilla des ausgehenden 19. Jahrhunderts mit reicher Fassadengestaltung, von hohem ästhetischem Reiz, vor allem baugeschichtlich und künstlerisch bedeutend. | 09211469 |
| Weitere Bilder                          | Villa Weigang | Bautzner Landstraße 42a; 44 (Karte)                                   | 1872 (Villa), 1916 (gravierender, Erscheinungsbild prägender Umbau), 1886 (Nebengebäude), 1916 (Einfriedung) | Villa mit Kutscherhaus, Teehaus, Bastei, Gartenanlage und Einfriedung; Villengrundstück für Kommerzienrat Günther ausgeführt, danach im Besitz des Bautzner Fabrikanten Rudolf Weigang, Anlage durch diesen umgestaltet, Villa in ihrer heutigen Form markantes Beispiel der versachlichten Architektur nach 1900, dabei insbesondere im Innern Anklänge des Neoklassizismus mit antikisierenden Motiven, Reliefs usw., baugeschichtlich und personengeschichtlich bedeutend, mit Ausstattung auch künstlerisch von Belang, der Garten noch erlebbar, dabei die eigenwillige Gartenarchitektur der Bastei von singulärer Bedeutung. | 09211468 |
| Weitere Bilder                          | Haus Schellenberg; Haus Turmeck | Bautzner Landstraße 46 (Karte)                                        | 1884 (Villa), 1908–1909, bezeichnet 1909 (Villa)                                                             | Villa (mit Turmanbau) sowie Einfriedung; im Kern historisierender Putzbau von 1884, markantes Gebäude vor allem der versachlichten Architektur nach 1900 mit hohem gestalterischen Anspruch, auffällig zwei Volutengiebel, Wohnstätte des Opernsängers Arno Schellenberg (1903–1983), bau- und personengeschichtlich sowie künstlerisch bedeutend. | 09211467 |
|                                         | Landhaus mit Einfriedung | Bautzner Landstraße 48 (Karte)                                        | bezeichnet 1871 (Landhaus)                                                                                   | eines der frühen, charakteristischen einfachen Landhäuser an der heutigen Bautzner Landstraße, baugeschichtlich und stadtentwicklungsgeschichtlich bedeutend. | 09211381 |
| Weitere Bilder                          | Landhaus mit Einfriedung und Garten | Bautzner Landstraße 50 (Karte)                                        | 1871 (Landhaus)                                                                                              | eines der frühen, charakteristischen einfachen Landhäuser an der heutigen Bautzner Landstraße, baugeschichtlich und stadtentwicklungsgeschichtlich bedeutend, als Wohnstätte des prominenten Opernsängers Eugen Degele (1834–1886) auch personengeschichtlich von Belang. | 09218233 |
| Weitere Bilder                          | Mietshaus in offener Bebauung | Bautzner Landstraße 54 (Karte)                                        | um 1875 (Mietshaus)                                                                                          | als relativ repräsentatives Wohnhaus von Oberloschwitz stadtentwicklungsgeschichtlich von Belang. | 09211401 |
| Weitere Bilder                          | Weißer Adler | Bautzner Landstraße 62 (Karte)                                        | 1888–1889 (Gasthof), 1905 (Ballsaal)                                                                         | Gasthaus; Neubau 1888/89 anstelle des 1873 abgebrannten Vorgängerbaus aus dem 18. Jahrhundert, markantes, straßenbildprägendes Gebäude mit aufwendiger historisierender Fassadengestaltung und turmartigem Anbau, innen großer Ballsaal von 1905, vor allem baugeschichtlich und ortsgeschichtlich bedeutend, jetzt umgebaut zum Wohnhaus. | 09211407 |
|                                         | Mietshaus in Ecklage und offener Bebauung | Bautzner Landstraße 64 (Karte)                                        | um 1900 (Mietshaus)                                                                                          | mit seiner gleichmäßigen Fassadengliederung und seitlichen Zierfachwerkgiebeln, noch historisierendes Beispiel der um 1900 aufkommenden versachlichten Architektur, baugeschichtlich bedeutend. | 09211406 |
|                                         | Mietvilla mit Einfriedung und Terrassierung an der Rückseite | Bautzner Landstraße 66 (Karte)                                        | 1902–1903 (Villa), 1902–1903 (Einfriedung)                                                                   | hoher, weithin sichtbarer, versachlichter Bau des Historismus um 1900 mit Akzenten durch sparsames Zierfachwerk in den Giebeln und verbretterte Veranden, sowie des rückwärtigen Anbaus und zweier Balkone, baugeschichtlich und städtebaulich von Bedeutung. | 09211408 |
|                                         | Heidehaus; Teuscher’s Sanatorium (ehem.) | Bautzner Landstraße 72 (Karte)                                        | 1897–1898 (Villa), 1916–1917, bezeichnet 1916 (gravierender, Erscheinungsbild prägender Umbau)               | Mietvilla in Ecklage; nach 1916 Teil von Teuschers Sanatorium, Umbau eines ursprünglich historisierenden Gebäudes im Sinne der Architekturauffassung des Heimatstils Anfang des 20. Jahrhunderts, baugeschichtlich und ortsgeschichtlich von Belang. | 09211409 |
|                                         | Mietvilla mit Einfriedung | Bautzner Landstraße 74 (Karte)                                        | 1902 (Villa)                                                                                                 | markanter Wohnbau der Wende vom 19. zum 20. Jahrhundert, auffällig die Fachwerkzier in den Schaugiebeln und die Holzverkleidung der ursprünglich offenen Loggien sowie des rückwärtigen Anbaus, Akzente durch Jugendstilfenster (u. a. im Treppenhaus), unter der Tünche im Treppenhaus mit Sicherheit noch die Dekorationsmalerei der Entstehungszeit, baugeschichtlich bedeutend, in Teilen wohl auch künstlerisch von Belang. | 09218994 |
|                                         | Mietvilla mit Einfriedung | Bautzner Landstraße 76 (Karte)                                        | 1901 (Villa)                                                                                                 | markanter Wohnbau des späten Historismus um 1900 mit Schweifgiebeln und gotisierenden Zierelementen, später teilweise vereinfacht, baugeschichtlich bedeutend, als relativ repräsentatives Wohnhaus von Oberloschwitz stadtentwicklungsgeschichtlich von Belang. | 09211410 |
|                                         | Mietvilla | Bautzner Landstraße 78 (Karte)                                        | 1896–1898 (Villa)                                                                                            | mit seinem auffälligen Zierfachwerk am Schaugiebel und dem seitlichen Turmanbau über dem Eckportal ganz im Sinne des Historismus des ausgehenden 19. Jahrhunderts, baugeschichtlich bedeutend, als repräsentatives Wohnhaus von Oberloschwitz stadtentwicklungsgeschichtlich von Belang. | 09211411 |
|                                         | Mietvilla mit Einfriedung | Bautzner Landstraße 80 (Karte)                                        | 1902 (Villa)                                                                                                 | typischer versachlichter Wohnbau des späten Historismus um 1900 mit aufwendiger, vorgeblendeter Sandsteinfassade, belebt von vereinfachtem Schweifgiebel, steinernen Balkonen und stilisiertem Bauschmuck, baugeschichtlich bedeutend. | 09211750 |
| Weitere Bilder                          | Untersuchungshaftanstalt des Ministeriums für Staatssicherheit der DDR; Bezirksverwaltung des Ministeriums für Staatssicherheit; Gedenkstätte Bautzner Straße Dresden | Bautzner Straße 112; 112a; 116; 116a (Karte)                          | 1950er Jahre (Gefängnis)                                                                                     | Gebäudegruppe; Anlage aus ehemaligem „Heidehof“ und westlichem Neubau der 1950/60er Jahre mit nachträglich angefügtem straßenseitigen Flügel der 1960/70er Jahre einschließlich Verbinder (Haus 2), bedeutsame Teile „Fuchsbau“ im Kellergeschoss mit dazugehörigem Innenhof, auch Lichthof (Gefängnishof für Hofgang) genannt (nur über Keller begehbar, von Baulichkeiten umschlossen), Interieur der Büroräume des letzten Chefs der Staatssicherheits-Bezirksverwaltung, Festsaal, so genannter Kellergang, sowie Zellengebäude, anschauliches Zeugnis des DDR-Unterdrückungsapparates, erinnert an die Opfer politischer Verfolgung, geschichtlich bedeutend (siehe auch mittlerweile abgebrochenen Mauer, Bautzner Straße 112). | 09218236 |
|                                         | Villa | Bautzner Straße 114 (Karte)                                           | um 1930 (Villa)                                                                                              | gestalterisch typischer Wohnbau um 1930, bildet zudem bedeutsame Baugruppe mit benachbarten Anwesen, baugeschichtlich und städtebaulich bedeutend. | 09303341 |
| Weitere Bilder                          | Villa Schaede | Bautzner Straße 118 (Karte)                                           | bis 1895 (Villa)                                                                                             | Villa mit Terrasse und Gewächshaus; markanter historisierender Bau mit einem der wenigen Gewächshäuser in Dresden, baugeschichtlich, landschaftsgestalterisch und städtebaulich bedeutend, wirkt in den Elbraum, somit auch städtebaulich von Belang. | 09211455 |
| Weitere Bilder                          | Villa mit Nebengebäude und Einfriedungsmauer | Bautzner Straße 120 (Karte)                                           | 1895 (Villa)                                                                                                 | Villa mit Nebengebäude, elbseitiger Einfriedungsmauer, nördlich gelegenem Schalenbrunnen, Fläche um den Schalenbrunnen und elbseitigem Garten einschließlich Terrasse; im Innern Ausstattung u. a. mit Ausmalung (als Dekorationsmalerei) erhalten, reiche Stilvilla des 19. Jahrhunderts, bemerkenswerter Solitär am Elbhang, baugeschichtlich, künstlerisch und städtebaulich bedeutend. | 09211454 |
|                                         | Villa Meusel | Bautzner Straße 122e; 122f (Karte)                                    | bis 1850 (Villa)                                                                                             | Villa mit Nebengebäude; letzteres im sogen. »Altdeutschen Stil«, charakteristisches historistisches Anwesen, wirkt in den Elbraum, baugeschichtlich, künstlerisch, städtebaulich und stadtentwicklungsgeschichtlich bedeutend. Das Anwesen ist einschließlich des ungewöhnlich aufwendigen Nebengebäudes ein wichtiges Zeitzeugnis für die historisierende Architektur der 2. Hälfte des 19. Jahrhunderts. Dem Nebengebäude kommt aufgrund der bemerkenswerten Gestaltung, die den Eindruck macht, als sei etwas nicht Alltägliches geschaffen worden, sogar eine künstlerische Bedeutung zu. Abgesehen davon gehört das Anwesen zum unverwechselbaren Ensemble des Elbhanges und ist somit als Teil auch städtebaulich und stadtentwicklungsgeschichtlich von Bedeutung (LfD/2001). | 09211453 |
| Weitere Bilder                          | Sachgesamtheit Albrechtschlösser mit mehreren Einzeldenkmalen | Bautzner Straße 130; 132 (Karte)                                      | 1852–1863 (englischer Park)                                                                                  | Sachgesamtheit Albrechtschlösser mit zahlreichen Einzeldenkmalen: Schloss Albrechtsberg, zwei Torhäusern, Wirtschaftsgebäude (Heizhaus), schlichtem Gärtnerhaus und Mausoleum der Gemahlin des Prinzen Albrecht, Lingnerschloss mit seitlichen Kolonnaden sowie Lingner-Mausoleum, dazu englischer Park; einzigartiges und weit in den Elbraum hineinwirkendes Ensemble, bedeutsame Zeugnisse von Architektur und Gartenkunst des ausgehenden 19. und beginnenden 20. Jahrhunderts, baugeschichtlich, künstlerisch, städtebaulich und landschaftsgestaltend bedeutend. | 09304094 |
| Weitere Bilder                          | Schloss Albrechtsberg: Schlossgebäude, zwei Torhäuser, Badehaus (Einzeldenkmale zu ID-Nr. 09304094)                                                                   | Bautzner Straße 130 (Karte)                                           | 1850–1854 (Schloss)                                                                                          | Einzeldenkmale der Sachgesamtheit Albrechtschlösser: Schloss Albrechtsberg, benannt nach dem Prinzen Albrecht von Preußen (1809–1872); Schlossgebäude, errichtet von Adolf Lohse (1807–1867), mit aufwendiger Terrassenanlage, zwei Torhäusern, Wirtschaftsgebäude (Heizhaus), schlichtem Gärtnerhaus, ehemaligem Pferdestall mit Belvedere (Pergola-Architektur), Gartenlaube, Badehaus [zeitweilig Mausoleum der 2. Gemahlin des Prinzen Rosalie von Rauch (1820–1879)], Viadukt, Einfriedung und Stützmauer; der Hauptbau über gestrecktem, rechteckigem Grundriss, seitlich schlanke flankierende Türme, bemerkenswerteste Schlossanlage des 19. Jahrhunderts in Dresden, baugeschichtlich, künstlerisch, landschaftsgestaltend und städtebaulich bedeutend. | 09211476 |
| Weitere Bilder                          | Villa Stockhausen; Lingnerschloss: Villenbau mit seitlichen Kolonnaden (Einzeldenkmale zu ID-Nr. 09304094)                                                            | Bautzner Straße 132 (Karte)                                           | 1850–1853 (Villa), 1892 (Torhaus)                                                                            | Einzeldenkmale der Sachgesamtheit Albrechtschlösser: Villa, errichtet von Adolf Lohse für Baron von Stockhausen, später im Besitz von Karl August Lingner (1861–1916); Villenbau, seitlich neunachsige Kolonnaden, die mit einem Pavillon abschließen sowie Torhaus (1892), Wirtschaftsgebäude, Station der Lingnerschen Drahtseilbahn, Einfriedung und Stützmauern; ursprünglich Teil von Schloss Albrechtsberg, einzigartiges Villenanwesen, baugeschichtlich, künstlerisch, landschaftsgestaltend und städtebaulich bedeutend. | 09211477 |
| Weitere Bilder                          | Lingner-Mausoleum (Einzeldenkmale zu ID-Nr. 09304094) | Bautzner Straße 132 (Karte)                                           | 1920–1921 (Mausoleum)                                                                                        | Einzeldenkmale der Sachgesamtheit Albrechtschlösser: Mausoleum; Rundbau mit Pilastern, alternierenden Reliefplatten und abgetreppter kuppelartiger Bedachung, erbaut für Karl August Lingner, von Hans Poelzig (1869–1936) und Georg Kolbe (1877–1947), baugeschichtlich, personengeschichtlich und künstlerisch bedeutend. | 09211479 |
| Weitere Bilder                          | Sachgesamtheit Villa Souchay; Schloss Eckberg | Bautzner Straße 134 (Karte)                                           | 1859–1861 (Schlossanlage)                                                                                    | Sachgesamtheit Villa Souchay oder Schloss Eckberg, mit Villa bzw. Schloss, Pförtnerhaus, Heizhaus mit Turmanbau (Taubenhaus), Dreiflügelanlage als Stall- und Remisengebäude; Anlage bau- und ortsgeschichtlich, künstlerisch, städtebaulich und landschaftsgestalterisch bedeutend. | 09303535 |
| Weitere Bilder                          | Villa Souchay; Schloss Eckberg (Einzeldenkmale zu ID-Nr. 09303535) | Bautzner Straße 134 (Karte)                                           | 1859–1861 (Villa), um 1860 (Remisengebäude), um 1860 (Gewächshaus), 1925 (Statue), um 1900 (Statue)          | Einzeldenkmale der Sachgesamtheit Villa Souchay oder Schloss Eckberg: Villa bzw. Schloss Eckberg, errichtet von Christian Friedrich Arnold (1823–1890), Pförtnerhaus, Heizhaus mit Turmanbau (Taubenhaus), Dreiflügelanlage als Stallgebäude und Remisengebäude; bau- und ortsgeschichtlich, künstlerisch, städtebaulich und landschaftsgestalterisch bedeutend. | 09211478 |
|                                         | Villa | Bautzner Straße 173 (Karte)                                           | um 1910 (Villa)                                                                                              | markanter Bau der Reformarchitektur mit halbrunder Balkonvorlage auf Säulen und hohem, weithin sichtbarem Dach, vor allem baugeschichtlich bedeutend. | 09211447 |
|                                         | Mietshaus mit Einfriedung, in offener Bebauung und Ecklage | Bautzner Straße 181 (Karte)                                           | 1906–1907 (Mietshaus)                                                                                        | imposanter Bau nach 1900, der Jugendstilformen mit wenigen historisierenden Gestaltungselementen verbindet, bemerkenswert der hohe Giebel mit teilweise geschwungenem Fachwerk, erinnert auch an Bauten des englischen Landhausstil, vor allem baugeschichtlich bedeutend. | 09211449 |
|                                         | Simmichs Dampfschneidemühle (ehem.) | Bautzner Straße 183 (Karte)                                           | 2. Hälfte 19. Jh. (Wohnhaus)                                                                                 | Wohnhaus; breitgelagerter Bau mit giebelständigem Mitteltrakt, charakteristisch dessen flaches Satteldach und die galerieartigen Balkone, damit Beispiel des Schweizerhausstils von baugeschichtlicher Bedeutung, als Teil einer der ersten gewerblichen Anlagen in diesem Bereich der Stadt zudem ortsgeschichtlich von Belang. | 09211450 |
|                                         | Mietshaus mit Einfriedung in offener Bebauung | Bautzner Straße 185 (Karte)                                           | 1909–1910 (Mietshaus)                                                                                        | markanter Wohnbau der Reformarchitektur nach 1900 mit charakteristischen hohem Dach und wenigem, aber akzentuierendem Schmuck, baugeschichtlich bedeutend. | 09211451 |
|                                         | Mietshaus in offener Bebauung | Bautzner Straße 187 (Karte)                                           | bezeichnet 1896 (Mietshaus)                                                                                  | zeittypischer historistischer Bau im Sinne der Deutschen Renaissance, dominiert von diesem Stil zugehörigen Elementen, wie Treppengiebel und Erker, baugeschichtlich bedeutend. | 09211452 |
|                                         | Weinbergareal südlich von der Bergbahnstraße mit Weinbergsmauern | Bergbahnstraße (Karte)                                                | 18./19. Jh. (Weinberg)                                                                                       | Weinbergareal südlich von der Bergbahnstraße mit Weinbergsmauern, zwei Pavillons, Aussichtsplateau, Treppenanlagen, Gewächshaus mit Heizhausanbau, barocker Brunnenplastik, Spazierwegen, Brunnenbecken usw., Gewächshaus zum Gartenatelier umgebaut; stadtgeschichtliche, landschaftsgestaltende und städtebauliche Bedeutung. | 09218237 |
|                                         | Villa Marie | Bergbahnstraße 1 (Karte)                                              | um 1875 (Villa)                                                                                              | Villa mit Einfriedung; markanter rückwärtiger Turmanbau, Farbglasfenster, charakteristischer und gestalterisch anspruchsvoller Loschwitzer Wohnbau aus der zweiten Hälfte des 19. Jahrhunderts, baugeschichtlich und stadtentwicklungsgeschichtlich sowie künstlerisch bedeutend. | 09211329 |
|                                         | Landhaus Schuster | Bergbahnstraße 2 (Karte)                                              | 1893–1894 (Villa)                                                                                            | Villa mit Laube, Substruktion und Einfriedung; markanter Wohnbau aus dem Ende des 19. Jahrhunderts mit historisierenden Elementen wie dem seitlichen Erker mit Turmspitz und den Fensterbögen am Vorbau, baugeschichtlich von Bedeutung, als Teil des Loschwitzer Elbhanges zudem städtebaulich von Belang. | 09211330 |
|                                         | Mietvilla mit Einfriedung | Bergbahnstraße 5 (Karte)                                              | bezeichnet 1893 (Villa)                                                                                      | typischer historisierender Bau aus der zweiten Hälfte des 19. Jahrhunderts, offenbar etwas vereinfacht, baugeschichtlich bedeutend, zudem als relativ repräsentatives Wohnhaus von Oberloschwitz stadtentwicklungsgeschichtlich von Belang. | 09211331 |
|                                         | Villa Ancke | Bergbahnstraße 6 (Karte)                                              | im Kern 1894 (Villa), um 1910 (Villa)                                                                        | Villa mit Gartengestaltung und Einfriedung; schlichter, strenger, versachlichter Bau nach 1900 und im Zeitgeschmack mit wenigem, aber akzentuiertem Fassadenschmuck, südlicher Teil mit Loggien, Balkonen und Treppenanlage aufgelockert, baugeschichtlich von Bedeutung, als Teil des Loschwitzer Elbhanges zudem städtebaulich von Belang. | 09211327 |
| Weitere Bilder                          | Luisenhof | Bergbahnstraße 8 (Karte)                                              | 1895 (Gasthaus)                                                                                              | Berggasthaus mit Turmanbau und Veranda; mehrfach umgebaut, eine der bekanntesten Lokalitäten des Ortes, als Balkon von Dresden bezeichnet, ortsgeschichtlich bedeutend, mit seiner Baumasse und als einsehbarer Teil des Loschwitzer Elbhangs auch städtebaulich von Belang. | 09211333 |
| Weitere Bilder                          | Standseilbahn Dresden; Obere Station bzw. Bergstation | Bergbahnstraße 9 (Karte)                                              | 1894–1895, bezeichnet 1895 (in Wetterfahne)                                                                  | Obere Station bzw. Bergstation mit Wartehalle, Maschinenraum, Wagenhalle und Umspannstation sowie Gleiskörper, Gleisbett, Tunneln, Brücke bzw. Viadukt, Fördermaschine, Zugseil und Wagen; Talstation modern, baugeschichtlich, ortsgeschichtlich, technikgeschichtlich und verkehrsgeschichtlich bedeutend, zudem singulär. | 09211332 |
| Weitere Bilder                          | Villa San Remo | Bergbahnstraße 12 (Karte)                                             | 1897–1898 (Villa)                                                                                            | Villa mit Treppenanlage, Terrasse und Teilen der Einfriedung; repräsentatives Gebäude mit Turmanbau, innen bemerkenswerte Hallendiele, sehr repräsentatives und markantes Gebäude an steiler Hanglage, mit seitlichem Turmanbau einschließlich Kupferlaterne, weithin sichtbar und durch viele historisierende Elemente, vor allem aus der Deutschen Renaissance, wie Volutengiebel und für diese Bauepoche typischen Schornsteine, dem Späthistorismus um 1900 zuzuordnen, spricht das ästhetische Empfinden eines Betrachters auf besondere Weise an, bau- und städtebauliche Bedeutung, auch künstlerisch von Belang. | 09211334 |
|                                         | Villa mit Einfriedung | Böhmertstraße 1 (Karte)                                               | 1911–1912 (Villa)                                                                                            | Wohnbau des Reformstils nach 1900 mit markanter Kubatur und wenigen akzentuierenden Gliederungs- und Schmuckelementen, größere Hallendiele, Werk des lokal bekannten Büros Stephan und Möbius, baugeschichtlich bedeutend. | 09211438 |
| Weitere Bilder                          | Villa Ille terrarum | Böhmertstraße 2 (Karte)                                               | bezeichnet 1912 (Villa)                                                                                      | Villa mit Einfriedung; Wohnbau des Reformstils nach 1900 mit markanter Kubatur und wenigen, aber akzentuierenden, vor allem neoklassizistischen (u. a. lisenenartige Eckbetonungen) Gliederungs- und Schmuckelementen, baugeschichtlich bedeutend. Villa „Ille terrarum“ in Dresden-Loschwitz, Böhmertstraße 2; erbaut für den Geheimen Justizrat Robert Heinrich Hucho (1858–1933). Der Name der Villa zitiert vermutlich Horaz: „Ille terrarum mihi praeter omnes angulus ridet“ (Jener Erdenwinkel lacht mir vor allen) (Horaz, Oden II 6). | 09211440 |
|                                         | Villa mit Einfriedung | Böhmertstraße 3 (Karte)                                               | 1911 (Villa)                                                                                                 | Wohnbau des Reformstils nach 1900 mit markanter Kubatur, dominiert von hohem Dach, und wenigen akzentuierenden Gliederungs- und Schmuckelementen, Werk des lokal bekannten Büros Stephan und Möbius, baugeschichtlich bedeutend. | 09211437 |
| Weitere Bilder                          | Villa mit Einfriedung | Böhmertstraße 4 (Karte)                                               | um 1910 (Villa)                                                                                              | Wohnbau des Reformstils nach 1900 mit markanter Kubatur, dominiert von hohem Dach, und wenigen akzentuierenden Gliederungs- und Schmuckelementen, seitlicher Eingang, innen Hallendiele, Werk des lokal bekannten Büros Stephan und Möbius, baugeschichtlich bedeutend. | 09211439 |
|                                         | Wohnhaus in offener Bebauung | Böhmertstraße 5 (Karte)                                               | 1927 (Wohnhaus)                                                                                              | traditioneller Wohnbau von 1927, Satteldach, Lochfassade, Klappläden, wenige akzentuierende Gliederungselemente, baugeschichtlich bedeutend. | 09215732 |
| Weitere Bilder                          | Villa mit Einfriedung in Ecklage | Böhmertstraße 6 (Karte)                                               | um 1910 (Villa)                                                                                              | bemerkenswertes Beispiel eines Wohngebäudes im Reformstil nach 1900, dafür charakteristisch die klare Kubatur, das hohe Walmdach und die neoklassizistischen Gestaltungselemente, wie die Vertikalgliederung der Fassaden, baugeschichtlich bedeutend, zudem künstlerisch von Belang. | 09211436 |
|                                         | Villa mit Einfriedung | Böhmertstraße 7 (Karte)                                               | 1911–1912 (Villa)                                                                                            | bemerkenswerte Türüberdachung, Beispiel der versachlichten Architektur nach 1900, zudem Teil eines Straßenzuges mit Wohnbauten der gleichen Zeit, baugeschichtlich und stadtentwicklungsgeschichtlich von Belang. | 09215733 |
| Weitere Bilder                          | Brockhausvilla; Brockhauspark | Brockhausstraße 2; 4 (Karte)                                          | 2. Viertel 19. Jh. (Gartenhaus), um 1848 (Villa)                                                             | Villa über U-förmigem Grundriss und sogenanntes Gartenhaus (erstes Wohngebäude des Anwesens), Torsäulen, Pergolagestaltung, Stützmauer an der Elbseite einschließlich Sandsteineinfassung des Eisenbornbaches, parkartige Gartenanlagen und Einfriedung; Wohnstätte des Leipziger Verlegers Heinrich Brockhaus (1804–1874), Sohn des Firmengründers Friedrich Arnold Brockhaus (1772–1823), baugeschichtlich und personengeschichtlich, künstlerisch sowie landschaftsgestalterisch bedeutend. | 09211456 |
| Weitere Bilder                          | Wohnhaus in offener Bebauung | Brockhausstraße 3 (Karte)                                             | Mitte 19. Jh. (Wohnhaus)                                                                                     | landhausartig gestalteter Bau um 1900, vor allem baugeschichtlich bedeutend | 09211457 |
| Weitere Bilder                          | Hauptwasserwerk auf der Saloppe (ehem.) | Brockhausstraße 5 (Karte)                                             | 1871–1875 (Wasserwerk)                                                                                       | Wasserwerksgebäude mit Treppenaufgang, Toranlage einschließlich Torhaus/Pförtnerhaus, Einfriedung und (wohl) Teilen der alten technischen Ausstattung; Halle über bossiertem Sockel, an der Schmalseite Doppelturmfassade, älteste Wasserwerk Dresdens, schlossartiger historistischer Bau, ortsgeschichtlich und baugeschichtlich, landschaftsgestalterisch sowie städtebaulich bedeutend. | 09211142 |
| Weitere Bilder                          | Eingemeindungs- Gedenkstein | Calberlastraße (Karte)                                                | um 1920 (bis 1921)                                                                                           | Eingemeindungsgedenkstein an der Ecke zur Pillnitzer Landstraße sowie Relief des diebischen Raben, Pergola und zwei Stützmauern entlang der Calberlastraße; künstlerisch und ortsgeschichtlich bedeutend. | 09218124 |
| Direkt Bild zu diesem Denkmal hochladen | Villa | Calberlastraße 1 (Karte)                                              | um 1880 (Villa)                                                                                              | einfacher Landhausstil aus der 1. Hälfte des 19. Jahrhunderts, baugeschichtlich und in Zusammenhang mit der Bebauung des Loschwitzer Elbhangs auch stadtentwicklungsgeschichtlich bedeutend. | 09211249 |
|                                         | Villa | Calberlastraße 1c (Karte)                                             | 1866 (Villa), 1926–1927 (2. Umbau)                                                                           | mit seiner schlichten Kubatur einschließlich mittigem Turmanbau, welcher die Fassade auflockert, und abschließendem Mansardendach mit Dachreiter ein Beispiel der Reformarchitektur der 1. Hälfte des 20. Jahrhunderts, 1926–1927 erfolgte der letzte Umbau des 1866 errichteten Gebäudes, vor allem baugeschichtlich bedeutend, als Teil des Loschwitzer Elbhanges zudem städtebaulich von Belang. | 09211251 |
| Weitere Bilder                          | Wohnhaus von Josef Hegenbarth | Calberlastraße 2 (Karte)                                              | um 1900 (Wohnhaus)                                                                                           | Wohnstätte des Dresdener Künstlers Josef Hegenbarth (1884–1962), an der Pillnitzer Landstraße gelegen, einfacher Baukörper mit vier Ziergiebeln einschließlich Fachwerk, davon zwei mit Zwerchdach, Fachwerk, Giebelzier und Balkonzier verweisen mit ihrer versachlichten Form auf den um 1900 verbreiteten Heimatstil, personengeschichtlich und baugeschichtlich bedeutend, als Teil des Loschwitzer Elbhanges zudem städtebaulich von Belang. | 09211250 |
|                                         | Villa mit Stützmauer und Einfriedung | Calberlastraße 4 (Karte)                                              | 1896–1897 (Villa)                                                                                            | historisierender Bau des ausgehenden 19. Jahrhunderts belebt von Zierfachwerk und Eckquaderungen, auffällig der mittige Turmanbau zur Straßenseite, als einsehbarer Teil des Loschwitzer Elbhangs vor allem städtebaulich bedeutend. | 09211224 |
|                                         | Villa mit Stützmauer, Pforte und Einfriedung | Calberlastraße 6 (Karte)                                              | um 1895 (Villa)                                                                                              | historisierender Bau des ausgehenden 19. Jahrhunderts belebt von Zierfachwerk und Eckquaderungen, auffällig der Dacherker mit Giebelgestaltung, Aufsatz und Balkon, weitestgehend ursprünglich erhaltenes Gebäude, baugeschichtlich von Bedeutung, als einsehbarer Teil des Loschwitzer Elbhangs auch städtebaulich von Belang. | 09211225 |
|                                         | Villa Eintracht | Calberlastraße 8 (Karte)                                              | 1883 (Villa)                                                                                                 | Villa; spätklassizistischer zweigeschossiger Bau aus der 2. Hälfte des 19. Jahrhunderts mit hervorgehobenem Mittelrisalit und reichem Fassadenschmuck, wie Plastiken, Festons usw., baugeschichtlich bedeutend, als Teil des Loschwitzer Elbhanges zudem städtebaulich von Belang. | 09211226 |
|                                         | Römmler-Villa | Calberlastraße 12 (Karte)                                             | 1902–1903 (Villa)                                                                                            | Villa; markanter Bau mit schlichtem Zierfachwerk, einfachen Schmuckformen, hohem, etwas überstehendem Krüppelwalmdach, Beispiel der versachlichten Architektur bzw. der Reformarchitektur Anfang des 20. Jahrhunderts mit Jugendstilanklängen, außerdem Wohnstätte des bekannten Fotografen Emil Römmler, baugeschichtlich und personengeschichtlich bedeutend sowie als Teil des einzigartigen Elbhangs städtebaulich von Belang. | 09218238 |
|                                         | Teuscher’s Sanatorium (ehem.) | Chopinstraße 7 (Karte)                                                | um 1910 (Villa)                                                                                              | Villa; Wohnhaus Heinrich Teuscher, markanter Bau der Architektur nach 1900, baugeschichtlicher und künstlerischer Wert. | 09218239 |
| Weitere Bilder                          | Sog. Schweizerhaus; Teuscher’s Sanatorium (ehem.) | Chopinstraße 8 (Karte)                                                | 1897–1898 (Sanatorium)                                                                                       | Sanatoriumsgebäude; mit Galerien und Zierfachwerk, charakteristischer Sanatoriumsbau um 1900, heute als Wohnhaus genutzt, baugeschichtlich und ortsgeschichtlich bedeutend. | 09211480 |
|                                         | Mietvilla mit Einfriedung | Chopinstraße 9 (Karte)                                                | um 1900 (Villa)                                                                                              | charakteristischer Bau seiner Zeit, auffällig die Holzzierelemente, Beispiel für die Fortdauer des Historismus als Stil bis in den Anfang des 20. Jahrhunderts, vor allem baugeschichtlich bedeutend. | 09211415 |
|                                         | Teuscher’s Sanatorium (ehem.) | Chopinstraße 10 (Karte)                                               | um 1910 (Villa)                                                                                              | Villa mit Einfriedung; interessanter Baukörper mit historisierenden Elementen (der moderne seitlichen Anbau kein Kulturdenkmal), Beispiel für den im 20. Jahrhundert fortdauernden Historismus, Wohnhaus von Paul Teuscher, einem der Begründer des gleichnamigen Sanatoriums, baugeschichtlich und personengeschichtlich von Belang. | 09211416 |
|                                         | Mietvilla | Chopinstraße 11 (Karte)                                               | um 1900 (Villa)                                                                                              | auffälliges Zierfachwerk und etwas vorstehendes Krüppelwalmdach, ansonsten einfach gehaltener Baukörper und somit der beginnenden Reformarchitektur um und nach 1900 zuzuordnen, baugeschichtlich von Bedeutung. | 09211414 |
|                                         | Villa | Chopinstraße 12 (Karte)                                               | Anfang 20. Jahrhundert (Villa)                                                                               | auffällige Fassadengestaltung mit Zierfachwerk, es dominieren Elemente des Historismus, dabei erste Anklänge an den Jugendstil, Beispiel für den Übergang zwischen beiden Architekturrichtungen um 1900, baugeschichtlich bedeutend. | 09211417 |
| Weitere Bilder                          | Friedensblick | Collenbuschstraße (Karte)                                             | bezeichnet 1856 (Obelisk)                                                                                    | Denkmal mit Plateau; Obelisk, auf halber Höhe des Steins Inschrift, ortsgeschichtlich von Bedeutung. Obelisk zur Erinnerung an König Friedrich August II. (1797–1854) von Joseph Herrmann. | 09215767 |
|                                         | Einfamilienhaus (und Garage) | Collenbuschstraße 4 (Karte)                                           | 1934–1935 (Wohnhaus)                                                                                         | schlichter Bau aus der 1. Hälfte des 20. Jahrhunderts mit einem wehrhaft wirkenden mittigen Treppenturm, 1952–1954 Wohnstätte von Martin Andersen Nexö (1869–1954) (Gedenktafel), personengeschichtlich bedeutend. | 09211458 |
|                                         | Villa Krieger | Collenbuschstraße 10 (Karte)                                          | 1934–1935 (Villa)                                                                                            | Villa mit Einfriedung; Wohnhaus für den Maschinenfabrikanten Dr. Franz Emil Krieger, mit seitlich angefügter Anbau einschließlich vorgelagerter halbrunder Terrasse, ansonsten sehr einfache Kubatur mit Spalier, typisch für den traditionell und sachlich gestalteten Bau der 1930er Jahre, entworfen vom bekannten Architekten Wilhelm Kreis, baugeschichtlich und personengeschichtlich bedeutend. | 09218240 |
|                                         | Villa Stella | Collenbuschstraße 14; 14a (Karte)                                     | um 1935 (Wohnhaus)                                                                                           | Gebäudegruppe aus zwei Einfamilienhäusern mit Anbau, Garage und Einfriedung; bemerkenswertes Ensemble der vor allem traditionell geprägten Architektur der 1930er Jahre, Belebung durch Weinspalier, Klappläden, Balkenköpfe und wenigen skulpturalen Schmuck, baugeschichtlich und künstlerisch bedeutend. | 09211713 |
|                                         | Mietshaus mit Läden in geschlossener Bebauung | Dammstraße 1 (Karte)                                                  | 1898 (Mietshaus)                                                                                             | charakteristische späthistoristischer Klinker-Sandstein-Bau, belebt durch eine Vielzahl von Gestaltungselementen, wie Giebel, verzierte Balkone und Fenstereinfassungen, zudem Teil des unverwechselbaren Körnerplatz-Ensembles, baugeschichtlich und städtebaulich bedeutend, wohl auch künstlerisch von Belang. | 09211322 |
|                                         | Wohnhaus und Anbau eines kleinen Zweiseithofes, Häusleranwesen | Dammstraße 12 (Karte)                                                 | bezeichnet 1797 (Wohnhaus)                                                                                   | Wohnhaus vermutlich mit verputztem Fachwerk im Obergeschoss, Erbauung 1797 und daher zum alten Loschwitzer Ortskern gehörig, baugeschichtlich, stadtentwicklungsgeschichtlich und ortsgeschichtlich bedeutend. | 09211307 |
|                                         | Wohnhaus in offener Bebauung | Dammstraße 14 (Karte)                                                 | um 1800 (Wohnhaus)                                                                                           | Häusleranwesen, im Obergeschoss Fachwerk, abschließendes Krüppelwalmdach, erbaut um 1800 und damit Bestandteil des alten Loschwitzer Ortskern, baugeschichtlich, stadtentwicklungsgeschichtlich und ortsgeschichtlich bedeutend. | 09211306 |
|                                         | Degele-Denkmal | Degelestraße (Karte)                                                  | Anfang 20. Jahrhundert (Denkmal)                                                                             | Denkmal; schlichter Stein mit Reliefplatte, erinnert an den bekannten Kammersänger Eugen Degele (1834–1886), vor allem personengeschichtlich bedeutend. | 09211383 |
|                                         | Villa mit Nebengebäude und Gartenterrasse | Degelestraße 1 (Karte)                                                | 1911–1913 (Villa)                                                                                            | hochherrschaftliche Wohnbau der Reformarchitektur nach 1900 mit gestalterischem Anspruch, bemerkenswerte Kubatur mit hohem, weithin sichtbarem Dach, wenigen akzentuierenden Schmuck- und Gliederungselementen, besonderer Wirkung durch unterschiedliche heimische Materialien, Entwurf von Max Herfurt, einem der bedeutendsten Architekten der Zeit in und um Dresden, vor allem baugeschichtlich und künstlerisch bedeutend. | 09211382 |
|                                         | Villa Wolf | Degelestraße 3 (Karte)                                                | 1896–1898, bezeichnet 1897 (Villa)                                                                           | Villa mit ehemaligem Stallgebäude, Garten und Einfriedung; repräsentativer neobarocker Bau, gestalterisch bemerkenswert, vor allem die Anbauten aufwendig geschmückt, innen aufwendige Hallendiele, zum Werk der bedeutenden Architektenfirma Schilling und Graebner gehörig, umfängliches Grundstück, Anwesen baugeschichtlich und künstlerisch bedeutend. | 09211399 |
|                                         | Einfamilienhaus mit Einfriedung | Dostojewskistraße 5 (Karte)                                           | um 1925 (Wohnhaus)                                                                                           | charakteristischer Wohnbau der 1920er Jahre, baugeschichtlich bedeutend | 09211146 |
|                                         | Villa mit Einfriedung | Dostojewskistraße 6 (Karte)                                           | 1898–1899 (Villa)                                                                                            | späthistoristischer Bau, schon versachlicht wirkend, als Teil von Loschwitz stadtentwicklungsgeschichtlich bedeutend. | 09218241 |
|                                         | Villa mit Einfriedung | Dostojewskistraße 7 (Karte)                                           | 1900–1901, bezeichnet 1900 (Villa)                                                                           | für Konsul Wilhelm Knoop errichtet, gestalterisch bemerkenswerter Bau um 1900 in Anlehnung an die etwa zeitgleich entstandenen Häuser des bekannten Architekten Hermann Muthesius, versachlicht mit sparsamer stilisierter Fachwerkzier, zudem Teil des bemerkenswerten Stadtteils Loschwitz, baugeschichtlich, künstlerisch und stadtentwicklungsgeschichtlich bedeutend. | 09211149 |
|                                         | Villa Jutta | Dostojewskistraße 8 (Karte)                                           | um 1901 (Villa)                                                                                              | Villa mit Torbogen und Einfriedung; bedeutsamer Jugendstilbau, dominiert von Fachwerkgiebel und Turmaufbau, mit reichem Zierrat original erhalten, vor allem baugeschichtlich und künstlerisch bedeutend. | 09211147 |
|                                         | Villa mit Torbogen und Einfriedung | Dostojewskistraße 10 (Karte)                                          | um 1901 (Villa)                                                                                              | bedeutsamer Jugendstilbau, dominiert von Zierfachwerk und Turmaufbau, mit reichem Zierrat original erhalten, vor allem baugeschichtlich und künstlerisch bedeutend. | 09211148 |
| Weitere Bilder                          | Loschwitzer Feuerwache | Fidelio-F.-Finke-Straße 4 (Karte)                                     | 1908 (Feuerwache)                                                                                            | Feuerwache, Remisen und Schlauchturm; interessanter rechteckiger Bau mit ausgebauten Dachgeschoss, indem sich ursprünglich die Feuerwehrleute befanden und seiner fast schmucklosen Fassade der Reformarchitektur des frühen 20. Jahrhunderts, eine der gestalterisch bemerkenswertesten Feuerwachen von Sachsen, baugeschichtlich, ortsgeschichtlich und künstlerisch bedeutend, besitzt zudem Seltenheitswert. Architekt: Georg Schramm. | 09211301 |
| Weitere Bilder                          | Schillerschule | Fidelio-F.-Finke-Straße 15 (Karte)                                    | 1909 (Schule), 1913 (Malerei)                                                                                | Schule, Nebengebäude, Verbindungsbau mit Eingangsportal und Teile der Einfriedung; langgestreckter markanter Bau mit neobarocker und neoklassizistischer Fassadengestaltung (Barockklassizismus), dabei Akzente durch Mansardendach, Lisengliederung, Rundbogengiebel, Relief und wenigen, betonenden Bauschmuck, im Inneren Ausstattung, darunter Wandbild (Malerei) in der Aula, das kleine Nebengebäude bescheidener, baugeschichtlich und ortsgeschichtlich bedeutend, auch künstlerisch von Belang. Architekt: Georg Schramm. | 09211305 |
|                                         | Villa in Ecklage | Fischhausstraße 2 (Karte)                                             | um 1900 (Villa)                                                                                              | markanter historistischer Wohnbau seiner Zeit, ausgebautes Dachgeschoss mit Klinker, Fachwerk und weit vorkragenden Giebelbedachungen mit Zierwerk, dieses in Anlehnung des Schweizerhausstils, weitestgehend ursprünglich erhalten, baugeschichtlich bedeutend. | 09211448 |
|                                         | Mietshaus mit Gartenpavillon und Einfriedung | Fischhausstraße 4 (Karte)                                             | um 1900 (Mietshaus)                                                                                          | typischer historistischer Bau seiner Zeit, baugeschichtlich von Belang | 09215734 |
| Weitere Bilder                          | Dreihäusergruppe | Fischhausstraße 7; 9; 11 (Karte)                                      | um 1910 (Wohnhaus)                                                                                           | Wohnhauszeile mit Einfriedung; markantes Beispiel der versachlichten Architektur mit ausgewogen proportionierten Formen und wenigem, aber akzentuierendem Fassadenschmuck, Teil des Werkes der bekannten Dresdner Architekten Stephan und Möbius, baugeschichtlich und kunstgeschichtlich bedeutend. | 09211425 |
|                                         | Mietshaus | Fischhausstraße 8 (Karte)                                             | um 1895 (Mietshaus)                                                                                          | typischer historistischer Bau seiner Zeit, Belebung der Fassade durch Vorsprünge, zudem Balkone im Obergeschoss, baugeschichtlich von Belang. | 09215735 |
| Weitere Bilder                          | Villa Paula | Fischhausstraße 10; 10a (Karte)                                       | um 1890 (Mietvilla), bezeichnet 1907 (Nebengebäude)                                                          | Mietvilla in Ecklage, mit Nebengebäude und Einfriedung; markanter historistischer Bau mit Klinker-Werkstein-Fassade aus dem späten 19. Jahrhundert, dominiert von Eckturm, auffällig und als Dekor selten der Rundbogenfries unter der Traufe, auch das Nebengebäude mit Zierfachwerk (1907 hinzugekommen) auffällig, Anwesen vor allem baugeschichtlich bedeutend. | 09211424 |
| Weitere Bilder                          | Sachgesamtheit Weidners Sanatorium mit zahlreichen Einzeldenkmalen | Franziska-Tiburtius-Straße 6; 8; 8a; 8b; 8c; 8d; 10; 10a; 10b (Karte) | 1914–1916 (Sanatorium)                                                                                       | Sachgesamtheit Weidners Sanatorium mit folgenden Einzeldenkmalen: Chefarzthaus (Einzeldenkmale ID-Nr. 09211484), Haus 6 (Einzeldenkmale ID-Nr. 09304411), Haupthaus (Haus 2) mit angebautem Frühstückshaus (Franziska-Tiburtius-Straße 8–8c), Kurmittelhaus, auch Badhaus (Haus 3, Franziska-Tiburtius-Straße 6), großem Bettenhaus, auch Logierhaus oder Südhaus (Haus 1, Franziska-Tiburtius-Straße 10–10b) und überdachten Wandelgängen sowie Wohnhaus der Familie Weidner (Haus 8, Malerstraße 34) (Einzeldenkmale ID-Nr. 09211891), Haus Franziska-Tiburtius-Straße 8d und Liegehallen (Sachgesamtheitsteile) sowie Brücke, Mauern, Treppen, Putten, Wege und Terrassen im Kurpark (Gartendenkmal); eine der bemerkenswertesten historischen Sanatoriumsanlagen im Elbraum zwischen Coswig und Dresden, baugeschichtlich und ortsgeschichtlich bedeutend. Sanatorium 1916 von Dr. Eugen Weidner (1861–1926) gegründet. | 09304410 |
| Weitere Bilder                          | Weidners Sanatorium (ehem.): Haupthaus, Kurmittelhaus, großes Bettenhaus, dazu Wohnhaus der Familie Weidner (Einzeldenkmale zu ID-Nr. 09304410)                       | Franziska-Tiburtius-Straße 6; 8; 8a; 8b; 8c; 8d; 10; 10a; 10b (Karte) | 1914–1916 (Sanatoriumsteil), 1925, Wohnhaus der Familie Weidner (Einfamilien-Wohnhaus)                       | Einzeldenkmale der Sachgesamtheit Weidners Sanatorium (Sanatoriumsanlage): Haupthaus (Haus 2) mit angebautem Frühstückshaus als Fachwerkgebäude (Franziska-Tiburtius-Straße 8–8d), Kurmittelhaus, auch Badhaus (Haus 3, Franziska-Tiburtius-Straße 6), großes Bettenhaus, auch Logierhaus oder Südhaus (Haus 1, Franziska-Tiburtius-Straße 10–10b), die ursprünglich einen großen Wohnhof bildeten, dazu Wohnhaus der Familie Weidner (Haus 8, Malerstraße 34) und überdachte Wandelgänge; Teile einer der bemerkenswertesten historischen Sanatoriumsanlagen im Elbraum zwischen Coswig und Dresden, baugeschichtlich und ortsgeschichtlich bedeutend. | 09211891 |
| Weitere Bilder                          | Joseph-Herrmann-Denkmal | Friedrich-Wieck-Straße (Karte)                                        | 1869 (Denkmal)                                                                                               | Denkmal mit begleitender Grünanlage, kleiner Treppe und Einfriedung; tempelartiger Rundbau, innen Marmorrelief, gestalterisch markantes Beispiel der Denkmalarchitektur in der zweiten Hälfte des 19. Jahrhunderts, baugeschichtlich und künstlerisch bedeutend. | 09211300 |
|                                         | Wohnhaus mit Veranda-Anbau und Einfriedung | Friedrich-Wieck-Straße 1 (Karte)                                      | 1801/1825 (Wohnhaus)                                                                                         | schlichtes Handwerkerhaus des Biedermeier, massiv, Veranda vereint die Bauabschnitte dörfliche Bebauung, Biedermeier und Gründerzeit, markantes Beispiel der Volksbauweise, baugeschichtlich und stadtentwicklungsgeschichtlich bedeutend. | 09215736 |
|                                         | Mietshaus mit Laden in geschlossener Bebauung | Friedrich-Wieck-Straße 2 (Karte)                                      | 1898–1899 (Mietshaus)                                                                                        | charakteristische späthistoristischer Klinker-Sandstein-Bau, belebt durch eine Vielzahl von Gestaltungselementen, wie Giebel, verzierte Balkone und Fenstereinfassungen, zudem Teil des unverwechselbaren Körnerplatz-Ensembles, baugeschichtlich und städtebaulich bedeutend, wohl auch künstlerisch von Belang. | 09211321 |
|                                         | Wohnhaus mit Waschhaus (Nebengebäude), Einfriedung und Torpfeilern | Friedrich-Wieck-Straße 3 (Karte)                                      | um 1850 und 1. Viertel 19. Jahrhundert (Wohnhaus)                                                            | Häusleranwesen, im Obergeschoss Fachwerk, markantes Beispiel der Volksbauweise seiner Zeit, Teil des markanten Dorfkerns von Loschwitz, baugeschichtlich und stadtentwicklungsgeschichtlich bedeutend. | 09211304 |
|                                         | Mietshaus mit Läden in geschlossener Bebauung | Friedrich-Wieck-Straße 4 (Karte)                                      | 1898–1899 (Mietshaus)                                                                                        | charakteristische späthistoristischer Klinker-Sandstein-Bau, dominiert von zwei Erkern mit Dachspitzen, Fassade belebt durch eine Vielzahl von Gestaltungselementen, wie Giebel, verzierte Balkone und Fenstereinfassungen, im Eingangsbereich Ausmalung (als Dekorationsmalerei), Teil des unverwechselbaren Körnerplatz-Ensembles, baugeschichtlich und städtebaulich bedeutend, wohl auch künstlerisch von Belang. | 09211320 |
|                                         | Wohnhaus mit Einfriedung eines Bauernhofes | Friedrich-Wieck-Straße 5 (Karte)                                      | 2. Hälfte 18. Jh. (Wohnhaus)                                                                                 | im Obergeschoss Fachwerk, Beispiel der in der zweiten Hälfte des 18. Jahrhunderts oder kurz nach 1800 typischen Volksbauweise, Teil des markanten Loschwitzer Dorfkerns, baugeschichtlich und stadtentwicklungsgeschichtlich bedeutend. | 09211303 |
| Weitere Bilder                          | Zwei Wohnhäuser und ein Seitengebäude eines kleinen Bauernhofes | Friedrich-Wieck-Straße 6 (Karte)                                      | 1877 (südliches Wohnhaus), 1864 (Wohnhaus), bezeichnet 1793 (Seitengebäude)                                  | charakteristisches Loschwitzer Gehöft, Zeugniswert für ländliche Architektur bzw. Volksbauweise des späten 18. und des 19. Jahrhunderts bedeutend für das Ortsbild, als Teil des einzigartigen Loschwitzer Dorfkerns auch landschaftsgestaltend und städtebaulich von Belang. | 09218243 |
|                                         | Wohnhaus mit Einfriedung eines Bauernhofes | Friedrich-Wieck-Straße 7 (Karte)                                      | 2. Hälfte 18. Jh. (Wohnhaus)                                                                                 | im Obergeschoss Fachwerk, auffällig die kleinen gotisierenden Fenster im Giebel zur Straße, typisches Beispiel der Volksbauweise in der 2. Hälfte des 18. Jahrhunderts oder kurz nach 1800, Teil des markanten Dorfkerns von Loschwitz, baugeschichtlich und stadtentwicklungsgeschichtlich von Bedeutung. | 09211302 |
| Weitere Bilder                          | Wohnhaus in halboffener Bebauung | Friedrich-Wieck-Straße 8 (Karte)                                      | um 1835 (Wohnhaus)                                                                                           | charakteristischer Bau aus der Zeit des Biedermeier, bildet markantes Ensemble mit benachbartem Wieck-Haus, baugeschichtlich und stadtentwicklungsgeschichtlich bedeutend. | 09211308 |
| Weitere Bilder                          | Wieck-Haus | Friedrich-Wieck-Straße 10 (Karte)                                     | um 1835 (Wohnhaus)                                                                                           | Wohnhaus mit Einfriedung in offener Bebauung; malerischer und besonders charakteristischer Bau aus der Zeit des Biedermeier, gestalterische Betonung der Eingangsachse, Wohnstätte von Friedrich Wieck (1785–1873), baugeschichtlich, ortsgeschichtlich und personengeschichtlich bedeutend sowie künstlerisch von Belang. | 09211309 |
|                                         | Wohnstallhaus mit Anbau eines Bauernhofes | Friedrich-Wieck-Straße 14 (Karte)                                     | 1850–1851 (Bauernhaus)                                                                                       | markanter massiver Bau im Zeitgeschmack des 19. Jahrhunderts mit gegliederter historisierender Giebelseite, im Inneren gewölbter Stalltrakt, Anbau mit Gewölbekellern, baugeschichtlich und ortsgeschichtlich bedeutend. | 09301495 |
|                                         | Loschwitzer Erbgut; Erbschänke | Friedrich-Wieck-Straße 16 (Karte)                                     | Ende 18. Jh. (Seitengebäude)                                                                                 | Seitengebäude eines ehemaligen Dreiseitenhofes; wohl Teil des Loschwitzer Erbgutes bzw. der Erbschänke, der einstige Hauptbau, das markante Fachwerkgebäude (Bauernstüberl, Nummer 18) abgerissen, davon geborgenes Rundbogenportal und Balkenstück mit Inschrift erhalten, Anwesen, baugeschichtlich und ortsgeschichtlich bedeutend. | 09211289 |
|                                         | Weinstube Mutter Unger (ehem.) | Friedrich-Wieck-Straße 17 (Karte)                                     | Ende 18. Jh. (Gasthaus)                                                                                      | Gasthaus (ehem.); schlichtes zweigeschossiges Gebäude, im Obergeschoss vermutlich Fachwerk, heute als Wohnhaus genutzt, für Loschwitz bedeutsame historische Lokalität mit beachtlichen Teilen der alten Ausstattung, zudem Teil eines stadtentwicklungsgeschichtlich bedeutsamen Dorfkerns, baugeschichtlich und ortsgeschichtlich bedeutend sowie städtebaulich von Belang. Das zweigeschossige Gebäude mit Krüppelwalmdach zeigt im Erdgeschoss eine Gaststube mit einer markanten Balkendecke. Des Weiteren haben sich alte Vertäfelungen mit Malerei und im Durchgang zu den hinteren Baulichkeiten noch ein Wandbild erhalten. Zum Denkmal gehören neben dem giebelständigen Haupthaus noch zwei kleinere rückwärtige Anbauten über L-förmigem Grundriss. Das laut Inschrift 1735 erbaute Anwesen gehört zu den ältesten und bekanntesten Wirtshäusern auf dem heutigen Stadtgebiet von Dresden.                      | 09211298 |
| Weitere Bilder                          | Elbhotel Demnitz | Friedrich-Wieck-Straße 18 (Karte)                                     | 1881 (Hotel)                                                                                                 | Hotelgebäude mit zwei vorgelagerten turmartigen Bauten, Ballsaal; repräsentativer historisierender Bau, innen einer der wenigen noch erhaltenen Ballsäle Dresdens, Anlage wichtig für Ortsbild von Loschwitz, baugeschichtlich und städtebaulich bedeutend. | 09211290 |
| Weitere Bilder                          | Seitengebäude eines Bauernhofes | Friedrich-Wieck-Straße 19 (Karte)                                     | bezeichnet 1582 (Seitengebäude)                                                                              | Obergeschoss Fachwerk, charakteristischer ländlicher Bau seiner Zeit, zudem Teil eines stadtentwicklungsgeschichtlich bedeutsamen Dorfkerns, baugeschichtlich und ortsgeschichtlich bedeutend sowie städtebaulich von Belang. | 09211299 |
|                                         | Café Pietsch; »Clara« | Friedrich-Wieck-Straße 20 (Karte)                                     | | Mietshaus mit Gaststätte im Erdgeschoss, Einfriedung, kleiner Terrasse in offener Bebauung, charakteristischer frühhistoristischer Bau mit weitgehend ursprünglicher Fassadengestaltung, baugeschichtlich bedeutend, als Teil des markanten Dorfkerns von Loschwitz ortsgeschichtlich von Belang. | 09211310 |
| Weitere Bilder                          | Wohnhaus | Friedrich-Wieck-Straße 21 (Karte)                                     | bezeichnet 1846 (Wohnhaus)                                                                                   | wohl ehemaliges Fischerhaus oder Fährmannshaus, einfacher massiver, aber charakteristischer Bau aus der Zeit des Biedermeier mit Lochfassade und Krüppelwalmdach, Inschrifttafel über der vorderen Haupteingangstür, vor allem baugeschichtlich von Bedeutung, als Teil des markanten Dorfkerns von Loschwitz ortsgeschichtlich von Belang. | 09211313 |
| Weitere Bilder                          | Wohnhaus mit Gartenlaube, Einfriedung und Torpfeilern | Friedrich-Wieck-Straße 25 (Karte)                                     | bezeichnet 1803 (Wohnhaus)                                                                                   | massiver sowie einfacher, aber charakteristischer, malerischer Bau aus der Zeit des Biedermeiers mit Lochfassade und Krüppelwalmdach, baugeschichtlich bedeutend, als Teil des markanten Dorfkerns von Loschwitz ortsgeschichtlich von Belang. | 09211312 |
| Weitere Bilder                          | Weingut; Fährgut; August-Böckstiegel-Zimmer | Friedrich-Wieck-Straße 45; 47 (Karte)                                 | bezeichnet 1697 (Hauptgebäude), um 1730 (Fährhäuschen), um 1930, Böckstiegelzimmer (Malerei)                 | Hauptgebäude, Fährhäuschen und Einfriedung; ersteres stattlicher zweigeschossiger Bau über annähernd hakenförmigem Grundriss (Nummer 45), Einfriedungsmauer sowie Fährhäuschen (Nummer 47) an der Elbe, beide Gebäuden mit Fachwerk, in einem Raum des heute als Restaurant und Pension genutzten Hauptgebäudes expressionistische Ausmalung von August Böckstiegel (1889–1951), baugeschichtlich, ortsgeschichtlich und stadtentwicklungsgeschichtlich sowie künstlerisch und landschaftsgestaltend bedeutend. | 09211311 |
| Weitere Bilder                          | Stützmauer mit Inschrift (Notstandsarbeit) | Grundstraße (Karte)                                                   | bezeichnet 1921 (Bodenrelief)                                                                                | markanter Mauerzug am Eingang zur Steglichstraße, prägt wie viele anderen Mauern den Loschwitzer Elbhang und gibt den Straßen und Wegen eine unverwechselbare Erscheinung, landschaftsgestaltend bedeutend, zudem wichtiges Dokument der Zeit nach dem Ersten Weltkrieg. | 09215746 |
| Direkt Bild zu diesem Denkmal hochladen | Historische Kelleranlage | Grundstraße 6 (Karte)                                                 | 2. Hälfte18. Jh. (Kelleranlage)                                                                              | wegen des markanten und baukonstruktiv bemerkenswerten Gewölbes, vor allem baugeschichtlich bedeutend | 09211196 |
| Weitere Bilder                          | Wohnhaus in offener Bebauung | Grundstraße 7 (Karte)                                                 | 2. Viertel 19. Jh. (Wohnhaus)                                                                                | ländliches Anwesen mit charakteristischer Gestaltung der Biedermeierzeit, zudem von ortsbildprägender Bedeutung. | 09218244 |
|                                         | Wohnhaus mit Nebengebäude | Grundstraße 8 (Karte)                                                 | bezeichnet 1798 (am Torpfeiler)                                                                              | Wohnhaus mit Nebengebäude, Einfriedung und Torpfeilern, Häusleranwesen; mit Fachwerk und dem verbretterten Giebel typisch für die Volksbauweise Ende des 18. Jahrhunderts, baugeschichtlich sowie stadtentwicklungsgeschichtlich bedeutend. | 09211197 |
| Weitere Bilder                          | Wohnhaus in offener Bebauung | Grundstraße 9 (Karte)                                                 | um 1800 (Wohnhaus)                                                                                           | wohl ehemaliges Häuslerhaus, Fachwerk im Obergeschoss, eines der wenigen noch original erhaltenen Fachwerkgebäude in Loschwitz, baugeschichtlich und ortsgeschichtlich bedeutend, Seltenheitswert. 2024 abgerissen | 09301456 |
|                                         | Wohnhaus, Häusleranwesen | Grundstraße 13 (Karte)                                                | 2. Hälfte 19. Jh. (Wohnhaus)                                                                                 | in seiner Schlichtheit typisches Beispiel der Volksbauweise seiner Zeit (wohl 2. Hälfte 19. Jahrhundert), zudem Teil des markanten Dorfkerns von Loschwitz, baugeschichtlich und stadtentwicklungsgeschichtlich von Bedeutung. | 09211199 |
|                                         | Wohnhaus mit Anbau und Einfriedung | Grundstraße 15 (Karte)                                                | 1. Hälfte 19. Jh. (Wohnhaus)                                                                                 | Häusleranwesen mit Giebelfachwerk und mit Holz verkleideten vorderen Zwerchgiebel, charakteristisches Beispiel der Volksbauweise in der 1. Hälfte des 19. Jahrhunderts, baugeschichtlich bedeutend. | 09211198 |
| Weitere Bilder                          | Wohnhaus in offener Bebauung | Grundstraße 17 (Karte)                                                | 1894 (Wohnhaus)                                                                                              | charakteristischer späthistoristischer Klinker-Sandstein-Bau, dominiert von seitlichem Turmanbau mit Erker und Balkon, Fassade belebt durch eine Vielzahl von Gestaltungselementen, wie Konsolen, Säulen, Vorhangbögen usw., baugeschichtlich und städtebaulich bedeutend. | 09218245 |
| Weitere Bilder                          | Wohnhaus in offener Bebauung | Grundstraße 21 (Karte)                                                | bezeichnet 1798 (Wohnhaus)                                                                                   | Fachwerk im Obergeschoss, Türgewände mit Segmentbogenabschluss, markantes ländliches Anwesen, baugeschichtlich und stadtentwicklungsgeschichtlich bedeutend. | 09215737 |
| Weitere Bilder                          | Wohnhaus, Hintergebäude und Seitengebäude eines kleinen Dreiseithofes                                                                                                 | Grundstraße 24 (Karte)                                                | 1648 Dendro (Bauernhaus); 2. Viertel 19. Jahrhundert (Hinterhaus)                                            | Bauernhaus giebelständig zur Grundstraße befindlich mit Ladeneinbau, Hintergebäude sowie den Abschluss des Hofes bildendes Seitengebäude, geschichtliche, bau- und stadtentwicklungsgeschichtliche Bedeutung, Seltenheitswert. | 09307214 |
| Weitere Bilder                          | Hentschel-Mühle; Rote Amsel; Leonhardi-Museum | Grundstraße 26 (Karte)                                                | 1884 (Atelier), 18. Jh. (Mühle)                                                                              | Zwei Ateliergebäude, ehemaliges Mühlengebäude, Außenanlagen, Einfriedung und rückwärtige Stützmauer; Künstlerquartier, dann Museum, aus Mühlenkomplex hervorgegangen, malerisches und gestalterisch hervorgehobenes Anwesen vor allem des späten 19. Jahrhunderts, Künstlerhaus/Museum vom Fabrikdirektor und Maler Eduard Leonhardi (1828–1905) gegründet, baugeschichtlich, ortsgeschichtlich und personengeschichtlich sowie künstlerisch bedeutend, zudem singulär. | 09211194 |
| Weitere Bilder                          | Ludwig-Richter-Denkmal | Grundstraße 26 (bei) (Karte)                                          | bezeichnet 1884 (Gedenkstein)                                                                                | Gedenkstein für Ludwig Richter (1803–1884) mit reliefiertem Medaillon und Inschriften; ortsgeschichtlich und personengeschichtlich bedeutend. | 09211195 |
|                                         | Wohnhaus in offener Bebauung | Grundstraße 33 (Karte)                                                | Anfang 19. Jh. (Wohnhaus)                                                                                    | durch seine auffällige Kubatur mit Fachwerk ist es ein besonderes Beispiel der Volksbauweise Anfang des 19. Jahrhunderts, zudem noch Teil des markanten Dorfkerns von Loschwitz, baugeschichtlich und stadtentwicklungsgeschichtlich bedeutend. | 09215738 |
|                                         | Wohnhaus in halboffener Bebauung, Garage | Grundstraße 35 (Karte)                                                | 1. Viertel 19. Jh. (Wohnhaus)                                                                                | sehr malerischer und original erhaltener Bau aus der Zeit des Biedermeier, möglicher weise mit Fachwerk im Obergeschoss, Fledermausgaupen und Segmentbogenpastel, baugeschichtlich bedeutend. | 09218246 |
| Weitere Bilder                          | Kinderbewahranstalt; Kirchgemeindehaus Loschwitz | Grundstraße 36 (Karte)                                                | 1902–1904 (Kirchgemeindehaus)                                                                                | Kirchgemeindehaus, Kinderbewahranstalt; mit Fassadengestaltung im Zeitgeschmack der Bauauffassung um 1900, in Anlehnung an den Schweizerhausstil, auffällig das Sgraffito und der kleine Glockentürmchenaufbau über dem Giebel, bau- und ortsgeschichtlich bedeutend. | 09218247 |
|                                         | Mietshaus in offener Bebauung | Grundstraße 40 (Karte)                                                | um 1895 (Mietshaus)                                                                                          | aufwendige Fassadengestaltung, markanter späthistoristischer Bau des ausgehenden 19. Jahrhunderts mit seitlich hervorgehobenen Risaliten, überdachten Fenstern und Gaupen sowie mittig angesetzten Reliefs, baugeschichtlich von Bedeutung. | 09215740 |
|                                         | Wohnhaus mit Einfriedung und kleiner Pforte | Grundstraße 41 (Karte)                                                | Anfang 19. Jh. (Wohnhaus)                                                                                    | mit seiner Bauweise, dem massiven Erdgeschoss und dem Fachwerk im Oberstock ein typisches Beispiel der Volksbauweise am Anfang des 19. Jahrhunderts, baugeschichtlich bedeutend, zudem als noch zum Dorfkern von Loschwitz zählend stadtentwicklungsgeschichtlich von Belang. | 09215741 |
|                                         | Wohnhaus in offener Bebauung | Grundstraße 44 (Karte)                                                | um 1800 (Wohnhaus)                                                                                           | malerisches Fachwerkgebäude (Fachwerk im Obergeschoss) mit abschließendem Krüppelwalmdach, Beispiel für die Volksbauweise um 1800, baugeschichtlich bedeutend, zudem als noch zum markanten Dorfkern von Loschwitz zählend stadtentwicklungsgeschichtlich von Belang. | 09218248 |
|                                         | Wohnhaus in offener Bebauung | Grundstraße 48 (Karte)                                                | um 1800 (Wohnhaus)                                                                                           | Teil einer malerischen Dreiergruppe ursprünglicher Loschwitzer Bebauung, vor allem stadtentwicklungsgeschichtlich und ortsgeschichtlich von Bedeutung (siehe auch Grundstraße 50). | 09218249 |
|                                         | Wohnhaus mit Eingangslaube in offener Bebauung | Grundstraße 49 (Karte)                                                | um 1800 (Wohnhaus)                                                                                           | charakteristischer ländlicher Bau mit Fachwerk im Obergeschoss und abschließendem Krüppelwalmdach aus der Zeit um 1800, Sommeraufenthalt von Richard Wagner, baugeschichtlich und personengeschichtlich bedeutend. | 09215739 |
|                                         | Wohnhaus mit Nebengebäude in offener Bebauung | Grundstraße 50 (Karte)                                                | um 1800 (Wohnhaus)                                                                                           | Teil einer malerischen Dreiergruppe ursprünglicher Loschwitzer Bauten, erinnert an den rein ländlichen Charakter der Siedlung bis weit in das 19. Jahrhundert, vor allem stadtentwicklungsgeschichtlich bedeutend (siehe auch Nummer 48). | 09218250 |
|                                         | Wohnhaus mit Stützmauer in offener Bebauung | Grundstraße 53 (Karte)                                                | um 1880 (Wohnhaus)                                                                                           | mit seinen historisierenden Elementen und seinem markanten hölzernen Vorbau dem Historismus der 2. Hälfte des 19. Jahrhunderts zuzuordnen, baugeschichtlich von Bedeutung. | 09211204 |
|                                         | Wohnhaus in offener Bebauung | Grundstraße 59 (Karte)                                                | 1870 (Wohnhaus)                                                                                              | als charakteristisches Loschwitzer Anwesen der Grundstraße siedlungsgeschichtlich von Belang. | 09215743 |
|                                         | Keller und Mauerbereich des Eingangs mit Türgewände und Fenstergewände                                                                                                | Grundstraße 61 (Karte)                                                | 18. Jh. (Gebäudeteil), 18. Jh. (Keller)                                                                      | architektonisch wertvolle Bauteile, baugeschichtlich von Belang | 09211202 |
|                                         | Wohnhaus in offener Bebauung | Grundstraße 63 (Karte)                                                | 18. Jh. (Wohnhaus)                                                                                           | zum Teil Fachwerk im Obergeschoss und Weinspaliere, charakteristischer ländlicher Bau aus dem 18. Jahrhundert oder aus der Zeit um 1800, vor allem baugeschichtlich bedeutend. | 09211203 |
|                                         | Dampf-Bier-Brauerei Bühlau bei Dresden; Brauerei Loschwitz: Brauereigebäude                                                                                           | Grundstraße 76 (Karte)                                                | 1887–1888 (bezeichnet 1877 bezieht sich auf Gründung der Brauerei)                                           | Ehem. Brauerei Loschwitz; Biergroßhandlung und Eiskellerei: Brauereigebäude; großer markanter Bau mit historisierender Backsteinfassade und Sockel aus Zyklopenmauerwerk, ein Beispiel zeittypischer Industriearchitektur der 2. Hälfte des 19. Jahrhunderts, exemplarisch für das damalige Dresden und seine Umgebung mit zahlreichen Brauereien, baugeschichtlich und ortsgeschichtlich bedeutend. | 09211206 |
|                                         | Hänsel-Mahlmühle; Dampf-Bier-Brauerei Bühlau bei Dresden: Wohnhaus | Grundstraße 78 (Karte)                                                | bezeichnet 1782 (Mühle), 1887–1888 (Wohnhaus)                                                                | Ehem. Brauerei Loschwitz; Biergroßhandlung und Eiskellerei: Wohnhaus/Landhaus mit rückwärtigem Nebengebäude in offener Bebauung; ursprünglich Mühle, 1887–1888 gravierender, prägender Umbau und Ausbau, mit Fachwerk, weiten Dachüberständen und rückwärtigem Turmanbau im Sinne des Schweizerhausstils gestaltet, weitgehend original erhalten, Hinterhaus damals komplett neu errichtet, Wohnhaus des Besitzers der benachbarten Brauerei (Grundstraße 76), baugeschichtlich und ortsgeschichtlich bedeutend. | 09211205 |
|                                         | Wohnhaus in offener Bebauung | Grundstraße 79 (Karte)                                                | Anfang 19. Jh. (Wohnhaus)                                                                                    | mit verbrettertem Giebel und seitlichem hölzernen Anbau, Beispiel für die Volksbauweise am Anfang des 19. Jahrhunderts, vor allem baugeschichtlich bedeutend. | 09215744 |
|                                         | Wohnhaus | Grundstraße 81 (Karte)                                                | 18. Jh. (Häusleranwesen)                                                                                     | Häusleranwesen, Fachwerk im Obergeschoss, verbrettert, typisch für die Volksbauweise seiner Zeit, vor allem baugeschichtlich von Bedeutung. | 09211207 |
|                                         | Haus Karl Hermann | Grundstraße 85 (Karte)                                                | 18. Jh. (Wohnhaus)                                                                                           | Vermutlich ehemaliges Winzerhaus mit Anbau; heute als Wohnhaus genutzt, eines der markantesten Gebäude an der Grundstraße, zeigt den Wandel des einstigen Winzer- und Fischerdorfes zu einer Sommerfrische, vor allem ortsgeschichtlich bedeutend. | 09211129 |
| Weitere Bilder                          | Transformatorenstation mit Sgraffiti und Vorbau | Grundstraße 117 (vor) (Karte)                                         | 1949 (Transformator-Station)                                                                                 | Vorhalle auf Säulen von Bildhauer Reinhold Langner (1905–1957), Sgraffiti von Hermann Glöckner (1889–1987), baugeschichtlich und künstlerisch bedeutend. | 09211215 |
|                                         | Mietshaus mit Einfriedung in offener Bebauung | Grundstraße 133 (Karte)                                               | um 1875 (Mietshaus)                                                                                          | Gebäude mit einfacher Kubatur, Weinspalieren und abschließendem Mansardendach, nobler, sich in die Umgebung sensibel einfügender Bau mit zurückhaltender historistischer Fassadengestaltung, baugeschichtlich sowie stadtentwicklungsgeschichtlich von Bedeutung. | 09211201 |
|                                         | Schweizerhaus; Armenhaus (ehem.) | Grundstraße 137 (Karte)                                               | bezeichnet 1892 (Armenhaus)                                                                                  | Wohnhaus mit Einfriedung in offener Bebauung; zweigeschossiges Gebäude mit umlaufender Galerie und weit vorkragendem Dach, eines der ganz wenigen Beispiele eines stilechten Schweizerhauses in Dresden mit Seltenheitswert, baugeschichtlich und ortsgeschichtlich bedeutend, auch künstlerisch von Belang. 1892 vom Kunstmaler und Tintenfabrikanten Eduard Leonhardi als Armenhaus gestiftet. | 09211213 |
|                                         | Villa mit Einfriedung | Heideparkstraße 1 (Karte)                                             | um 1910 (Villa)                                                                                              | versachlichter Bau der Architektur kurz nach 1900 mit dominantem Mansarddach und wenigen akzentuierenden, vor allem neoklassizistischen Gestaltungselementen (Säule, Giebel usw.), dabei ausgewogene Kubatur und noble Fassaden, baugeschichtlich und künstlerisch bedeutend. | 09211430 |
|                                         | Villa in Ecklage | Heideparkstraße 2 (Karte)                                             | um 1910 (Villa)                                                                                              | Wohnbau des Reformstils mit markanter Kubatur und wenigen akzentuierenden Gliederungs- und Schmuckelementen, vermutlich Werk des lokal bekannten Büros Stephan und Möbius, baugeschichtlich bedeutend. | 09211426 |
|                                         | Villa | Heideparkstraße 3 (Karte)                                             | um 1910 (Villa)                                                                                              | Wohnbau des Reformstils mit markanter Kubatur, insbesondere hohem Dach, und wenigen akzentuierenden Gliederungs- und Schmuckelementen, baugeschichtlich bedeutend. | 09215748 |
|                                         | Villa mit Einfriedung | Heideparkstraße 4 (Karte)                                             | um 1910 (Villa)                                                                                              | Wohnbau des Reformstils mit markanter Kubatur und wenigen akzentuierenden Gliederungs- und Schmuckelementen, neoklassizistische Gestaltung (mit Lisenen usw.), anspruchsvolle Ausführung, Werk des lokal bekannten Büros Stephan und Möbius, baugeschichtlich und künstlerisch bedeutend. | 09211428 |
|                                         | Villa | Heideparkstraße 6 (Karte)                                             | um 1910 (Villa)                                                                                              | Wohnbau des Reformstils mit markanter Kubatur, insbesondere dem hohen Walmdach, und wenigen akzentuierenden Gliederungs- und Schmuckelementen, weitere Belebung durch Klappläden, Werk des lokal bekannten Büros Stephan und Möbius, baugeschichtlich bedeutend. | 09211429 |
|                                         | Villa | Heideparkstraße 8 (Karte)                                             | 1913–1914 (Villa)                                                                                            | aufwendiger Wohnbau des Reformstils mit markanter Kubatur und wenigen akzentuierenden Gliederungs- und Schmuckelementen, im Innern noch Ausstattung aus der Entstehungszeit, Werk des lokal bekannten Büros Stephan und Möbius, ab 1935/36 Dienstwohngebäude des Gruppenkommandeurs Standort Dresden, baugeschichtlich und militärgeschichtlich sowie künstlerisch bedeutend. | 09211431 |
|                                         | Villa | Heideparkstraße 10 (Karte)                                            | um 1910 (Villa)                                                                                              | Wohnbau des Reformstils mit markanter Kubatur und wenigen akzentuierenden Gliederungs- und Schmuckelementen, baugeschichtlich bedeutend. | 09211432 |
|                                         | Villa | Heideparkstraße 12 (Karte)                                            | um 1910 (Villa)                                                                                              | Wohnbau des Reformstils mit markanter Kubatur und wenigen akzentuierenden Gliederungs- und Schmuckelementen, baugeschichtlich bedeutend. | 09211433 |
|                                         | Villa | Heideparkstraße 14 (Karte)                                            | um 1910 (Villa)                                                                                              | Wohnbau des Reformstils mit markanter Kubatur und wenigen akzentuierenden Gliederungs- und Schmuckelementen, in der Hallendiele bemerkenswerte Farbglasfenster, Werk des lokal bekannten Büros Stephan und Möbius, baugeschichtlich bedeutend. | 09211434 |
|                                         | Villa mit Einfriedungsmauer | Heideparkstraße 16 (Karte)                                            | um 1925 (Villa)                                                                                              | Gebäude aus streng funktionalistisch gestaltetem Baukörper mit schmuckloser, heller Fassade, Fensterbändern und Flachdach, eines der wenigen im Sinne des Bauhauses errichteten architektonischen Zeugnisse in Dresden, von baugeschichtlichem Wert und singulärer Bedeutung (Seltenheitswert). | 09211435 |
| Weitere Bilder                          | Villa Tiberius; Villa Waldwinkel; Napoleonstein | Hermann-Prell-Straße 5; 7 (Karte)                                     | 1905–1906 (Villa)                                                                                            | Villa mit Napoleondenkmal/stein (Stele mit Bassin) und Stützmauer; repräsentativer, weithin sichtbarer Bau mit Zweiturmfront, historisierende Gestaltung mit Jugendstilelementen, beeinflusst von italienischen Landhäusern, innen teilweise recht aufwendige Ausstattung mit Ausmalung, Farbglasfenster usw., baugeschichtlich, künstlerisch und städtebaulich bedeutend. | 09211169 |
| Weitere Bilder                          | Villa Meßmacher | Hermann-Prell-Straße 8 (Karte)                                        | 1907–1908, bezeichnet 1906 (Villa)                                                                           | Villa; dreigeschossiger Bau über unregelmäßigem Grundriss mit vielgestaltiger Dachlandschaft, Fachwerkzier und Zwiebelturm, gestalterisch bemerkenswert, baugeschichtlich und künstlerisch von Bedeutung, als von weitem sichtbarer Bau des Loschwitzer Elbhangs zudem städtebaulich bedeutend. | 09211171 |
| Weitere Bilder                          | Villa Schau ins Land | Hermann-Prell-Straße 9 (Karte)                                        | bezeichnet 1902 (Wetterfahne)                                                                                | Villa mit markanter Eingangshalle und niedriger Stützmauer; repräsentativer Bau mit Turm und Schweifgiebel, belebt von Zierfachwerk und Jugendstildekor, Beispiel der Architektur kurz nach 1900, vor allem baugeschichtlich bedeutend, zudem als Teil des zur Elbe hin sichtbaren Bereichs des Loschwitzer Elbhangs städtebaulich von Belang. | 09211170 |
|                                         | Villa mit Einfriedung | Hermann-Vogel-Straße 2 (Karte)                                        | Mitte 19. Jh. (Villa)                                                                                        | als Ludwig-Richter-Wohnstätte und als Wohnhaus von Richard Müller (Maler und zeitweilig Rektor der Kunstakademie) vor allem personengeschichtlich bedeutend, äußerlich vom Umbau in vereinfachten Jugendstilformen geprägt, auch baugeschichtlich von Belang. | 09211252 |
|                                         | Villa | Hermann-Vogel-Straße 4 (Karte)                                        | 1900–1901 (Villa)                                                                                            | Wohnhaus des Architekten Kolbe, qualitätvoller, außen und innen weitgehend original erhaltener, typischer Bau seiner Zeit mit versachlichten Fassaden und akzentuierenden Gestaltungselementen, auffällig die malerischen Giebel, belebt von unterschiedlichen Fensterformen und Bekrönungen, sowie der Dachreiter, baugeschichtlich und künstlerisch bedeutend. | 09211254 |
|                                         | Villa Bergfrieden | Hermann-Vogel-Straße 8 (Karte)                                        | 1901–1902 (Villa)                                                                                            | Villa mit Einfriedung; mit seiner fast schmucklosen Kubatur, die von einem hohen Krüppelwalmdach abgeschlossen wird typischer Wohnbau der Reformarchitektur nach 1900, auffällig der wuchtig wirkende Turmanbau nach Osten, Werk des lokal bedeutenden Architekten Rudolf Kolbe (1873–1947), baugeschichtlich bedeutend. | 09211253 |
|                                         | Villa und Gartengrundstück | Hermann-Vogel-Straße 16 (Karte)                                       | um 1920, ab 1912 (Villa)                                                                                     | markantes, weithin sichtbares Gebäude mit Turmanbau, zeigt gotisierende Formen, terrassierter Garten belebt durch Treppen und Wegeführung, Anwesen gartenkünstlerisch sowie baugeschichtlich und stadtentwicklungsgeschichtlich bedeutend. | 09211255 |
|                                         | Villa Martha | Hietzigstraße 3 (Karte)                                               | Ende 19. Jh. (Villa)                                                                                         | Villa mit Einfriedung; mit schlichter fast schmucklosen Kubatur und malerischem, hölzernem Anbau. Beispiel eines landhausartigen Anwesens aus der zweiten Hälfte des 19. Jahrhunderts, das sich vor allem an den Schweizerhausstil anlehnt, baugeschichtlich bedeutend. | 09211377 |
|                                         | Haus Glück im Winkel | Hietzigstraße 4 (Karte)                                               | 1897 (Villa)                                                                                                 | Villa mit Pavillon und Einfriedung; aufwendiger neobarocker Bau des ausgehenden 19. Jahrhunderts mit reicher Fassadendekoration, der einem Betrachter sofort auffällt, baugeschichtlich und künstlerisch bedeutend. | 09211376 |
|                                         | Villa mit Einfriedung | Hirschleite 1 (Karte)                                                 | 1912 (Villa)                                                                                                 | gestalterisch anspruchsvoller Wohnbau der Reformarchitektur Anfang 20. Jahrhundert, belebt durch turmartigen Vorbau und wenigen, aber akzentuierenden Bauschmuck, baugeschichtlich und künstlerisch bedeutend. | 09211378 |
|                                         | Villa mit Einfriedung | Hirschleite 5 (Karte)                                                 | 1910-1911 (Villa)                                                                                            | gestalterisch anspruchsvoller Wohnbau der Reformarchitektur Anfang 20. Jahrhundert, gekennzeichnet durch ein hohes Krüppelwalmdach sowie Fachwerkzier, Verbretterungen und andere Gestaltungselemente aus Holz, baugeschichtlich und künstlerisch bedeutend. | 09211765 |
| Weitere Bilder                          | Villa einschließlich Pforte, Stützmauer und terrassiertem Garten | Johannesweg 4 (Karte)                                                 | 1900 (Villa)                                                                                                 | mit Zierfachwerk, weiten Dachüberstände und Galerien charakteristischer Bau seiner Zeit vor allem im Schweizerhausstil, baugeschichtlich bedeutend. | 09211357 |
|                                         | Villa Alpenrose | Johannesweg 5 (Karte)                                                 | 1893–1894, bezeichnet1894 (Villa)                                                                            | Landhaus/Villa, Stützmauern und kapellenartiger Pfortenbau; nach wie vor charakteristischer und malerischer Bau im Schweizerhausstil mit weiten Dachüberständen, Galerie und Balkonen, vor allem baugeschichtlich bedeutend. | 09211356 |
|                                         | Villa mit Einfriedung | Josef-Hegenbarth-Weg 1 (Karte)                                        | 1913–1914 (Villa)                                                                                            | Wohnstätte des Bildhauers Curt Siegel (1881–1950), an der markanten Villa mit reichem Zierfachwerk Treppenaufgang mit Skulptur, innen originale Ausstattung, gestalterisch bemerkenswertes Beispiel der Architektur nach 1900 im Sinne des Heimatschutzstils mit historisierenden Reminiszenzen an mittelalterliche Fachwerkbauten, Anwesen baugeschichtlich, künstlerisch und personengeschichtlich bedeutend (Atelier siehe Pillnitzer Landstraße 61). | 09211287 |
| Weitere Bilder                          | Poncetsches Herrenhaus | Josef-Hegenbarth-Weg 18; 20 (Karte)                                   | 17./18. Jh. (Weingut)                                                                                        | Weingut (ehem.); Wohnhaus, Seitengebäude, Einfriedungsmauer und Teilfläche des einstigen Weinberges; eine der wenigen Weingutanlagen aus dem 17./18. Jahrhundert, die sich in der Elblandschaft fast in ihrer Ursprünglichkeit erhalten haben, vor allem ortsgeschichtlich bedeutend und mit Seltenheitswert. | 09211269 |
|                                         | Villa mit Einfriedung | Judeichstraße 2 (Karte)                                               | 1923–1924 (Villa)                                                                                            | gestalterisch äußerst markantes Beispiel eines Einfamilienhauses um 1925, traditionell und versachlicht, aber dennoch repräsentativ, auffällig das Belvedere auf dem Dach, weitere Belegung durch Klappläden, Dreiecksgiebel usw., baugeschichtlich und künstlerisch bedeutend. | 09211442 |
|                                         | Villa mit Einfriedung | Judeichstraße 3 (Karte)                                               | 1923–1924, bezeichnet 1923 (Villa)                                                                           | gestalterisch äußerst markantes Beispiel eines Einfamilienhauses um 1925, traditioneller und versachlichter, aber dennoch repräsentativer Rechteckbau mit Walmdach, zum Garten Terrasse, Belebung vor allem durch expressionistische Gestaltungselemente, auch figuralen Schmuck, sehr qualitätvolle Ausführung, baugeschichtlich und künstlerisch bedeutend. | 09211443 |
|                                         | Einfamilienhaus mit Teilen der Gartengestaltung | Knoopstraße 6 (Karte)                                                 | 1936 (Wohnhaus)                                                                                              | markanter Bau der traditionellen Architektur der 1930er Jahre, hat der über die Grenzen Sachsen hinaus bekannte Architekt und Rektor der TH Dresden Wilhelm Jost (1887–1948) für sich selbst gebaut, baugeschichtlich und künstlerisch bedeutend. | 09301702 |
| Weitere Bilder                          | Mietshaus mit Läden in Ecklage und geschlossener Bebauung | Körnerplatz 2 (Karte)                                                 | 1894–1895 (Mietshaus)                                                                                        | markanter historisierender Klinkerbau, Teil des bedeutsamen Ensembles am Körnerplatz, baugeschichtlich, künstlerisch und städtebaulich bedeutend. | 09211319 |
| Weitere Bilder                          | Bräustübl (ehem.) | Körnerplatz 3 (Karte)                                                 | 1900 (Gasthaus)                                                                                              | Gasthaus bzw. Gaststätte; Pavillon zum Ratskeller, kleines zweigeschossiges Gebäude mit geschweiften Giebeln, zeitweilig als Polizeiwache genutzt, baugeschichtlich, künstlerisch und städtebaulich bedeutend. | 09211293 |
| Weitere Bilder                          | Mietshaus mit Laden in geschlossener Bebauung | Körnerplatz 4 (Karte)                                                 | 1894–1895 (Mietshaus)                                                                                        | markanter historisierender Klinkerbau, im Stil der Deutschen Renaissance gestaltet, Teil des bedeutsamen Ensembles am Körnerplatz, baugeschichtlich, künstlerisch und städtebaulich bedeutend. | 09215749 |
| Weitere Bilder                          | Mietshaus mit Läden in Ecklage und geschlossener Bebauung | Körnerplatz 6 (Karte)                                                 | 1895 (Mietshaus)                                                                                             | markanter historisierender Klinkerbau, im Stil der Deutschen Renaissance gestaltet, Teil des bedeutsamen Ensembles am Körnerplatz, baugeschichtlich, künstlerisch und städtebaulich bedeutend. | 09211323 |
| Weitere Bilder                          | Mietshaus mit Läden in halboffener Bebauung | Körnerplatz 7 (Karte)                                                 | 1894–1895, bezeichnet 1894 (Mietshaus)                                                                       | historisierender, markanter Klinkerbau, im Zuge der Körnerplatzumgestaltung Ende 19. Jahrhundert entstanden, baugeschichtlich, künstlerisch, sowie städtebaulich von Bedeutung. | 09211128 |
| Weitere Bilder                          | Mietshaus mit Läden in Ecklage und offene Bebauung | Körnerplatz 8 (Karte)                                                 | 1895 (Mietshaus)                                                                                             | im Flur Kreuzgewölbe, historisierender markanter Klinkerbau, Teil des bedeutsamen Bauensembles des in den 1890er Jahren umgestalteten Körnerplatzes, baugeschichtlich, städtebaulich und auch künstlerisch von Belang. | 09211314 |
| Weitere Bilder                          | Mietshaus mit Läden in geschlossener Bebauung | Körnerplatz 9 (Karte)                                                 | bezeichnet 1893 (Mietshaus)                                                                                  | markanter historisierender Klinkerbau, im Stil der Deutschen Renaissance gestaltet, Teil des bedeutsamen Ensembles am Körnerplatz, baugeschichtlich, künstlerisch und städtebaulich bedeutend. | 09211318 |
| Weitere Bilder                          | Mietshaus mit Laden in Ecklage und halboffener Bebauung | Körnerplatz 10 (Karte)                                                | 1897–1899 (Mietshaus)                                                                                        | markanter historisierender Klinkerbau, Teil des bedeutsamen Ensembles am Körnerplatz, baugeschichtlich, künstlerisch und städtebaulich bedeutend. | 09215750 |
| Weitere Bilder                          | Mietshaus mit Läden (z. T. modernisiert) in geschlossener Bebauung | Körnerplatz 11 (Karte)                                                | 1892–1893 (Mietshaus)                                                                                        | markanter historisierender Klinkerbau, Teil des bedeutsamen Ensembles am Körnerplatz, baugeschichtlich, künstlerisch und städtebaulich bedeutend. | 09211317 |
| Weitere Bilder                          | Mietshaus mit Läden in geschlossener Bebauung | Körnerplatz 13 (Karte)                                                | 1898 (Mietshaus)                                                                                             | im Flur Stuckdekor und Dekorationsmalerei an der Decke, markanter historisierender Klinkerbau, Teil des bedeutsamen Ensembles am Körnerplatz, baugeschichtlich, künstlerisch und städtebaulich bedeutend. | 09211316 |
| Weitere Bilder                          | Anlage an der Einmündung des Mordgrundbachs mit Klengel-Gedenkstein                                                                                                   | Körnerweg (Karte)                                                     | bezeichnet 1927 (Gedenkstein)                                                                                | Anlage mit Gedenkstein für Wolf Caspar von Klengel (1630–1691) aus Sockel und Kugel in der westlichen Nische sowie platzbildender Pflasterung aus (Sandsteinblöcken); gestalterisch markante Anlage mit dreibogiger Öffnung zum Mordgrundbach, risalitartig vorgezogener Mauerpartie, oberem Laufgang, seitlichen, spiegelgleich angeordneten Öffnungen/Nischen und davor befindlichen Wasserbecken, von Belang für das Ortsbild, landschaftsgestalterisch bedeutend, Kugel personengeschichtlich bedeutend. | 09211140 |
|                                         | Stützmauern bzw. Hochwasserschutz- Mauern | Körnerweg (Karte)                                                     | 18./19. Jh. (Stützmauer)                                                                                     | als prägendes Element der Loschwitzer Hänge landschaftsgestalterisch bedeutend | 09211133 |
|                                         | Wohnhaus, Nebengebäude, Substruktion bzw. Stützmauer und Balustrade                                                                                                   | Körnerweg 2b (Karte)                                                  | um 1900 (Wohnhaus), 1907 (Gartenlaube)                                                                       | weitgehend ursprünglich erhalten, baugeschichtliche, siedlungsgeschichtliche und landschaftsgestaltende Bedeutung. | 09218251 |
| Weitere Bilder                          | Körnerhaus | Körnerweg 6 (Karte)                                                   | um 1700 (Landhaus), 1784 Dendro (Landhaus), bezeichnet 1710 (Weinpresse), um 1700 (Nebengebäude)             | Landhaus mit Nebengebäude, Einfriedung und Weinpresse; ehemaliges Landhaus des Juristen Dr. Christian Gottfried Körner (1756–1831), dreigeschossiger Bau mit abgewalmtem Ziegeldach, Sockel in Hochwasserschutzmauer einbezogen und seitliches Winzerhaus, Körnerhaus wohl älteste Loschwitzer Landhaus, baugeschichtlich, ortsgeschichtlich, personengeschichtlich, landschaftsgestaltend und städtebaulich bedeutend. | 09211134 |
| Weitere Bilder                          | Winzerhaus (ehem.) | Körnerweg 8 (Karte)                                                   | bezeichnet 1808 (Winzerhaus)                                                                                 | gestalterisch markantes Anwesen, im Kern aus dem Anfang des 19. Jahrhunderts, Fachwerkobergeschoss, Walmdach, historisierender Umbau 1900, baugeschichtlich und künstlerisch bedeutend, als sichtbarer Teil des unverwechselbaren Loschwitzer Elbhangs auch städtebaulich von Belang, zudem ortshistorisch wertvoll, da es trotz baulicher Veränderungen an den einst hier betriebenen Weinanbau erinnert. | 09211135 |
| Weitere Bilder                          | Wohnhaus mit Gartentor und Gedenktafel in offener Bebauung | Körnerweg 12 (Karte)                                                  | um 1870 (Wohnhaus)                                                                                           | ehemalige Wohnstätte der Dresdner Hofschauspielerin Pauline Ulrich (1835–1916), Fassade ist mit historisierenden Elementen geschmückt, baugeschichtlich und personengeschichtlich von Bedeutung, als sichtbarer Teil des Loschwitzer Elbhanges auch städtebaulich und landschaftsgestaltend von Belang. | 09211137 |
| Weitere Bilder                          | Villa | Körnerweg 14 (Karte)                                                  | 1863 (Villa), 1907–1908 (Villa)                                                                              | markanter Bau mit Zierfachwerk, weithin sichtbar, als einsehbarer Teil des Loschwitzer Elbhanges städtebaulich und landschaftsgestaltend von Belang, im Mai 2024 abgebrannt. | 09210400 |
| Weitere Bilder                          | Villa Elbblick | Körnerweg 16 (Karte)                                                  | um 1865 (Villa)                                                                                              | Villa mit Terrassierung und Bismarckdenkmal im Garten; als sichtbarer Teil des Loschwitzer Elbhanges städtebaulich und landschaftsgestaltend von Belang. | 09211138 |
| Weitere Bilder                          | Villa mit Stützmauer, Pavillon und Gartenhaus | Körnerweg 18 (Karte)                                                  | 1889 (Villa)                                                                                                 | repräsentativer historisierender Wohnbau des ausgehenden 19. Jahrhunderts, belebt von zwei Ziergiebeln und seitlichem Turmanbau, im Inneren Teile der Ausstattung aus der Entstehungszeit, Teil der bedeutsamen Ortsansicht von Loschwitz, Anwesen baugeschichtlich, künstlerisch und städtebaulich bedeutend. | 09211139 |
| Weitere Bilder                          | Landhaus mit Nebengebäude und Sandsteinterrassierung | Körnerweg 22 (Karte)                                                  | 1870–1871 (Landhaus), bezeichnet 1871 (im Nebengebäude)                                                      | als sichtbarer Teil des Loschwitzer Elbhanges städtebaulich und landschaftsgestaltend von Belang | 09215760 |
|                                         | Kotzschhaus | Kotzschweg 22 (Karte)                                                 | 1690 (Wohnhaus), 1905–1906 (Wohnhaus)                                                                        | Wohnhaus in offener Bebauung; Haus des bekannten Loschwitzer Fotografen und Chronisten August Kotzsch (1836–1910), der jetzige Bau wohl weitgehend von Umbau 1905 stammend, im Vorgängerbau wohnte Ludwig Richter, personengeschichtlich bedeutend. | 09211273 |
| Weitere Bilder                          | Villa mit Pforte und Einfriedungsmauer | Kotzschweg 30 (Karte)                                                 | 1907–1908, bezeichnet 1907 (Wappen)                                                                          | Bildet ein markantes und gestalterisch qualitätsvolles Beispiel der Villenarchitektur nach 1900 mit neobarocken Elementen und Jugendstilmotiven, gehört zum Œuvre des bekannten Dresdner Architekten Martin Pietzsch (1866–1961), baugeschichtlich, landschaftsgestaltend und städtebaulich bedeutend. | 09218252 |
|                                         | Gasthaus „Schöne Aussicht“ | Krügerstraße 1 (Karte)                                                | 1887 (Gasthaus)                                                                                              | Gasthaus; zweigeschossiger Bau mit Turmaufbauten, ausgebautem Dachgeschoss und Fachwerk im Obergeschoss, charakteristischer historisierender Bau um 1900, traditionelles Ausflugslokal, Teil des beeindruckenden Loschwitzer Elbhanges, baugeschichtlich, ortsgeschichtlich und städtebaulich bedeutend. | 09211481 |
|                                         | Haus Kretzschmar | Krügerstraße 6 (Karte)                                                | 1935–1936 (Wohnhaus)                                                                                         | Wohnhaus in offener Bebauung; architektonisch charakteristisches Gebäude der 1930 Jahre, vor allem baugeschichtlich bedeutend, als Teil des Werkes von Fritz Steudtner (1896–1986), einem lokal und wohl auch darüber hinaus bedeutsamen Architekten der 20. Jahrhunderts auch personengeschichtlich und künstlerisch von Belang. | 09218253 |
|                                         | Villa Zufriedenheit | Krügerstraße 9 (Karte)                                                | bezeichnet 1900 (Villa)                                                                                      | Mietvilla mit Einfriedung; auffällig die hohen Giebel und der Dachreiter, Baubeispiel der Architektur um 1900 mit akzentuierten historisierenden Elementen, u. a. Zierfachwerk, und Jugendstilornamentik, baugeschichtlich von Bedeutung. | 09211258 |
|                                         | Winzerhaus (ehem.) | Krügerstraße 13 (Karte)                                               | 1. Hälfte 19. Jh. (Winzerhaus)                                                                               | Wohnstätte und Wirkungsstätte des berühmten Malers Ludwig Richter, einfache Volksbauweise aus der 1. Hälfte des 19. Jahrhunderts mit verbrettertem Anbau, Landhauscharakter, personengeschichtlich und baugeschichtlich von Bedeutung, als Zeugnis des ehemals hier betriebenen Weinanbaus auch ortshistorisch wertvoll. | 09211257 |
|                                         | Laborbau mit Sgraffito, Einfriedungsmauer und Ziehbrunnen | Krügerstraße 22 (Karte)                                               | um 1955 (Fabrik), Ende 18. Jh. (Ziehbrunnen)                                                                 | Sgraffito am Giebel, nach der Zeichnung „Der Einsiedler von Loschwitz“ (von Ludwig Richter), erinnert an den hier in einer Einsiedelei lebenden Münzgraveur Reinhard Krüger (1794–1879), baugeschichtlich und ortsgeschichtlich von Bedeutung. | 09215751 |
|                                         | Einfamilienhaus mit Gartengestaltung und Einfriedung | Krügerstraße 39 (Karte)                                               | 1963–1965 (Einfamilien-Wohnhaus)                                                                             | Bau über T-förmigem Grundriss, Anlage mit Swimmingpool, neben Eichhörnchenweg 5 auf dem Weißen Hirsch der innovativste und gestalterisch bemerkenswerteste DDR-Privatbau in Dresden, für damalige Verhältnisse hinsichtlich Qualität und Individualität mit internationalem Standard, baugeschichtlich und künstlerisch bedeutend sowie singulär. | 09218778 |
|                                         | Haus Unger | Kügelgenstraße 6 (Karte)                                              | bis 1902 (Villa)                                                                                             | Villa; für den Kunstmaler Hans Unger (1872–1936) Ende des 19. Jahrhunderts errichtet und vom bedeutenden Architekten Martin Pietzsch entworfen, mit antikisierendem Fries von Franz Pettrich (1770–1844) am nördlichen Giebel (Nachbildung eines Pantheonfrieses), baugeschichtlich und personengeschichtlich bedeutend, sowie künstlerisch wertvoll. | 09211272 |
|                                         | Villa mit Einfriedung | Kügelgenstraße 8 (Karte)                                              | 1938–1939 (Villa)                                                                                            | nobler, traditionalistisch gestalteter Bau mit hohem Walmdach, charakteristisch für die 1930er Jahre, Teil des Loschwitzer Elbhangs, baugeschichtlich, künstlerisch und städtebaulich bedeutend. Architekt: Wilhelm Jost. | 09218254 |
|                                         | Villa mit Einfriedung an der Straßenseite | Kügelgenstraße 10 (Karte)                                             | 1902 (Villa)                                                                                                 | Villa; markantes Gebäude mit Turmanbau im toskanischen Landhausstil vom Architekten Max Hans Kühne (1874–1942) für den Königl.-Sächs. Hofphotographen Müller errichtet; Vorhalle, Anbau an der Ostseite und rückwärtiger Veranda, Akzentuierung durch flache Drempelfenster, Klappläden und sparsam eingesetzten Schmuck, charakteristisches und gestalterisch äußerst anspruchsvolles Beispiel der versachlichten Architektur und der Frühen Moderne nach 1900, baugeschichtlich und künstlerisch bedeutend. | 09211271 |
|                                         | Villa Höhne | Kügelgenstraße 12 (Karte)                                             | 1912–1913 (Villa), um 1913 (Statue)                                                                          | Villa, Anbau, Terrasse und Plastik im Garten; repräsentativer, zweigeschossiger Bau mit Anbau für Garagen und Angestelltenwohnungen, aufwendig gestaltete Fassade mit halbrunden Erkern, hervorgehobenem Portal, ornamentalem und figuralem Schmuck, schmiedeeisernen Gittern, Fensterläden usw., baugeschichtlich und künstlerisch bedeutend. | 09211270 |
| Weitere Bilder                          | Villa Elisabeth | Lausitzer Straße 1 (Karte)                                            | 2. Hälfte 19. Jh. (Villa)                                                                                    | Villa mit Einfriedung; eines der älteren Anwesen von Oberloschwitz, schlichter aber wohlproportionierte Bau mit akzentuierenden Schmuckelementen, stadtentwicklungsgeschichtlich von Bedeutung. | 09211403 |
| Weitere Bilder                          | Villa Grüß Gott | Lausitzer Straße 2 (Karte)                                            | um 1910 (Villa)                                                                                              | Mietvilla mit Einfriedung; mit Akzentsetzung durch historisierende sowie stilisierte, florale Elemente und ein typisches Beispiel der Reformarchitektur nach 1900, baugeschichtlich bedeutend. | 09211402 |
| Weitere Bilder                          | Villa und Gartenanlage mit Plastiken und Weinkeller | Leonhardistraße 1 (Karte)                                             | 2. Hälfte 18. Jh. (Villa)                                                                                    | bedeutsames Loschwitzer Anwesen, baugeschichtlich, künstlerisch und städtebaulich bedeutend. | 09211174 |
| Weitere Bilder                          | Villa mit Stützmauern und Treppenanlage | Leonhardistraße 3 (Karte)                                             | bezeichnet 1852 (Villa)                                                                                      | repräsentativer, dreigeschossiger Bau auf Sockel mit kräftiger Putzquaderung, bemerkenswerter Fassade im Stil der Tudorgotik, baugeschichtlich, künstlerisch und städtebaulich bedeutend. | 09211175 |
|                                         | Winzerhaus (ehem.) | Leonhardistraße 5 (Karte)                                             | Anfang 19. Jh. (Winzerhaus)                                                                                  | ehemaliges Winzeranwesen mit verbrettertem Obergeschoss in der Volksbauweise Anfang des 19. Jahrhunderts, baugeschichtlich von Bedeutung, sowie als Beispiel des damalig betriebenen Weinanbaus ortsgeschichtlich von Belang. | 09211176 |
|                                         | Villa mit Gartenhaus, Gartenanlage, Terrassen, Treppe, Mauer und Pforte in der Stützmauer unmittelbar an der Leonhardistraße                                          | Leonhardistraße 9 (Karte)                                             | 1905–1906 (Villa)                                                                                            | entworfen vom bedeutenden Dresdner Architekten Georg Heinsius von Mayenburg (1870–1930), anschauliches und markantes Beispiel der Reformarchitektur zu Beginn des 20. Jahrhunderts mit einem bemerkenswerten Erker an der Südseite, baugeschichtlich und auch künstlerisch von Bedeutung, als Teil des einsehbaren Loschwitzer Elbhangs auch städtebaulich von Belang. | 09211181 |
|                                         | Villa mit Eingangspavillon und großzügiger Gartenanlage | Leonhardistraße 11 (Karte)                                            | 1914 (Villa)                                                                                                 | Villa (Plattleite 9) mit Eingangspavillon und großzügiger Gartenanlage (zum Teil auf Grundstück Leonhardistraße 11); mit seiner versachlichten und dennoch anspruchsvollen Gestaltung, die von wenigen Schmuckelementen und Gliederungselementen belebt wird typisches Beispiel der nach 1900 vorherrschenden Reformbaukunst, baugeschichtlich und künstlerisch bedeutend. | 09211180 |
|                                         | Villa | Leonhardistraße 20 (Karte)                                            | 1905–1906 (Villa)                                                                                            | mit seinem Zierfachwerk, verbretterten Giebeln und weit ausladendem Dach, ein Beispiel des um 1900 verbreiteten Heimatstils/Historismus, vor allem baugeschichtlich von Bedeutung. | 09211325 |
| Weitere Bilder                          | Blaues Wunder | Loschwitzer Brücke (Karte)                                            | 1891–1893 (Straßenbrücke)                                                                                    | Brücke; eiserne Hängebrücke über die Elbe, technikgeschichtlich bedeutend, zudem als unverwechselbares und ortsbildprägendes Wahrzeichen Dresdens von städtebaulicher und landschaftsgestaltender Bedeutung. | 09212820 |
|                                         | Villa »Schöne Aussicht« | Ludwig-Richter-Straße 1b (Karte)                                      | 1904–1905 (Villa), 1922 (Garage)                                                                             | Villa mit Einfriedung, Garage an der Ludwig-Richter-Straße (Nr. 1b) und offenem Gartenpavillon; repräsentativer, leider vor allem im Inneren kräftig modernisierter Bau, mit Fassadengestaltung charakteristisches Beispiel der Architektur um 1900 zwischen Historismus und Versachlichung, Akzente durch hohe Giebel mit Zierfachwerk und seitlichen Eingangsbau mit barockisierender Kartusche, Gartenseite zusätzlich durch Erker betont, Zierfachwerk im historistischen Sinne Reminiszenz an mittelalterliche Architektur, Einfriedungsgestaltung und Garagengestaltung bemerkenswert, baugeschichtlich bedeutend, im Zusammenhang mit dem Loschwitzer Villenquartier auch stadtentwicklungsgeschichtlich von Belang. | 09211216 |
|                                         | Villa mit Garage und Einfriedung | Ludwig-Richter-Straße 10 (Karte)                                      | 1910 (Villa)                                                                                                 | in Flur und Diele originale Ausstattung, mit seinen akzentuierten neoklassizistischen Elementen, wie Hängeplattenfries usw. auch ein Beispiel für den bis in das im 20. Jahrhundert fortdauernden Historismus, trotz Schlichtheit gestalterisch anspruchsvoll, baugeschichtlich und auch künstlerisch von Bedeutung. | 09211274 |

## Ausführliche Denkmaltexte
1. ↑  
Denkmaltext

Die dreigeschossige Villa mit vielgestaltiger Dachlandschaft auf dem 1. Steinweg 17 in Dresden, OT Loschwitz wurde zwischen 1901 und 1904 nach dem Projekt des Architekten Georg Walter errichtet. Ihr Aussehen ist von den Tendenzen der Baukunst dieser Zeit und von ihrer malerischen Umgebung geprägt. Sie erscheint als ein aufwendig gestaltetes Gebäude mit Turmanbau. Die asymmetrische Form und die Fassaden der Villa werden durch dekorative Elemente des Historismus, aber vor allem des Jugendstils geprägt. Dabei dominieren der zinnenbekrönte und mit reicher Ornamentik belebte Turm sowie die mit Zierfachwerk versehen Wandflächen, insbesondere die Giebel. Hinzu kommen verschieden Gestaltungselemente, wie Aufsätze, Balkone, Vorbauten, Geländer und Gitter. Erwähnenswert ist, dass sich die wandfeste Innenausstattung fast vollständig erhalten hat. Zum Villengrundstück gehören auch eine reizvolle, terrassierte Gartenanlage mit Pavillon und Einfriedung sowie die auf der anderen Straßenseite gelegenen Garage. Der Garten besteht aus mehreren Terrassen und Stützmauern, die obere Stützmauer bekrönen Zinnen, diversen Treppen, frei stehendem Geländer, Brunnen und skulpturalem Schmuck.
Als weitestgehend ursprünglich erhaltenes und exemplarisches bauliches Zeugnis der Architektur Anfang des 20. Jahrhunderts vor allem mit Elementen des Jugendstils ist der 1. Steinweg 17 von baugeschichtlicher Bedeutung. Ihr künstlerischer Wert ergibt sich aus der gestalterischen Qualität ihrer zahlreichen Schmuckelemente außen und innen. Darüber hinaus ist die Villa als weithin sichtbarer Teil des einzigartigen Loschwitzer Elbhanges auch städtebaulich bedeutend (LfD/2011).
2. ↑  
Denkmaltext

Die Villa auf der Alexanderstraße 3 in Dresden, OT Loschwitz wurde in den Jahren 1922–1923 von dem Architekten Heinrich Georg Ullrich geplant und gebaut. Der Auftrag für die Errichtung dieser Villa wurde durch Frau Selma Minna, verwitwete Diesel erteilt. Das schlichte, aber auch anspruchsvoll gestaltete Gebäude hat sich weitestgehend im ursprünglichen Zustand erhalten. Es besteht aus zwei Vollgeschossen, einem Souterrain und einem ausgebauten Dachgeschoss mit Fledermausgaube und Schleppluke. Der rückwärtige Anbau ist wohl später hinzugekommen. Zur wesentlichen Belebung der Villa tragen zwei Vorlagen über segmentbogenförmigem Grundriss, eine noble, stilisierte Ornamentik und ein Hängeplattenfries unter der Dachtraufe bei. Im Treppenhaus hat sich noch die wandfeste Ausstattung aus der Entstehungszeit erhalten, darunter ein markantes hölzernes Geländer.
Als weitgehend ursprünglich erhaltene Villa der 1920er Jahre mit Formen und Gestaltungselementen des Reformstils ist die Alexanderstraße 3 vor allem baugeschichtlich bedeutend. Darüber hinaus hat sie mit ihren noblen Fassaden auch einen künstlerischen Wert (LfD/2011).
3. ↑  
Denkmaltext

Mit dem Bau des 1907 entstandenen Sanatoriums von Dr. Siegfried Möller (1871–1943) auf der Alpenstraße 1 in Loschwitz wurde der Architekt und Baumeister Friedrich Wilhelm Hertzsch (1875–1944) aus Dresden beauftragt. Er plante ein zweckmäßiges und im Inneren gut strukturiertes Gebäude. Hinter dem Haupteingang an der Parkseite wurden die Patienten in einem geräumigen Foyer empfangen. Neben dem Foyer befanden sich im Erdgeschoss oder Hochparterre auch die gesellschaftlichen Räume des Komplexes, wie der kleine und der große Speisesaal, zudem die Wohnung Möllers, das Zimmer des Direktors, das Untersuchungszimmer, Büros und das Wartezimmer. Vom großen Speisesaal gelangte man auf eine große, teilweise überdachte Terrasse. Die Küche und die anschließenden Nebenräume konzentrierten sich im Keller oder Souterrain. In den oberen Etagen lagen die Patientenzimmer, ein Gesellschaftszimmer, Räumlichkeiten für die Pflege und die Sanitärräume.
Das Erscheinungsbild des Sanatoriums ist durch eine bewegte Fassadengestaltung geprägt. Formelemente des Historismus, wie Mansarddächer und Giebel, sind mit Ausdrucksmitteln des Zeitgeistes, d. h. der Versachlichung unter dem Einfluss des englischen Landhausstils und des Reformstils Anfang des 20. Jahrhunderts frei komponiert. Die scheinbare Symmetrie der Hauptfront an der Alpenstraße wird durch einen Eckturm, Anbauten, Balkone, Loggien und Veranden aufgelöst. Heute wird das Gebäude als Wohnhaus genutzt.
Bei der Alpenstraße 1 in Dresden, OT Loschwitz handelt es um einen charakteristischen Sanatoriumsbau aus dem Anfang des 20. Jahrhunderts von bau- und ortsgeschichtlicher Bedeutung. Die baugeschichtliche Bedeutung ergibt sich aus dem Zeugniswert für die Bauaufgabe und für die Architekturentwicklung seiner Zeit. Der 1903–1904 errichtete Komplex zeigt die Stilmerkmale der damals vorherrschenden Reformarchitektur. Darüber hinaus gehörte das hier zu beurteilende Objekt zu den bedeutsamen Sanatorien am Elbhang von Loschwitz und Weißer Hirsch (LfD/2011).
4. ↑  
Denkmaltext

Inmitten der Wendeschleife der Alpenstraße auf einer kreisrunden Erhöhung erhebt sich über die Bauten der Umgebung die markante Villa „Alpenruhe“ Alpenstraße 7 in Dresden, OT Loschwitz. Das im Kern von 1892 stammende Gebäude wurde bereits sieben Jahre später durch einen Anbau vergrößert. Zu dieser Zeit zeigte es, wenn man der erhaltenen Ansichtszeichnung in den Bauakten Glauben schenkt, opulente, historisierende Fassaden mit vielerlei, kaum Platz lassenden Schmuckelementen. In ihrer heutigen Form stellt die Villa einen kastellartigen Bau dar. Dieses romantisierende Erscheinungsbild erhielt sie 1908 durch eine gravierende Umgestaltung von Karl Reichpietsch, wobei die deutliche Versachlichung dem Zeitgeschmack a la Reformarchitektur entsprach. Der aufwendige Fassadenschmuck der Gestaltung von 1892 wurde weitestgehend entfernt. Stehen blieb ein auf wenige Grundformen und Elemente reduzierter ausdrucksstarker Baukörper. Als bauliches Zeugnis der Architektur Ende des 19. und Anfang des 20. Jahrhunderts ist die Villa „Alpenruhe“ von baugeschichtlicher Bedeutung. Ihr künstlerischer Wert ergibt sich aus der gestalterischen Qualität des Gebäudes (LfD/2011).
5. ↑  
Denkmaltext

Das als Villa „Windhuk“ bezeichnete Gebäude Alpenstrasse 14 in Dresden, OT Loschwitz wurde im Jahre 1910 für Otto Busch nach einem Bauprojekt des vor allem für seine Villenbauten bekannten Dresdener Architekturbüros Rose & Röhle errichtet. Das malerische Erscheinungsbild und die asymmetrische Form des Anwesens sind durch die damals vorherrschenden Stiltendenzen des ausgehenden Historismus und der Reformarchitektur geprägt. Die Villa ist ein anspruchsvoll gestalteter Bau mit einem hohen, ausgebauten Dach. Die Straßenfassade wird durch einen Mittelrisalit, dessen Dreiecksgiebel mit Holz verkleidet ist, dominiert. Die weiße Putzfassade weist noch einige Fachwerkelemente auf. Die Dachlandschaft verbindet Elemente des Sattel- und Walmdaches. Es zeigt Schleppgauben an der Straßenseite. Die West- und Nordfassaden beleben weitere Anbauten und einen Eckerker mit Turmspitze. Zu der Villa gehört ein Grundstück, das von einem markanten, allerdings neuen Eisenzaun mit Torsäulen aus Sandstein begrenzt wird.
Die Denkmaleigenschaft des hier zu beurteilenden Objektes ergibt sich nach dem Dargelegten vor allem aus dem Zeugniswert für die Architekturentwicklung Anfang des 20. Jahrhunderts. Es ist somit baugeschichtlich bedeutend (LfD/2011).
6. ↑  
Denkmaltext

Wie der überwiegende Teil der benachbarten Häuser auf einem schmalen Bergsporn zwischen Grundstraße und Zwanzigerstraße ist das Anwesen An der Berglehne 1 von dem Bauunternehmer Ernst Heinrich Metzner erbaute worden. Es erscheint an dem zur Zwanzigerstraße abfallenden Hang als repräsentativer mehrgeschossiger Bau auf wuchtiger Substruktion. Das 1896–1897 entstandene Gebäude wurde dem Zeitgeschmack des ausgehenden 19. Jahrhunderts entsprechend mit historisierenden Fassaden ausgestattet. Der vor allem seit 1850 aufkommende Historismus war, vereinfacht gesagt, durch die Nachahmung älterer Stile gekennzeichnet. Demzufolge finden sich an dem mehrgeschossigen Bau Fachwerkgiebel und Erker, die an mittelalterliche Architektur erinnern, sowie ein Turmaufbau mit barockisierender Haube. Darüber hinaus werden die Fronten von Balkonen, Blendbögen, und Zierankern belebt.
Als markantes Zeugnis historisierender Architektur im ausgehenden 19. Jahrhundert ist das von Metzner errichtete Gebäude baugeschichtlich bedeutend. Sein künstlerischer Wert ergibt aus der anspruchsvollen Gestaltung des Villengebäudes. Abgesehen davon besitzt das Anwesen An der Berglehne 1 auch eine stadtentwicklungsgeschichtliche Bedeutung. Es dokumentiert mit den benachbarten Gebäuden, wie kein anderes Quartier der Umgebung, die Verstädterung von Loschwitz (LfD/2011).
7. ↑  
Denkmaltext

Die Villa „Ferdinandshöhe“ wurde nach einem Projekt des Baumeisters Ernst Heinrich Metzner für den Bäckermeister Ferdinand Hanke in den Jahren 1893–1894 geplant und gebaut. Ein späterer Umbau erfolgte in den Jahren 1911–1912 durch Hinzufügen einer Vorhalle und einer zusätzlichen Veranda. Zu dem Grundstück gehört auch ein Gartenhaus (Waschhaus), das erst nach dem Tod des Besitzers durch seine Frau Anna Clementine Hanke errichtet wurde. Im Garten findet sich zudem ein kapellenartiges Gebäude mit Holzzierrat, wohl eine Laube. Im Jahr 1919 wurde die Villa an Herrn Hans Arno Ahnert aus Dresden verkauft.
Die Mietvilla erscheint talseitig als ein weithin sichtbares, mehrgeschossiges Gebäude. An der Berglehne vermittelt sie hingegen den Eindruck eines nur zweigeschossigen Baus. Dies wird durch ihre Lage an einem sehr steilen Hang verursacht. Trotz mancher Vereinfachungen ist das im späten 19. Jahrhundert errichtete Haus mit bewegter Dachlandschaft ein typischer Vertreter der damals vorherrschenden Stilrichtung des Historismus. Der vor allem seit 1850 aufkommende Historismus war, vereinfacht gesagt, durch die Nachahmung älterer Stile gekennzeichnet. Das Gebäude wird von Giebeln mit Holzierrat, einer hohen Turmspitze und einem Erker dominiert, alles Elemente die an mittelalterliche Architektur erinnern. Darüber hinaus beleben gestalterisch hervorgehobene Gewände aus Sandstein, Fensterbedachungen und Klinkerbögen die Fassaden. Die Villa wird zur Straße von einem wertvollen Eisengeländer mit Torsäulen begrenzt. Bedingt durch die Hangneigung machte sich die Errichtung einer Terrasse mit Stützmauer aus Sandsteinen notwendig. Die Terrasse sichert eine markante Balustrade.
Die Denkmaleigenschaft des hier zu beurteilenden Objektes ergibt sich nach dem Dargelegten vor allem aus dem Zeugniswert für die Architekturentwicklung Ende des 19. Jahrhunderts. Es ist somit baugeschichtlich bedeutend. Darüber hinaus ist die Mietvilla auch stadtentwicklungsgeschichtliche von Belang. Sie dokumentiert mit den benachbarten Gebäuden, wie kein anderes Quartier der Umgebung, die Verstädterung von Loschwitz (LfD/2011).
8. ↑  
Denkmaltext

Die auf einer Terrasse errichtete Villa ist in den Jahren 1903–1904 für Ferdinand Hanke gebaut worden. Entwurf und Ausführung lagen in den Händen des Architekten P. Winkler aus Loschwitz.
In dem Haus wurde 1928 die Reichsparteischule der KPD „Rosa Luxemburg“ eingerichtet, die hier seit ihrer Einweihung am 29. Januar bis zu ihrer Verlegung nach Berlin-Schöneiche Ende des Jahres 1928 bestand. Im Erdgeschoss lagen die Schulungsräume, im Obergeschoss die Wohn- und Arbeitsräume. Schulleiter war der KPD-Abgeordnete Albert Ebert.
Das bemerkenswerte zweigeschossige Gebäude mit Souterrain und bewegter Dachlandschaft im Heimatstil wird durch streng vertikal gegliederte Fachwerkwände vor allem im Obergeschoss und zumeist schmale, hochrechteckig Fenster geprägt. Die Vorderfront dominieren ein hoher Dreiecksgiebel und ein zweigeschossiger Erker. Die Dachlandschaft verbindet Sattel- und Walmdachelemente. Sie ist mit roten Biberschwanzziegeln bedeckt. Schlepp- und Walmgauben sowie neu hinzugekommene moderne Liegefenster sorgen für die Belichtung des Dachraumes. Balkone und Terrasse sind in Holz ausgeführt.
Im Laufe der Zeit wurde die Villa teilweise baulich verändert. Nach 1928 erfolgte der Anbau eines Treppenhauses an der Südecke, die ursprüngliche Treppe lag im Flurbereich der jetzigen Erdgeschoßwohnung. Die Innenräume zeigen keine herausragenden Details. Es haben sich jedoch Jugendstilltüren und Holzbalkendecken erhalten. Das Villengrundstück wird zur Straße von einer wertvollen Jugendstil-Einfriedung mit Pfeilern aus Sandstein begrenzt.
Die Villa an der Berglehne 4 ist ein gestalterisch bemerkenswertes Beispiel der versachlichen Architektur oder des Heimatstils nach 1900. Daraus resultiert ihre baugeschichtliche Bedeutung. Als Stätte einer KPD-Reichsparteischule 1928 ist das hier zu beurteilende Objekt auch ein Zeugnis der politischen Geschichte. Darüber hinaus ist es wegen seiner baugestalterischen Qualitäten künstlerisch von Belang (LfD/2011).
9. ↑  
Denkmaltext

Die auf einer Terrasse mit Stützmauer errichtete Villa ist nach einem Entwurf des Architekten Hans Sandig für den Intendantur-Assessor Deutschbein in den Jahren 1909–1910 gebaut worden. Das schlichte und beinahe schmucklos gestaltete Gebäude mit seiner Grundstückseinfriedung aus massiven Pfeilern sowie hölzernen Zaunsfeldern ist ein typisches Beispiel der versachlichen Architektur oder Reformbaukunst Anfang des 20. Jahrhunderts mit neoklassizistischen Elementen. Dessen ausgewogener, massiver Baukörper besteht an der Straßenseite aus einem und an der Gartenseite aus zwei Vollgeschossen und einem großzügig ausgebauten Mansarddach. Der Putzbau präsentiert sich an der Straßenseite mit einem dominierenden Giebel. Die Gartenfront zeigt den gleichen Umriss, wirkt aber durch Giebelfenster, Austritt und Vorbau viel belebter und repräsentativer. Das Mansardedach wird an der einen Seite von einem Zwerchhaus und an der anderen Seite von einem Walmabschluss über der Hallendiele durchbrochen. Alle vier Seiten sind durch Gewände aus Werkstein, Sprossenfenster und hölzerne Klappläden gegliedert. An der Gartenseite besitzt die Villa eine breite großzügige Terrasse mit Stützmauer und Balustrade.
Die Villa An der Berglehne 6 ist ein gestalterisch typisches Beispiel der versachlichen Architektur nach 1900 und somit baugeschichtlich bedeutend. Darüber hinaus hat sie auch einen stadtentwicklungsgeschichtlichen Wert. Der 1909–1910 errichtete Bau dokumentiert mit den benachbarten Gebäuden, wie kein anderes Quartier der Umgebung, die Verstädterung von Loschwitz (LfD/2011).
10. ↑  
Denkmaltext

Die Villa An der Berglehne 7 wurde in den Jahren 1900-1902 von Heinrich Metzner geplant und gebaut. Das Erscheinungsbild des weitgehend symmetrisch gestalteten Gebäudes entspricht der Entwicklung Anfang des 20. Jahrhunderts hin zu einer versachlichten Architektur, auch als Reformarchitektur bezeichnet. Wobei sich auch noch historisierende, d. h. an ältere Architekturepochen erinnernde Gestaltungselemente, wie das Zierfachwerk und die aufgewerteten Rahmungen finden. Das insgesamt schlichte und ausgewogen gegliederte Haus besteht aus Keller-, Erd-, Ober- und Dachgeschoss. Die mit regelmäßigem Fachwerk versehenen Wandflächen des Obergeschosses in der Kombination mit den hellen Gefachen fallen sofort auf und prägen das Erscheinungsbild des Gebäudes sehr stark. Dabei setzt der Mittelrisalit ebenfalls mit Fachwerk im Obergeschoss und im Giebeldreieck einen besonderen Akzent. Die Gliederung des Erdgeschosses prägen Fenster verschiedener Form und Größe mit Sandsteingewänden. Die Seitenfassaden sind nahezu kongruent. An der Nord-West-Seite befindet sich ein kunstvoller hölzerner Eingangsbereich. Die Villa besitzt ein Walmdach, in das an der Vorderseite ein Zwerchdach integriert ist. Die Villa an der Berglehne 7 ist ein gestalterisch typisches Beispiel der versachlichten Architektur nach 1900, bei der in zunehmendem Maße auf den üppigen Fassadenschmuck der zweiten Hälfte des 19. Jahrhunderts verzichtet wurde und somit ein baugeschichtlich bedeutendes Zeugnis der kurz beschriebenen Bauepoche (LfD/2011).
11. ↑  
Denkmaltext

Die Villa „Glück Auf“ an der Berglehne 8 wurde in den Jahren 1919–1920 für den Kommerzienrat H. Hanewacker nach einem Projekt des insbesondere für Villenbauten in Bühlau und auf dem Weiße Hirsch bekannten Architekturbüros Arnold & Lahode errichtet. Das repräsentative Gebäude mit dem aufwendigem Eingangsportal und Aussichtsturm ist im Stil der bis in die 1920er Jahre typischen Reformarchitektur errichtet worden. Der maßvolle, fast symmetrische Baukörper wird durch Gestaltungselemente und Anbauten in Sandsteinausführung belebt. An der Ostfassade schließt sich ein markanter Wintergarten mit Rundbogenöffnungen und einem Ausgang zum Grundstück an. Über dem Eingangsportal an der Straßenfassaden besitzt die Villa einen Balkon und an der gegenüberliegenden Fassade zum Garten eine zweigeschossige Veranda mit Austritt. Die Öffnungen mit Sandsteingewänden und gesprossten Fenster sind regelmäßig am Baukörper verteilt. Im Erdgeschoss erscheinen deren Einfassungen mit Rundbogenabschluss und zeitgemäßer Ornamentik. Das zweite (zum Hang dritte) Obergeschoss wird durch ein starkes, umlaufendes Gesims hervorgehoben. Der dominant wirkende Turm mit spitzer Haube wird von einem kleinen Belvedere mit Aussichtsplattform getragen. Dieses ermöglicht einen herrlichen Blick in die Umgebung. Die Belichtung des Dachgeschosses erfolgt durch zahlreichen Fledermausgauben und nachträglich eingebaute Dachluken. Im Inneren zeigt die Villa eine große Hallen(diele). Zum rückseitigen Hangbereich des Grundstücks gehört ein Stützmauer. Die hier befindliche Gartenanlage ist stark terrassiert. An der Straßenseite wird das Anwesen durch eine Garteneinfriedung gesichert, die aus einem in Sandstein ausgeführten Eingangsportal, Pfeilern und eisernen Gittern besteht. Als weitestgehend ursprünglich erhaltener Bau seiner Zeit ist die Villa an der Berglehne 8 ein exemplarisches Zeugnis der Baugeschichte aus dem ersten Viertel des 20. Jahrhunderts und demzufolge architekturhistorisch bedeutend. Darüber hinaus besitzt der, das ästhetische Empfinden eines Betrachters in besonderem Maße ansprechend Bau, einen künstlerischen Wert, zumal er von einem lokal bedeutsamen Architekturbüro geschaffen wurde. Abgesehen davon besitzt das Anwesen An der Berglehne 8 auch eine stadtentwicklungsgeschichtliche Bedeutung. Es dokumentiert mit den benachbarten Gebäuden, wie kein anderes Quartier der Umgebung, die Verstädterung von Loschwitz (LfD/2011).
12. ↑  
Denkmaltext

Das malerische wirkende Gebäude mit vielgestaltiger Dachlandschaft an der Berglehne 11 wurde 1898–1899 von dem Bauunternehmer Heinrich Metzner erbaut und wohl auch geplant. Das Aussehen ist vor allem von den historisierenden Tendenzen der Baukunst dieser Zeit und von ihrer malerischen Umgebung geprägt. Die symmetrische Straßenfassade dominiert ein mit Zierfachwerk gestalteter Mittelrisalit. Das verspielte Fachwerk soll wohl an mittelalterliche Bürgerhäuser erinnern, deutet aber zugleich mit seinen geschwungen Formen auf den damals entstehenden Jugendstil. Der Vorbau endet mit einem Walmgiebel. Er besitzt im Erdgeschoss eine hölzerne Veranda mit großen Rundbogenfenstern, die im Jahr 1900 hinzugekommen ist. Sie ist ebenfalls ein Werk Metzners. Schleppgauben sorgen für die Belichtung des ausgebauten Dachgeschosses. Auch der mit Glockendach und Fachwerkornamentik belebte Turmanbau erinnert im Sinne des damals noch vorherrschenden Historismus, respektive so genannten „Altdeutschen Stils“ an mittelalterliche Architekturen. Abgesehen davon bringt er mit seiner seitlichen Anordnung eine gewollte Asymmetrie in das Erscheinungsbild des Gebäudes, um dessen pittoreske oder malerische Wirkung zu unterstreichen. An der Nord-Westfassade hat das Gebäude einen eingeschossigen Anbau, der es baulich mit der benachbarten Oskar-Pletsch-Straße 1 verbindet, hier befindet sich zudem der Eingang. Zu dem Grundstück gehört eine markante und außergewöhnliche Garteneinfriedung entlang der Straße An der Berglehne, die aus zwei in Backziegel ausgeführten Eingangsportalen, Pfeilern und Mauerstücken im gleichen Material sowie eisernen Gittern besteht und sich auf dem Grundstück Oskar-Pletsch-Straße 1 fortsetzt. Als weitestgehend ursprünglich erhaltene Stilvilla des ausgehenden 19. Jahrhunderts mit ersten Anklängen an den Jugendstil ist die Villa An der Berglehne 11 ein charakteristische Zeugnis für die Architekturentwicklung um 1900 und somit baugeschichtlich bedeutend. Darüber hinaus besitzt der, das ästhetische Empfinden eines Betrachters in besonderem Maße ansprechend Bau, einen künstlerischen Wert. Abgesehen davon besitzt das hier zu beurteilende Anwesen auch eine stadtentwicklungsgeschichtliche Bedeutung. Es dokumentiert mit den benachbarten Gebäuden, wie kein anderes Quartier der Umgebung, die Verstädterung von Loschwitz. Ungewöhnlich ist die Größe des Villengartens, der sich hier über zwei Baugrundstücke erstreckt und dadurch besonders großzügig wirkt. Das stark nach Nordwesten hin abfallendende Gelände wird durch eine hohe Stützmauer mit darüber liegender Balustrade abgefangen. Nur durch diese war eine Bebauung des Grundstücks überhaupt möglich. Beide Ebenen werden durch eine Treppe mit Ziergittergeländer verbunden. Die obere Ebene des Gartens besitzt ebenfalls wieder zwei Höhenniveaus, die durch eine als Felspartie ausgebildete geschwungene Treppe überbrückt werden. Darüber hinaus zeichnet sich der Villengarten durch seinen wertvollen Altgehölzbestand aus. Die gartengeschichtliche Bedeutung des Anwesens An der Berglehne 11 ergibt sich aus dem Dokumentationswert für die Gartenkunst um die Jahrhundertwende zum 20. Jahrhundert, als die Gestaltungsformen und -elemente des englischen Landschaftsgartens auch auf die Villengärten übertragen wurden. Darüber hinaus dokumentiert das Anwesen den Villentyp um 1900 mit all seinen Bestandteilen auf anschauliche und exemplarische Weise. Villa, Villengarten und Einfriedung des hier zu beurteilenden Objektes bilden eine untrennbare Einheit von Denkmalwert (LfD/2011, 2018).
13. ↑  
Denkmaltext

Wie viele der benachbarten Häuser auf einem schmalen Bergsporn zwischen Grundstraße und Zwanzigerstraße ist das Anwesen An der Berglehne 14 von dem Bauunternehmer Ernst Heinrich Metzner errichtet worden. Das 1897–1898 entstandene Gebäude wurde dem Zeitgeschmack des ausgehenden 19. Jahrhunderts entsprechend mit historisierenden Fassaden ausgestattet. An der symmetrischen Straßenfront dominiert ein im Laufe der Zeit veränderter Mittelrisalit. Dessen Abschluss bilden mit Zierfachwerk versehen Wandflächen. Über eine Sandsteintreppe mit eisernen Geländern und einen hölzernen, kunstvoll gearbeiteten Anbau mit einem Satteldach gelangt man in das Hochparterre. An der gegenüber liegenden, hangseitigen Front der Villa erhebt sich ein vereinfachter Staffel- oder Treppengiebel mit drei rundbogigen und einem dreieckigen Abschluss, flankiert von Balkonen, einer mehrgeschossigen Veranda und einem Fachwerkaufbau. Der Giebel erinnert an Beispiele zwischen Gotik und Renaissance.
Wie die Fachwerkelemente ist er Zeugnis für den Ende des 19. Jahrhunderts vorherrschenden Stil des Historismus, der durch das Nachahmen vergangener Architekturstile und deren Motive gekennzeichnet war. Holz als Baumaterial findet Anwendung bei der Gestaltung von Balkone, Vorbauten, Geländern und Fachwerkelemente. In Sandstein wurden die Fenstergewände ausgeführt. Das großzügige Walmdach wird vor allem von Gauben durchbrochen. Zu dem am Hang zur Grundstraße liegenden Grundstück gehört eine Stützmauer an der Rückseite und eine Garteneinfriedung, die aus Sandsteinpfeilern und eisernen Gittern besteht. Die Gartenanlage ist stark terrassiert.
Als weitestgehend ursprünglich erhaltene historisierende Stilvilla des ausgehenden 19. Jahrhunderts ist das Anwesen An der Berglehne 14 ein charakteristisches Zeugnis für die Architekturentwicklung bis 1900 und somit baugeschichtlich bedeutend. Abgesehen davon besitzt das hier zu beurteilende Gebäude auch eine stadtentwicklungsgeschichtliche Bedeutung. Es dokumentiert mit den benachbarten Häusern, wie kein anderes Quartier der Umgebung, die Verstädterung von Loschwitz (LfD/2011).
14. ↑  
Denkmaltext

Wie viele der benachbarten Häuser auf einem schmalen Bergsporn zwischen Grundstraße und Zwanzigerstraße ist das Anwesen An der Berglehne 16 von dem Bauunternehmer Ernst Heinrich Metzner erbaut worden. Das von 1892–1896 entstandene Gebäude wurde dem Zeitgeschmack des ausgehenden 19. Jahrhunderts entsprechend mit historisierenden Fassaden ausgestattet.
Von der Berglehne erscheint die Mietvilla als eingeschossiges Gebäude mit erhöhtem Mittelteil. In Wirklichkeit stellt sie einen dreigeschossigen, annähernd hochrechteckigen Baukörper mit sich kreuzenden Krüppelwalmdächern dar. Dominierend wirken die rückwärtige mehrgeschossige Veranda aus Holz und diverse Krüppelwalmgiebel. Die Fassaden werden durch dekorative Motive des Historismus geprägt. Dabei treten mit den Eckquaderungen und Dreiecksgiebelverdachungen über mehreren Fensteröffnungen vor allem Einzelelemente hervor, die der italienischen Renaissance entstammen. Bekanntermaßen ist der Historismus durch das Nachahmen historischer Stile gekennzeichnet. Abgesehen von Fensterverdachungen in verschiedenen Formen beleben Gesimse und Profile die Fassaden. Das nur an der Gartenseite sichtbare Kellergeschoss ist genutet. Gestalterisch von Belang sind ein markanter hölzerner Vorbau an der Straße, Zierhölzer insbesondere in den Giebeln der einzelnen Fronten sowie mehrere Dachgaupen mit spitzen Hauben. Die Gestaltung insbesondere der Gartenseite lehnt sich an das vom gleichen Baumeister ausgeführte Haus An der Berglehne 18 an. Dabei variieren die Gestaltungselemente ein wenig.
Zu dem am Hang zur Grundstraße liegenden Grundstück gehören eine obere und untere Terrasse. Die obere Terrasse mit Garten sichert eine Stützmauer aus Sandsteinquadern und Balusterbrüstung. Über eine Treppenanlage gelangt man zur unteren Terrasse, ebenfalls mit einer Stützmauer aus Sandsteinquadermauerwerk bewährt.
Als weitestgehend ursprünglich erhaltene historisierende Stilvilla des ausgehenden 19. Jahrhunderts ist das Anwesen An der Berglehne 16 ein charakteristisches Zeugnis für die Architekturentwicklung bis 1900 und somit baugeschichtlich bedeutend. Abgesehen davon besitzt das hier zu beurteilende Gebäude einschließlich Terrassierung auch eine stadtentwicklungsgeschichtliche Bedeutung. Es dokumentiert mit den benachbarten Häusern, wie kein anderes Quartier der Umgebung, die Verstädterung von Loschwitz (LfD/2011).
15. ↑  
Denkmaltext

Mit der Planung der Mietvilla an der Berglehne 18 wurde im Jahr 1891 angefangen. In diesem Jahr arbeitete Karl Emil Scherz einen ersten Entwurf aus. Nachdem dieser nicht verwirklicht wurde, führte der Bauherr Heinrich Metzner, als Inhaber eines Bauunternehmens, den Planungsprozess selber weiter und reichte im Jahr 1892 einen zweiten Entwurf ein. Das im Jahr 1893 erbaute Gebäude erhielt den Namen „Fuchsbau“. Die Adressbücher von 1930 und 1944 weisen den Oberstadtzahlmeister Friedrich Balzer als Eigentümer aus. Zu DDR-Zeiten wurde es von der Stadt verwaltet. Nach der Wende kam das Anwesen mit mehreren Mietern wieder in private Hand und ist in Stand gesetzt worden.
Von der Berglehne erscheint der „Fuchsbau“ als eingeschossigen Gebäudes mit ausgebautem Dachgeschoss. In Wirklichkeit stellt er einen dreigeschossigen, annähernd hochrechteckigen Baukörper mit sich kreuzenden Krüppelwalmdächern dar. Dominierend wirken ein hoch aufragender Eckturm mit Zeltdach, die rückwärtige mehrgeschossige Veranda aus Holz und diverse Krüppelwalmgiebel. Die Fassaden werden durch dekorative Motive des Historismus geprägt. Dabei treten mit den Eckquaderungen und Dreiecksgiebelverdachungen über mehreren Fensteröffnungen vor allem Einzelelemente hervor, die der italienischen Renaissance entstammen. Bekanntermaßen ist der Historismus durch das Nachahmen historischer Stile gekennzeichnet. Abgesehen von Fensterverdachungen in verschiedenen Formen beleben Brüstungsspiegel, Gesimse und Profile die Fassaden. Das nur an der Gartenseite sichtbare Kellergeschoss ist genutet. Gestalterisch von Belang sind ein markanter hölzerner Vorbau an der Straße, eine seitliche Loggia mit Säule und Brüstung sowie Zierhölzer insbesondere in den Giebeln der einzelnen Fronten.
Zu dem am Hang zur Grundstraße liegenden Grundstück gehören eine obere, mittlere und untere Terrasse. Die obere Terrasse östlich des Hauses wird von einer kleinen Stützmauer mit massiver Brüstung gehalten. Die mittlere Terrasse mit Garten sichert eine Stützmauer aus Sandsteinquadern und Balusterbrüstung. Über eine Treppenanlage gelangt man zur unteren Terrasse, ebenfalls mit einer Stützmauer aus Sandsteinquadermauerwerk bewährt. Auf der unteren Terrasse steht das Gartenhaus mit Turmaufbau, Verbretterungen und Laubsägearbeiten unter der Dachtraufe, in etwa zeitgleich mit der Villa entstanden.
Als weitestgehend ursprünglich erhaltene historisierende Stilvilla des ausgehenden 19. Jahrhunderts ist das Anwesen An der Berglehne 18 ein charakteristisches Zeugnis für die Architekturentwicklung bis 1900 und somit baugeschichtlich bedeutend. Abgesehen davon besitzt das hier zu beurteilende Gebäude einschließlich Terrassierung und Gartenhaus auch eine stadtentwicklungsgeschichtliche Bedeutung. Es dokumentiert mit den benachbarten Häusern, wie kein anderes Quartier der Umgebung, die Verstädterung von Loschwitz (LfD/2011).
16. ↑  
Denkmaltext

Die Mietvilla Bautzner Landstraße 32 wurde im Jahr 1912 von dem Architekten Max Herfurt geplant und gebaut. Bauherr war der Schuhmachermeister Ernst Werner, der eine Werkstatt im Hause hatte. Daneben gab es nach Fertigstellung des markanten Eckgebäudes eine Konditorei mit Weinausschank. Der erste Konditormeister hieß Max Lippold. Ihm folgten nach dem Ersten Weltkrieg Paul Despang und später August Bleicher. Von 1963 bis 1992 führte Gregor Binneberg das Geschäft. Im Zeitraum zwischen 2005 und 2007 wurden umfangreiche Sanierungsarbeiten durchgeführt. Danach konnte das Gebäude mit Gaststätte und Feinkostgeschäft im Erdgeschoss wiedereröffnet werden.
Die Bautzner Straße 32 bildet ein symmetrisch gegliedertes Eckgebäude über L-förmigem Grundriss mit bewegter Dachlandschaft. Stilistisch ist sie ein exemplarisches Beispiel der nach 1900 vorherrschenden Reformarchitektur, deren Bauten durch schlichte, aber wohlproportionierte Kubaturen, keinen oder wenigen akzentuierenden Fassadenschmuck und hohe, voluminöse Abschlüssen gekennzeichnet waren. Das gestalterisch anspruchsvolle Gebäude besteht aus Keller-, Erd-, Ober- und ausgebautem Dachgeschoss.
Die Fassaden werden von einem mittigen Turmtrakt mit Holzbalkon und zwei Giebelfronten mit Erkern dominiert. Der zurückhaltend eingesetzte Bauschmuck hebt die genannten Bauteile hervor. Belebend wirken die zeittypischen Fenster mit gesprossten Oberlichtern. An den Rückseiten befinden sich weitere Anbauten, wie das halbrunde dreigeschossige Treppenhaus mit Austritt. Über die vorderen Eingänge gelangt man in das Restaurant und den Feinkostladen, deren große Rundbogenfenster in den Straßenraum vermitteln und Passanten zu einem Besuch einladen. Ober- und Dachgeschoss sind dem Wohnen vorbehalten, was an den kleineren Wandöffnungen deutlich wird. Bei der letzten Sanierung hat die Fassade einen weißen Farbanstrich erhalten. Fenstergewände und andere Sandsteinelemente sind sorgfältig restauriert worden. Die im Laufe der Zeit im Erdgeschoss geänderte innere Raumstruktur wurde bei der letzten Sanierung in den ursprünglichen Zustand zurückgebaut. Die alten eindrucksvollen Kaminöfen wurden leider entfernt.
Die Denkmaleigenschaft der Bautzner Landstraße 32 in Dresden, OT Loschwitz ergibt sich aus dem exemplarischen Wert für die Architektur Anfang des 20. Jahrhunderts, der eine baugeschichtliche Bedeutung begründet, und der künstlerischen Bedeutung, die sie als Werk des lokal berühmten Architekten Max Herfurt besitzt (LfD/2011).
17. ↑  
Denkmaltext

Die von Max Herfurt entworfene und ausgeführte Villa Bautzner Landstraße 34 ist 1911–1913 errichtet worden. Bauherr war, wie bei der benachbarten Nummer 32, Ernst Werner. Ein erster Entwurf aus dem Jahre 1910 wurde nicht verwirklicht. Durch veränderte Grundstückverhältnisse machten sich bereits im darauf folgenden Jahr Umplanungen erforderlich. Herfurt überarbeitete seinen ersten Entwurf und reichte mehrere Revisionszeichnungen ein. Schon 1913 konnten die ersten Bewohner einziehen.
Die hier zu beurteilende Mietvilla, mit dem Namen „Klara“, ist ein charakteristisches Beispiel der versachlichten Architektur nach 1900, auch als Reformbaukunst bezeichnet. Sie zeigt mit einem schlichten und zugleich repräsentativen Baukörper, der von einem hohen Dach, hier als Mansarddach, dominiert wird, typische Elemente dieser Stilrichtung. Darüber hinaus wurde ganz im Sinne der Reformbaukunst sparsam mit Bauschmuck umgegangen. Dabei akzentuiert ein flacher, segmentbogenförmiger Altan die Straßenfassade. Der Haupteingang befindet sich an der Seite des Gebäudes und führt in ein Treppenhaus mit Farbglasfenster, die aus der Entstehungszeit erhalten geblieben sind.
Als charakteristisches Beispiel der Reformarchitektur nach 1900 und als Werk des lokal bedeutenden Architekten Max Herfurt ist das hier zu beurteilende Objekt vor allem baugeschichtlich bedeutend. Darüber hinaus ist dem im bedeutsamen Quartier Oberloschwitz gelegenen Villenbau auch ein stadtentwicklungsgeschichtlicher Wert beizumessen (LfD/2011).
18. ↑  
Denkmaltext

Die dreigeschossige markante Villa „Silvana“ mit vielgestaltiger Dachlandschaft auf der Bautzner Landstraße 36 ist im Jahr 1881 für Herrn Otto Sarfert nach dem Projekt des Architekten und Baumeisters F. Richard Schaeffer errichtet worden. Ihr Aussehen ist von den Tendenzen der Baukunst dieser Zeit und von ihrer malerischen Umgebung geprägt. Sie erscheint als ein aufwendig gestaltetes Gebäude mit Turmanbau an der östlichen Ecke. Die Fassaden der Villa werden durch dekorative Elemente des in dieser Zeit herrschenden Historismus geprägt. Im Jahr 1913 wurde das Gebäude von dem Architekten Max Müller nach Süden in gestalterisch angepasster Form verbreitert.
Der weitestgehend original erhaltene Bau wird vom Eckturm und dem straßenseitigen Mittelrisalit dominiert. Beide beleben aufwendige Gliederungen und reicher Schmuck. Sandstein und Holz bilden die Hauptmaterialien der Fassadengestaltung. Holz findet sich an der Veranda rechts vom Mittelrisalit und in den Ziergiebeln. Fenstergewände, Pilaster, Eckquader, Gesimse und Ornamentik bestehen zumeist aus Sandstein. Das Villengrundstück wird von einer Einfriedung aus Sandsteinpfeilern und schmiedeeisernen Zaunsfeldern zur Straße abgegrenzt.
Als weitestgehend ursprünglich erhaltenes und exemplarisches bauliches Zeugnis der Architektur aus dem Ende des 19. Jahrhunderts und als aufwendige historisierende Stilvilla, die vor allem Elemente der italienischen Renaissance, wie Eckquaderungen und eine ädikulaartige Fensterrahmung zeigt, ist die Villa auf der Bautzner Landstraße 36 von baugeschichtlicher Bedeutung. Ihr künstlerischer Wert ergibt sich aus der gestalterischen Qualität ihrer vielgestaltigen Kubatur, Gliederungen und zahlreichen Schmuckelemente, mit denen sie das ästhetische Empfinden eines Betrachters in besonderem Maße anspricht (LfD/2011).
19. ↑  
Denkmaltext

Das Gebäude Bautzner Landstraße 46 in Dresden, OT Loschwitz wurde 1884 als Villa „Turmeck“ errichtet. Im Jahr 1891 erfolgte ein erster Umbau für A. Herzog. Seitdem ist die Villa zweigeschossig. Ein weiterer und wesentlich gravierenderer Umbau erfolgt in den Jahren 1908–1909 durch das Dresdner Architekturbüro Rose & Röhle für den Fabrikanten Joseph Werminghoff, Eigentümer von Tagebau, Brikettfabrik und Werksiedlung Werminghoff, heute Knappenrode. Einige der Bauakten zeigen den Firmenstempel des Büros Lossow & Kühne, die möglicherweise auch am Umbau beteiligt waren. Vor dem Zweiten Weltkrieg wohnten die jüdischen Familien Marwitz, Alsberg und Strieser im Haus. Sie wurden nach 1933 von den Nazis vertrieben. Als prominentester Bewohner der Villa gilt der Opernsänger Arno Schellenberg (1903–1983), der von 1945 bis zu seinem Tod 1983 hier lebte. Seit dieser Zeit ist das Gebäude unter dem Namen „Haus Schellenberg“ bekannt.
Das heutige Erscheinungsbild der Bautzner Landstraße 46 wird vom letzten Umbau 1908–1909 geprägt. Die große klare Form und die verhältnismäßig schmucklosen Wände des traditionellen Putzbaus mit hohem Dachstuhl und seitlichem Turmanbau stehen in deutlichem Kontrast zu den aufwendigen, historisierenden Volutengiebeln der Risalite. Abgesehen davon werden die Fassaden von verschiedenen Anbauten belebt.
Die Denkmaleigenschaft des markanten Anwesens Bautzner Landstraße 46 ergibt sich aus dem bau- und personengeschichtlichen sowie künstlerischen Wert. Das Gebäude ist ein exemplarisches Zeugnis vor allem für den Villenbau Anfang des 20. Jahrhunderts. An ihm wird der Versuch eines Großteils der Architektenschaft jener Zeit anschaulich, sich in Abgrenzung zum Eklektizismus vor 1900 um eine versachlichte und zweckmäßigere Bauweise zu bemühen, wobei nicht gänzlich auf Schmuckformen verzichtet wurde, wie das Beispiel der Volutengiebel zeigt. Als Wohnstätte von Arno Schellenberg erinnert es an eine bedeutende Dresdner Persönlichkeit. Die künstlerische Bedeutung des hier zu beurteilenden Objektes resultiert aus dem gesteigerten Maß an gestalterischer Qualität, die sich vor allem aus dem spannungsreichen Kontrast zwischen Hauptbaukörper und Turmanbau entwickelt. Auch öffentliche Erhaltungsinteresse ist beim „Haus Schellenberg“ gegeben. Derartige Bauten werden schon seit geraumer Zeit in der Bevölkerung als Kulturdenkmale anerkannt, wie zahlreiche Veröffentlichungen und das große Besucherinteresse während der Tage des offenen Denkmals zeigen (LfD/2012).
20. ↑  
Denkmaltext

Es handelt sich um eines der frühen charakteristischen einfachen Landhäuser auf dem Weißen Hirsch (die Bautzner Landstraße 50 gehört heute zur Gemarkung Loschwitz), 1871 (1873) entstanden, ostwestgerichtet mit durchgesteckten Giebeln und relativ flach geneigten Dächern. Das Äußere ist weitestgehend erhalten, was Sandsteingliederungselemente, Holzfenster mit Beschlägen und Dachzier angeht. Die ursprünglich hölzernen Veranden und klassizistischen Balkone wurden 1939 in den damals charakteristischen Formen qualitätvoll versteinert. Aus dieser Zeit stammen auch die Haustür und die Farbverglasung des Eingangsvorbaus. Im Inneren sind nahezu alle Türen unverändert, die Parkettfußböden, der Fliesenbelag der wohl ursprünglich offenen Ostveranda und der Mosaikbelag von 1939 im Eingangsbauwerk erhalten.
Die Grundrissstrukturen sind unverändert, der weitläufige Garten zeigt die Einfriedung zur Straße in originalem Zustand und noch eine Vielzahl der ursprünglichen Gehölze. Die einstigen Wegestrukturen sind im Ansatz noch erkennbar. Eugen Degele hatte fünf Jahre in Hannover gewirkt, als er 1861 an das Dresdner Hoftheater verpflichtet wurde. Dort gehörte er bis kurz vor seinem Tode zu den prominentesten Künstlern. Von Zeitgenossen wurde Degele als Gestalter bedeutender Opernpartien und Konzertsänger gerühmt.
21. ↑  
Sachgesamtheit Albrechtschlösser, aus folgenden Einzeldenkmalen: Schloss Albrechtsberg mit aufwendiger Terrassenanlage, zwei Torhäusern, Wirtschaftsgebäude (Heizhaus), schlichtem Gärtnerhaus, Pergola-Architektur, Gartenlaube und Mausoleum der Gemahlin des Prinzen Albrecht (Einzeldenkmale ID-Nr. 09211476, Bautzner Straße 130), Lingnerschloss mit seitlichen Kolonnaden, Torhaus, Wirtschaftsgebäude, Station der Lingnerschen Drahtseilbahn und Einfriedung (Einzeldenkmale ID-Nr. 09211477, Bautzner Straße 132) sowie Lingner-Mausoleum (Einzeldenkmale ID-Nr. 09211479, Bautzner Straße 132) dazu englischer Park und aufgerebte Terrassen (Weinberg) (Gartendenkmal) sowie Vorplatzgestaltung vor den Torhäusern von Schloss Albrechtsberg auf Flurstück 194/1 (als Sachgesamtheitsteil); einzigartiges und weit in den Elbraum hineinwirkendes Ensemble, bedeutsame Zeugnisse von Architektur und Gartenkunst des ausgehenden 19. und beginnenden 20. Jahrhunderts, baugeschichtlich, künstlerisch, städtebaulich und landschaftsgestaltend bedeutend.
22. ↑  
Denkmaltext

Das Lingner-Mausoleum in Dresden, OT Loschwitz, Bautzner Straße 132 ist eine Werk des berühmten Architekten Hans Poelzig (1869–1936), seit Mai 1916 für einige Jahre neuer Stadtbaurat Dresdens, und des auf seinem Gebiet nicht minder bedeutsamen Bildhauers Georg Kolbe (1877–1947). Für den Entwurf seines Mausoleums im südlichen Bereich des nach ihm benannten Villenanwesens (Lingner-Schloss) bestimmte der Industrielle Karl August Lingner (1861–1916) testamentarisch – neben Wilhelm Kreis (1873–1955), Hans Poelzig als möglichen Architekten. Kreis war dann am Projekt nicht beteiligt. Poelzig entwarf ein monumentales Grabmal aus grauem Kalkstein, welches sowohl klassische Vorbilder zitiert als auch moderne Formen aufweist. Über einem ovalen Grundriss und einer schmalen Sockelzone wird das 3,40 x 4,60 Meter große Monument durch zwölf glatte ionisierende Halbsäulen gegliedert, das die Würdeform antiker Rundtempel (Tholoi) zitiert. Die schmalen Felder zwischen den Säulen sind mit Reliefs von Georg Kolbe versehen. Sie zeigen jeweils eine schmale Frauenfigur in zeitloser Gestalt und Gewandung und variierenden Gesten. Die Dachzone wird aus den für Poelzig typischen gestuften Wölbungen gebildet, die an Fontänen oder Kelche erinnern. Diese expressionistischen Formen vermeiden den harten Zackenstil dieser Zeit und bilden – wie die fein profilierten weiblichen Gestalten – das notwendige Gegengewicht zur Schwere und Massivität des Baus.
Die vollendete Kombination aus klassischem Zitat und modernem, reduzierten Dekor begründet die künstlerische Bedeutung des Werkes. Als Teil des Œuvres von Hans Poelzig – der Bau ist eines seiner wenigen Dresdner Werke – und von Georg Kolbe ist das Mausoleum künstlerisch und kunstgeschichtlich von hohem Rang. Zudem ist es personengeschichtlich als Denkmal für den bekannten Dresdner Industriellen Karl August Lingner von Bedeutung.
Poelzigs Entwurf, der ab 1920, im Jahr seines Weggangs aus Dresden, umgesetzt wurde, war ursprünglich größer geplant worden und sah eine begehbare Variante des Mausoleums vor. Realisiert wurde eine Treppe und eine Stützmauer gegen den Hang, wodurch man einen Bereich zum Umrunden des Monumentes schuf.
Darüber hinaus ist das Mausoleum auch baugeschichtlich und städtebaulich bedeutend. Es ist ein charakteristisches und zugleich seltenes Beispiel damaliger Grabmalskunst zwischen Historismus und Reformarchitektur. Obwohl nicht sonderlich groß, führt es mit dem Lingner-Schloß und den benachbarten Anwesen von Schloss Albrechtsberg und der Villa Souchay zu einer stadtentwicklungsgeschichtlichen Unverwechselbarkeit (LfD/2017).
23. 1 2  
Sachgesamtheit Villa Souchay oder Schloss Eckberg und Einzeldenkmale: Villa bzw. Schloss, Pförtnerhaus, Heizhaus mit Turmanbau (Taubenhaus), Dreiflügelanlage als Stallgebäude und Remisengebäude einschließlich daran bündig anschließendes Gärtnerhaus, Gewächshaus, Plastik des Sonnenanbeters (»Sonnensuchers«), weibliche Figur, Teil der Brunnenplastik »Stürmische Wogen«, Marmor-Brunnen mit Jüngling und Einfriedung; Hauptbau aus asymmetrischem Baukörper von zwei bis drei Geschossen, mit drei schlanken Türmen, als mittelalterlich-englische Burg konzipiert, gestalterisch einzigartiges Anwesen, mit Albrechtschloss und Villa Stockhausen unvergleichliches städtebauliches Ensemble, Schlossgebäude architektonisch herausragend, Gewächshaus eines der wenigen erhaltenen Beispiele in Dresden (neben Gewächshaus im Schlosspark von Pillnitz und zwei weiteren Objekten Bautzner Straße 118 und Schevenstraße 15/17), Anlage bau- und ortsgeschichtlich, künstlerisch, städtebaulich und landschaftsgestalterisch von Bedeutung.
24. ↑  
Denkmaltext

Die Villa „Marie“ hat bereits 1881 gestanden, wie eine topographische Karte aus diesem Jahr zeigt. Sie ist damit der erste Villenbau an der Bergbahnstraße und einer der älteren von Loschwitz überhaupt. Das markante zweigeschossige Gebäude mit rückwärtigem Turmanbau erhebt sich über annähernd kreuzförmigem Grundriss, wobei der im rechten Winkel zur Straße stehende Flügel den anderen eine wenig überragt. Beide Flügel zeichnen sich durch Giebeldreiecke mit leichten Dachüberständen aus.
Möglicherweise handelt es sich bei der Bergbahnstraße 1 im Kern um ein Winzerhaus, das zu einer Villa ausgebaut wurde. Stilistisch gehört das hier zu beurteilende Objekt zum damals vorherrschenden Historismus, einer Architekturrichtung, die, vereinfacht gesagt, durch das Nachahmen historischer Stile gekennzeichnet war. Dabei lehnt es sich mit Gestaltungselementen wie den klar begrenzten Geschossen und der Eckquaderung vor allem an die italienische Renaissance an. An italienische Landhäuser dieser Zeit erinnert auch der rückwärtige Turmanbau. Zur Belebung des Hauses tragen insbesondere eine straßenseitige Veranda mit Treppenaufgang vor dem hier risalitartig ausgebildeten quergestellten Flügel und ein seitlich davon befindlicher hölzerner Vorbau bei. Darüber hinaus bereichern Sohlbänke, Konsolen und unterschiedliche Fensterbedachungen die Fassaden. Die heutige Veranda wird ursprünglich ein auf Säulen und Pfeilern ruhender Altan mit Austritt im Obergeschoss gewesen sein.
Über die Jahre wechselten die Besitzer häufig. Als das Gebäude 1979 sanierte wurden, fand man reich ornamentierte Bodenfliesen sowie bemerkenswerte Interieurs aus der Entstehungszeit und ließ sie freigelegen.
Die Denkmaleigenschaft des Anwesens Bergbahnstraße 1 ergibt sich vor allem aus deren Zeugniswert für die historistische Architektur in der zweiten Hälfte des 19. Jahrhunderts. Es ist somit baugeschichtlich bedeutend. Außerdem besitzt es mit seiner äußerst anspruchsvollen Gestaltung einen künstlerischen und als Teil des bedeutsamen Ortsteils Loschwitz auch einen stadtentwicklungsgeschichtlichen Wert (LfD/2011).
25. ↑  
Denkmaltext

Bei der um 1910 von den Architekten Stephan und Möbius (Architektenzeichen an den Pfeilern der Einfahrt) errichteten Villa handelt es sich um ein qualitätsvolles Beispiel der gehobenen Wohnkultur Anfang des 20. Jahrhunderts. Der anspruchsvoll gestaltete Bau mit hohem Walmdachzeigt vereinfachte klassizistische und barockisierende Elemente, darunter Lisenen usw., wie sie für die Zeit nach 1900 typisch waren. Außerdem gehört er zum Oevre des Architekturbüros Stephan und Möbius, das den Villenbau Dresdens zwischen Jahrhundertwende und Erstem Weltkrieg entscheidend mitprägte. Viele Villen des offenbar gut gehenden Büros befinden sich heute in Loschwitz, insbesondere im Bereich Heideparkstraße und Böhmerstraße (heute zum Ortsteil Radeberger Vorstadt gehörend), aber auch in Zschärtnitz und anderen Teilen der Stadt. Der Denkmalwert der Böhmertstraße 6 ergibt sich somit in erster Linie aus dem baugeschichtlichen Wert. Darüber hinaus besitzt sie mit ihrer noblen Gestaltung, die von wenigen akzentuierenden Schmuck- und Gliederungselementen lebt, auch einen künstlerischen Wert (LfD/2013).
26. ↑  
Denkmaltext

Das zweigeschossige Gebäude mit Krüppelwalmdach und augenfälligen Fachwerkabschnitten, insbesondere an den Giebeln, wurde in den Jahren 1902–1903 für den bekannten Fotografen Emil Römmler (1842–1941) errichtet. Architekt war Hermann August Richter. Römmler war Hofphotograph und Mitbegründer der bedeutenden Dresdner Kunstdruckanstalt Römmler & Jonas. Die Villa ist ein im Zeitgeschmack des frühen 20. Jahrhunderts errichtetes Gebäude mit Attributen der damals vorherrschenden Reformarchitektur, d. h. mit einem schlichten, aber wohlproportionierten Baukörper und keinen bzw. wenigen akzentuierenden Schmuck- und Gliederungselementen. Etwas aufwendiger ist lediglich der Eingangsbereich mit Korbbogen und Scheitelstein aus grobem Jugendstilputz sowie reizvoller Hauseingangstür gestaltet. Typisch für die Zeit sind auch die gesprossten Oberlichter.
Die Denkmaleigenschaft der Calberlastraße 12 in Dresden, OT Loschwitz ergibt sich aus dem Erinnerungswert als einstiger Römmler-Wohnsitz, dem baugeschichtlichen Wert für die Architektur Anfang des 20. Jahrhunderts und dem städtebaulichen bzw. landschaftsgestaltenden Wert als Teil des Elbhanges. Inwieweit das Gebäude auch bedeutend als Teil des Œuvres von August Hermann Richter ist, müsste noch geklärt werden (LfD/2011).
27. ↑  
Denkmaltext

Das Teuschersche Sanatorium wurde 1897/98 von den Ärzten Dr. Heinrich Teuscher (1862–1946) und Dr. Paul Teuscher (1864–1927) gegründet. Es diente als Kuranstalt für Nervenleiden, Magen- und Darmkrankheiten, Herzleiden und Stoffwechselkrankheiten. Nach Fertigstellung bestand die Anlage der Kuranstalt aus einer Turmvilla, einem Kurhaus mit Badehaus, einer Waldvilla, dem Schweizerhaus und einer Arztvilla. Damit war sie ähnlich repräsentativ wie das Lahmannsche Sanatorium. Teuscher’s Sanatorium zog viele Patienten, darunter Ausländer an. Soweit bekannt, war der Maler Oskar Kokoschka (1886–1980) bei Teuschers in Behandlung und wohnte im Schweizerhaus. Heute hat sich von den genannten Gebäuden offenbar nur noch das Schweizerhaus erhalten. Darüber hinaus existieren noch die Wohnhäuser der beiden Ärzte und das sogenannte Heidehaus an der Bautzner Landstraße.
Die Denkmaleigenschaft des Schweizerhauses ergibt sich aus dem Zeugniswert für die Bauaufgabe Bad- und Kurhausarchitektur um 1900. Derartige Bauten zeichnen sich durch markante galerieartige Balkonvorlagen an den Hauptfronten aus, wie sie auch am Schweizerhaus zu finden sind. Darüber hinaus hat das auffällige Gebäude auch als Aufenthaltsort von Kokoschka Bedeutung. Somit ist die Chopinstraße 8 in Dresden, OT Loschwitz vor allem bau- und personengeschichtlich wertvoll. Wegen seines hohen gestalterischen Anspruchs ist es wohl auch künstlerisch von Belang (LfD/2011).
28. ↑  
Denkmaltext

Das Ende des 19. Jahrhunderts, also während der Spätphase der Gründerzeit, entstandene Mietshaus Dammstraße 1 erscheint als zeittypischer Klinkerbau. Seine historistische Fassade ist ansprechend gestaltet. Schmuck- und Gliederungselemente, wie übergiebelte Risalite mit Balkonen, hervorgehobene Fenster- und Türrahmungen und farbige Steine beleben das viergeschossige Gebäude. Putznutungen und kräftig profilierte Bögen über den Öffnungen für Eingang und Läden verleihen dem Erdgeschoss die Schwere eines Sockels. Dieser Gestaltungsaufwand, der durch das Nachahmen früherer Stile gekennzeichnet ist, daher auch der Stilbegriff Historismus, bildet eine wesentliche Facette der Architektur vor 1900. So orientieren sich zum Beispiel die Giebel an Vorbilder aus der Renaissance. Aus dem Zeugniswert für die historistische Baukunst Ende des 19. Jahrhunderts ergibt sich die baugeschichtliche Bedeutung des Hauses Dammstraße 1 in Dresden, OT Loschwitz. Das hier zu beurteilende Objekt ist aber auch städtebaulich bedeutend, da es mit der Anlage des Körnerplatzes zu einem stadtentwicklungsgeschichtlich unverwechselbaren Ensemble gehört. Wohl ist das 1898 errichtete Gebäude mit seiner Vielzahl von Schmuck- und Gliederungselementen auch künstlerisch von Belang. Es spricht das ästhetische Empfinden eines Betrachters auf besondere Weise an.
Das öffentliche Erhaltungsinteresse des Gebäudes Dammstraße 1 ergibt sich vor allem aus dem exemplarischen Wert für die Architektur der Zeit kurz vor 1900 und aus der Tatsache, dass derartige Bauten bundesweit als Denkmale erfasst sind und mittlerweile auch von großen Teilen der Bevölkerung als solche akzeptiert werden. Abgesehen davon sei erwähnt, dass Eigentümer eines mit der Dammstraße 1 vergleichbaren Hauses aus der Gründerzeithauses in Halle/Saale mit dem Bundespreis für Handwerk in der Denkmalpflege geehrt wurden (Monumente 11/12 – 2003, S. 68; LfD/2011).
29. ↑  
Denkmaltext

Die Wohnhausgruppe 7/9/11 wurde um 1910 von den Architekten Stephan und Möbius errichtet. Die Firma Stephan und Möbius gehört zu den bekannteren Dresdner Architekturbüros aus dem Anfang des 20. Jahrhunderts. Von ihr stammen zahlreiche Villen und Wohnhäuser in Loschwitz und anderen Dresden Stadtteilen, aber insbesondere im Bereich Fischhausstraße und Heideparkstraße. Eines der bekannteren Gebäude, das Hotel Reichspost wurde im Zweiten Weltkrieg zerstört. Die meisten Bauten von Stephan und Möbius, so auch die Fischhausstraße 7/9/11 sind im Sinne der damals vorherrschenden Reformarchitektur errichtet wurden. Als Antwort auf die übermäßig verzierten Bauten der Gründerzeit entwickelten die Architekten nach 1900 mit der Reformarchitektur eine versachlichte Bauweise, die sich durch ausgewogen proportionierten Formen und wenigen, lediglich akzentuierenden Fassadenschmuck auszeichnete.
Die hier zu beurteilende Wohnhausgruppe ist mit ihrer schlichten, aber zugleich noblen Gestaltung ein charakteristisches Beispiel der beschriebenen Architekturentwicklung und somit baugeschichtlich bedeutendatiert Als Teil des Werkes des bekannten Dresdner Büros Stephan und Möbius lässt sich zudem ein kunsthistorischer Wert konstatieren. Aus der baugeschichtlichen und kunsthistorischen Bedeutsamkeit resultiert die Denkmalfähigkeit der Fischhausstraße 7/9/11. Deren Denkmalwürdigkeit ergibt sich aus dem exemplarischen Wert für die Architekturentwicklung in Deutschland um 1910 und aus der Tatsache, dass die Denkmaleigenschaft und die Notwendigkeit der Erhaltung auf jeden Fall von einem breiten Sachverständigenkreis anerkannt werden. So finden sich vergleichbare Bauten in zahlreichen Denkmaltopographien anderer Bundesländer (LfD/2007).
30. ↑  
Denkmaltext

Das Grundstück Friedrich-Wieck-Straße 8 gehört unmittelbar zum ursprünglichen Dorfkern von Loschwitz. Die zunächst beiderseits am Bachlauf entstandene Dorfanlage wurde 1637 bis auf wenige Gebäude als Folge des 30-jährigen Krieges durch Brand vernichtet. Im Wesentlichen wurde das alte Bild mit giebelständigen Fachwerkhäusern neu aufgebaut, wie sie heute noch vereinzelt erhalten sind (z. B. Friedrich-Wieck-Straße 6 und 7). Anfang des 19. Jahrhunderts begann sich diese geschlossene dörfliche Fachwerkbebauung zu verändern.
Wie aus dem Besitzverzeichnis zu entnehmen ist, besaßen in dieser Zeit Maurer und Zimmerer die Grundstücke Friedrich-Wieck-Straße 8 und 10. Diese waren meist in der Residenzstadt Dresden beschäftigt und werden von dort im Nachvollzug des im Barock begonnenen städtebaulichen Wandels von der giebelständigen zur traufständigen Straßenrandbebauung diesen in ihrer dörflichen Umwelt nachvollzogen haben. In Folge ihrer gleichartigen Entwicklung und Gestaltung müssen beide Gebäude in der nachfolgenden Beschreibung im Kontext betrachtet werden.
Die bis dahin bestehenden Fachwerkgebäude wurden abgebrochen und durch traufständige massive Putzbauten ersetzt. Es entstand in biedermeierlicher Manier ein Ensemble von ruhig gelagerten traufständigen Gebäuden mit ziegelgedeckten Satteldächern und Doppelgaupen in bescheidener solider handwerklicher Ausführung. Da sich an dieser Stelle die Straße platzartig ausweitet wurden die fünfachsigen ausgewogenen Hauptfassaden durch einfach profilierte Gurtgesimse und Traufgesimse und der hervorgehobenen Gestalt der Eingangszone bzw. Ladenzone betont. Der dörfliche biedermeierliche Bezug wurde noch durch die kleinen Vorgärten und Weinspaliere bestärkt. Im hinteren Bereich der Grundstücke wurden meist Nebengebäude für die gewerbliche Nutzung angeordnet. Im Hauptgebäude befanden sich außerdem meist bescheidene Unterbringungsmöglichkeiten für Sommergäste.
Als Zeugnis der biedermeierlichen dörflichen Bauweise ist das Ensemble noch fast in seiner ursprünglichen Gestalt erlebbar. Auf Grund seiner architektonischen und städtebaulichen Bedeutung und des gut erhaltenen Erscheinungszustandes wurden die Gebäude Friedrich-Wieck-Straße 8 und 10 (nach § 2 SächsDschG) unter Denkmalschutz gestellt. An ihrem Erhalt und ihrer ursprünglichen Form besteht deshalb öffentliches Interesse (LfD/1995).
31. ↑  
Denkmaltext

Das Grundstück Friedrich-Wieck-Straße 10 gehört unmittelbar zum ursprünglichen Dorfkern von Loschwitz. Die zunächst beiderseits am Bachlauf entstandene Dorfanlage wurde 1637 bis auf wenige Gebäude als Folge des 30-jährigen Krieges durch Brand vernichtet. Im Wesentlichen wurde das alte Bild mit giebelständigen Fachwerkhäusern neu aufgebaut, wie sie heute noch vereinzelt erhalten sind (z. B. Friedrich-Wieck-Straße 6 und 7). Anfang des 19. Jahrhunderts begann sich diese geschlossene dörfliche Fachwerkbebauung zu verändern.
Wie aus dem Besitzverzeichnis zu entnehmen ist, besaßen in dieser Zeit Maurer und Zimmerer die Grundstücke Friedrich-Wieck-Straße 8 und 10. Diese waren meist in der Residenzstadt Dresden beschäftigt und werden von dort im Nachvollzug des im Barock begonnenen städtebaulichen Wandels von der giebelständigen zur traufständigen Straßenrandbebauung diesen in ihrer dörflichen Umwelt nachvollzogen haben. Infolge ihrer gleichartigen Entwicklung und Gestaltung müssen beide Gebäude in der nachfolgenden Beschreibung im Kontext betrachtet werden.
Die bis dahin bestehenden Fachwerkgebäude wurden abgebrochen und durch traufständige massive Putzbauten ersetzt. Es entstand in biedermeierlicher Manier ein Ensemble von ruhig gelagerten traufständigen Gebäuden mit ziegelgedeckten Satteldächern und Doppelgaupen in bescheidener solider handwerklicher Ausführung.
Da sich an dieser Stelle die Straße platzartig ausweitet wurden die fünfachsigen ausgewogenen Hauptfassaden durch einfach profilierte Gurt-und Traufgesimse und der hervorgehobenen Gestalt der Eingangs- bzw. Ladenzone betont.
Der dörfliche biedermeierliche Bezug wurde noch durch die kleinen Vorgärten und Weinspaliere bestärkt. Im hinteren Bereich der Grundstücke wurden meist Nebengebäude für die gewerbliche Nutzung angeordnet. Im Hauptgebäude befanden sich außerdem meist bescheidene Unterbringungsmöglichkeiten für Sommergäste.
Als Zeugnis der biedermeierlichen dörflichen Bauweise ist das Ensemble noch fast in seiner ursprünglichen Gestalt erlebbar. Aufgrund seiner architektonischen und städtebaulichen Bedeutung und des gut erhaltenen Erscheinungszustandes wurden die Gebäude Friedrich-Wieck-Straße 8 und 10 (nach § 2 SächsDschG) unter Denkmalschutz gestellt. An ihrem Erhalt und ihrer ursprünglichen Form besteht deshalb öffentliches Interesse (LfD/1995).
32. ↑  
Denkmaltext

Bei der Friedrich-Wieck-Straße 14 in Dresden, OT Loschwitz handelt es sich um ein zweigeschossiges Wohnstallhaus mit Satteldach. Die Hoffassade zeigt eine axiale Gliederung. Im Erdgeschoss hat sich insbesondere der Bereich mit eingewölbtem Kuh- und Schweinestall (nach Bauakte) noch sehr schön erhalten. Der einstige Kuhstall zeigt paarweise angeordneten Säulen im Mittelgang, jener ist auf dem Erdgeschoss-Grundriss in der Bauakte gut erkennbar. Die anderen Erdgeschossräume werden dort als Speisegewölbe, Backofen, Cabinet und Wohnstube bezeichnet, im Obergeschoss erscheinen Stube, Kammer, Cabinet, Schlafstube usw. Das Wohnstallhaus wurde laut Bauakte 1850-1851(1859) errichtet, auf eine Entstehungszeit in der Mitte des 19. Jahrhunderts weisen auch die „gekoppelten“ Fenster an der vorderen Giebelseite hin. Neben dem Stall befindet sich noch ein Anbau mit zwei ebenfalls sehr interessanten Gewölben (wohl Lager- und Kühlkeller).
An der Hand der erhaltenen Bauakte in Verbindung mit dem überkommenen Objekt kann man sehr gut nachvollziehen, wie Wohnstallhäuser aus der Mitte des 19. Jahrhunderts aufgebaut waren. Bemerkenswert ist der Umstand, dass während der Erbauung fast alle Räume im Erdgeschoss eingewölbt wurden und sich die Einwölbungen (wohl gebust) bis heute erhalten haben (Stand 13. August 2013). Aus dem bisher Dargelegten ergibt sich eine besondere baugeschichtliche Bedeutung des hier zu beurteilenden Objektes. Abgesehen davon hat es im Zusammenhang mit dem markanten und unverwechselbaren Dorfkern von Loschwitz auch einen ortsentwicklungsgeschichtlichen Wert (LfD/2013).
33. ↑  
Das Anwesen mit Wohnhaus, Hintergebäude und Seitengebäude erfüllt die Voraussetzungen eines Kulturdenkmals im Sinne von § 2 Abs. 1 SächsDSchG, da wegen seiner geschichtlichen, genauer bau- und stadtentwicklungsgeschichtlichen Bedeutung ein öffentliches Erhaltungsinteresse besteht.

Bei dem Wohnhaus des Dreiseithofes, giebelständig zur Grundstraße befindlich und mit Ladeneinbau, handelt es sich offenbar zu großen Teilen um ein Gebäude aus dem 2. Viertel des 17. Jahrhunderts (1648). Darauf deuten die Balken mit Schiffchenkehlen, darüber eine profilierte Decke mit Kriecher-Decker-Einschüben, im mittleren Raum des Erdgeschosses und das kräftige Fachwerk mit Andreaskreuzen im Obergeschoss hin. Zudem ist hier im Gegensatz zu den in der genannten Zeit verbreiteten Holzstuben eine Fachwerkstube mit innerer, horizontaler Verbretterung erkennbar. In der Folgezeit hat es verschiedene Veränderungen gegeben. So wurde der gesamte Bau mit Bruchsteinen unterfangen und von 1837 bis 1859 straßenseitig durch einen Anbau in massivem Mauerwerk erweitert. Seit 1872 gehörte das Anwesen über viele Jahrzehnte nachweislich Fleischermeistern. Der Laden, in dem die Fleischwaren verkauft wurden, fand erstmals 1884 Erwähnung. Hier haben sich noch die typischen gemusterten Kacheln und Fliesen erhalten.

Das Hintergebäude geht in etwa auf das 2. Viertel des 19. Jahrhunderts zurück. Es zeigt ein hochrechteckiges Portal mit Oberlicht, ein Fenster mit Korbbogenabschluss, beide aus Sandstein, und ein mit Ziegeln ausgeführtes, verputztes Kreuzgewölbe im Erdgeschoss. Daneben entstand im Zusammenhang mit dem Fleischereibetrieb um 1900 ein größerer eingewölbter Raum mit gekachelten Wänden. Den Abschluss des Hofes bildet, parallel zum Wohnhaus, ein eingeschossiges Seitengebäude. Es fällt noch eine Sandsteintreppe zwischen Wohnhaus und Hintergebäude ins Auge. Alle drei Bauten werden von Satteldächern bedeckt. Nördlich schließt sich mit der „Roten Amsel“ (Leonhardi-Museum) eines der bedeutenderen, prominenteren Kulturdenkmale von Loschwitz an den Dreiseithof an.

Der Dreiseithof bildet, insbesondere mit dem Wohnhaus einschließlich seinem noch aus dem 17. Jahrhundert stammenden Konstruktionsgefüge aus Elementen, wie den Balken mit Schiffchenkehlen und dem Fachwerk mit Andreaskreuzen, aber auch dem Hinter- sowie Seitengebäude ein bemerkenswertes und zudem baulich geschlossenes Zeugnis der ländlichen Architektur seit dem 17. Jahrhundert, gerade auch mit seinen unterschiedlichen Zeitschichten, was seine baugeschichtliche Bedeutung begründet. Auf dem Stadtgebiet von Dresden haben sich nur noch äußerste wenige ländliche Gebäude mit Andreaskreuzen, aber auch Schiffchenkehlen-Balken erhalten, insofern besitzt die Grundstraße 24 außerdem Seltenheitswert.

Im Zusammenhang mit dem markanten Ortskern des einstigen Fischer- und Winzerdorfes Loschwitz, der sich im Vergleich mit anderen derartigen Siedlungen der Gegend weitgehend kompakt als Straßenangerdorf erhalten hat, ist das hier zu beurteilende Objekt nicht zuletzt auch stadtentwicklungsgeschichtlich bedeutend. Dazu trägt bei, dass der ganze Dorfkern trotz der historistischen Bebauung des Schillerplatzes an der Seite seinen ländlichen Charakter signifikant bewahrt hat. Das öffentliche Erhaltungsinteresse resultiert aus dem exemplarischen Wert für die ländliche Architektur, vor allem des 17. Jahrhunderts und aus dem Seltenheitswert des baulich Überkommenen aus dieser Zeit sowie dem geschlossenen Erscheinungsbild des Hofes.
34. ↑  
Denkmaltext

Die Entstehung der Roten Amsel, heute Leonhardi-Museum, geht auf jeden Fall bis ins 18. Jahrhundert zurück. Die unterste der einst sieben Mühlen an der Grundstraße, die im 17./18. Jahrhundert erbaute Hentschelmühle, wurde nach 1880 von dem Maler und Fabrikdirektor Eduard Leonhardi, einem Schüler Ludwig Richters, bewohnt und zu dem Künstlerquartier „Rote Amsel“ umgebaut. Nach Abbruch eines großen Teils der alten Anlage in Form eines Dreiseithofes, erhalten hat sich nur ein giebelständiger Bau mit Krüppelwalmdach, wurde 1884 das parallel zur Straße verlaufende alte Ateliergebäude nach Plänen des Architekten Bernhard Schreiber (1833–1894) errichtet. Es folgte 1896 im Zwickel zwischen den bestehenden Bauten ein neues Atelier. Entwurf und Ausführung hierfür lagen in den Händen von August Hilbert, einem in Loschwitz ansässigen Baumeister. Nach dem Tod Leonhardis, die Idee mit dem Künstlerhaus hatte er schon eher aufgegeben, erfolgte 1905 die endgültige Umwandlung zum Museum. Bei dem überkommenen Ensemble handelt es sich um einen pittoresker Fachwerkkomplex mit mehreren Erkern. Zur Straßenseite erscheint unter einem übergroßen, geschweiften Baldachin ein Ritter mit Schild und Lanze. Nahezu alle Ausfachungen zeigen reiche, historisierender Ausmalungen und viele Sinnsprüchen von dem Maler Palmie, wohl 1882. Im „Leonhardi-Raum“ des heutigen Museums sind einige Gemälde des Malers und Fabrikdirektors ausgestellt, in den übrigen Räumen finden Wechselausstellungen statt.
Der Denkmalwert ergibt sich aus der bau-, orts- und personengeschichtlichen sowie künstlerischen bedeutend des Anwesens, das in seiner Form zudem singulär ist. Es bildet mit malerischen Erkern, figuralem Schmuck, Zierfachwerk und Bemalungen vor allem ein markantes und für das späte 19. Jahrhundert charakteristisches historisierendes Ensemble. Die Entwurfsverfasser orientierten sich bei den Atelieranbauten an der Deutschen Renaissancen, wobei sie durch die Verwendung von Fachwerk die Neubauten mit dem älteren Mühlengebäude äußerlich zusammenfassten. Mit ihrer Gestaltung spricht die Rote Amsel das ästhetische Empfinden eines Betrachters in besonderem Maße an, was den künstlerischen Wert des Anwesens begründet. Sie erinnert mit Eduard Leonhardi zudem an einen lokal bedeutenden Künstler und an ein für die Geschichte von Loschwitz bedeutendes Anwesen (Mühle, Künstlerhaus und Museum) (LfD/2013).
35. ↑  
Denkmaltext

Trotz baulicher Veränderungen im Inneren handelt es sich bei der Villa Heideparkstraße 14 in Dresden, OT Radeberger Vorstadt nach wie vor um ein charakteristisches und mit seiner markanten, wohl proportionierten und fast schmucklosen Kubatur ansprechend gestaltetes Zeugnis der Reformarchitektur nach 1900. Hinzu kommt, dass der um 1910 entstandene Bau, stand schon Mitte 1912, von dem lokal bekannten und renommierten Büro Stephan und Möbius errichtet wurde und sich in einer Reihe mit zeitgleich entstandenen Häusern befindet, was den architekturhistorischen Aussagewert über den stilistischen Vergleich mit diesen verstärkt. Darüber hinaus zeigt sich das Innere trotz eines nach 1989/90 erfolgten Umbaus noch weitgehend mit der alten Raumstruktur einschließlich großzügiger Hallendiele. In dieser haben sich äußerst qualitätvolle, fast expressionistisch anmutende Farbglasfenster mit Tier- und Pflanzenmotiven erhalten. Der Denkmalwert für die von Stephan und Möbius geschaffene Villa ergibt sich nach dem hier Dargelegten vor allem aus dem baugeschichtlichen Wert und bei den Glasfenstern aus der künstlerischen Bedeutung (fD/2013).
36. ↑  
Denkmaltext

Im Jahre 1905 beauftragte August Kotzsch, der bekannte Loschwitzer Fotograf und Chronist, den Architekten Rudolf Kolbe mit dem Umbau seines Hauses, heute Kotzschweg 22, in Dresden, OT Loschwitz. Es wurde dann der zweite Entwurf, der sich am Erscheinungsbild des Vorgängerbaus orientierte, ausgeführt. Offenbar ist das alte Kotzschhaus ein markanter Fachwerkbau, wie auf einem Foto von 1868 zu sehen, vollständig abgebrochen worden. Die Ausführung des Neubaus lag in den Händen der Firma Karl Hanke, die viele der von Kolbe entworfenen Häuser fertiggestellt hat. Die Denkmaleigenschaft ergibt sich aus dem personengeschichtlichen Wert des Hauses als Wohnstätte und Wirkungsstätte von August Kotzsch.
37. ↑  
Denkmaltext

Das 1938 entstandene Gebäude (nach Recherchen in Adressbüchern) erscheint mit seiner maßvollen Fassadengliederung, dem hohen, schlanken Walmdach sowie dezent und wirkungsvoll angebrachten Details als der nobelste Villenbau der 30er Jahre in Dresden. Gemäß der Architekturdoktrin der Zeit ist es in traditionellen Formen gestaltet. Dabei erinnert die Kügelgenstraße 8 in sehr starkem Maße an Goethes Gartenhaus in Weimar. Dieses galt als Paradebeispiel für die Architektur um 1800, an der sich die Traditionalisten orientierten. Die Kügelgenstraße 8 trägt mit ihrem hohen Walmdach zum markanten Erscheinungsbild des Elbhanges bei (ist deutlich von der anderen Seite zu erkennen). Erwähnenswert ist auch die Dacheindeckung ohne Gratziegel (Biber sind um die Dachkante gelegt – Dach mittlerweile neu gedeckt). In den Dresdner Adressbüchern von 1937 und 1939 werden als Eigentümer Elsbeth und Johannes Jost genannt. Johannes Jost war Eigentümer der Filmosto Projektorenfabrik und des Filmosto Strahlbildverlages, beide Pestalozzistraße 12 (mittlerweile abgebrochen). Die Fabrik gehörte bis 1991 zum Dresdner Pentaconwerk (LfD/1996).
38. ↑  
Denkmaltext

Die gestalterisch auffällige Villa entstand 1902. Sie wird von einem seitlich angeordneten Turmbau dominiert, der dem gesamten Anwesen eine italienisierende Note verleiht. Dem zweigeschossigen bzw. zweieinhalbgeschossigen Putzbau ist eine Vorhalle mit Rundbogenöffnungen vorgelagert. Diese wird von zwei figürlichen Reliefs belebt. An der Vorderfront fällt zudem ein flaches Fensterband unter der Dachtraufe ins Auge, ein Motiv moderner Architektur vor allem seit den 1920er Jahren. Die ausgewogen angeordneten Sprossenfenster werden zumeist durch Klappläden flankiert. An der Ostseite tritt ein kleiner eingeschossiger Anbau über halbrundem Grundriss in Erscheinung. Rückseitig erstreckt sich eine eingeschossige Veranda über die gesamte Hausfront. Die markante Brüstung des Austritts orientiert sich formal am späten Jugendstil, ebenso die farbige Traufunterseitenmalerei und die zur Straße gelegene Einfriedung aus massiven, eleganten Pfeilern und einem gitterartigen Zaun. Die Einfriedung musste im Zuge der letzten Sanierung erneuert werden. Die Zaunsfelder sollten, wie der mittlere Zugang, in Holz ausgeführt werden. Man hat sich entgegen der Auflagen für Metall entschieden. Im Inneren sind möglicherweise noch mehrere Teile der einstigen Ausstattung erhalten.
Die Villa Kügelgenstraße 10 wurde von dem bedeutenden Architekten Max Hans Kühne (1874–1942) errichtet. Zusammen mit William Lossow hat er neben zahlreichen anderen Bauten die Hafenmühle in Dresden und den Hauptbahnhof in Leipzig geschaffen. Das hier zu beurteilende Objekt ist ein gestalterisch bemerkenswertes Beispiel der versachlichten Architektur und der Frühen Moderne nach 1900. In seiner italienisierenden Form ist das gestalterisch unverwechselbare Gebäude zudem in Dresden und wohl auch darüber hinaus singulär oder hat zu mindestens Seltenheitswert. Die Denkmaleigenschaft ergibt sich nach dem bisher Dargelegten, zusammenfassend gesagt, aus der baugeschichtlichen und künstlerischen Bedeutung sowie dem Seltenheitswert (LfD/2011).